# Ferrocarril Comodoro Rivadavia a Colonia Sarmiento

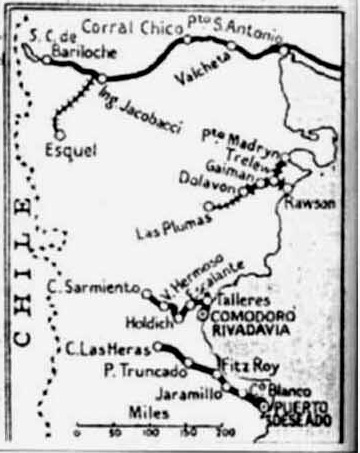
Mapa de la Red Ferroviaria de la Patagonia Argentina hacia 1960: Ferrocarril de Viedma a Bariloche, Ferrocarril Central del Chubut, La línea Económica a Esquel, Ferrocarril de Comodoro Rivadavia a Colonia Sarmiento y el Ferrocarril Puerto Deseado a Colonia Las Heras. Todos correspondientes al Ferrocarril General Roca. Nótese la corta distancia que separaba los ferrocarriles del sur.

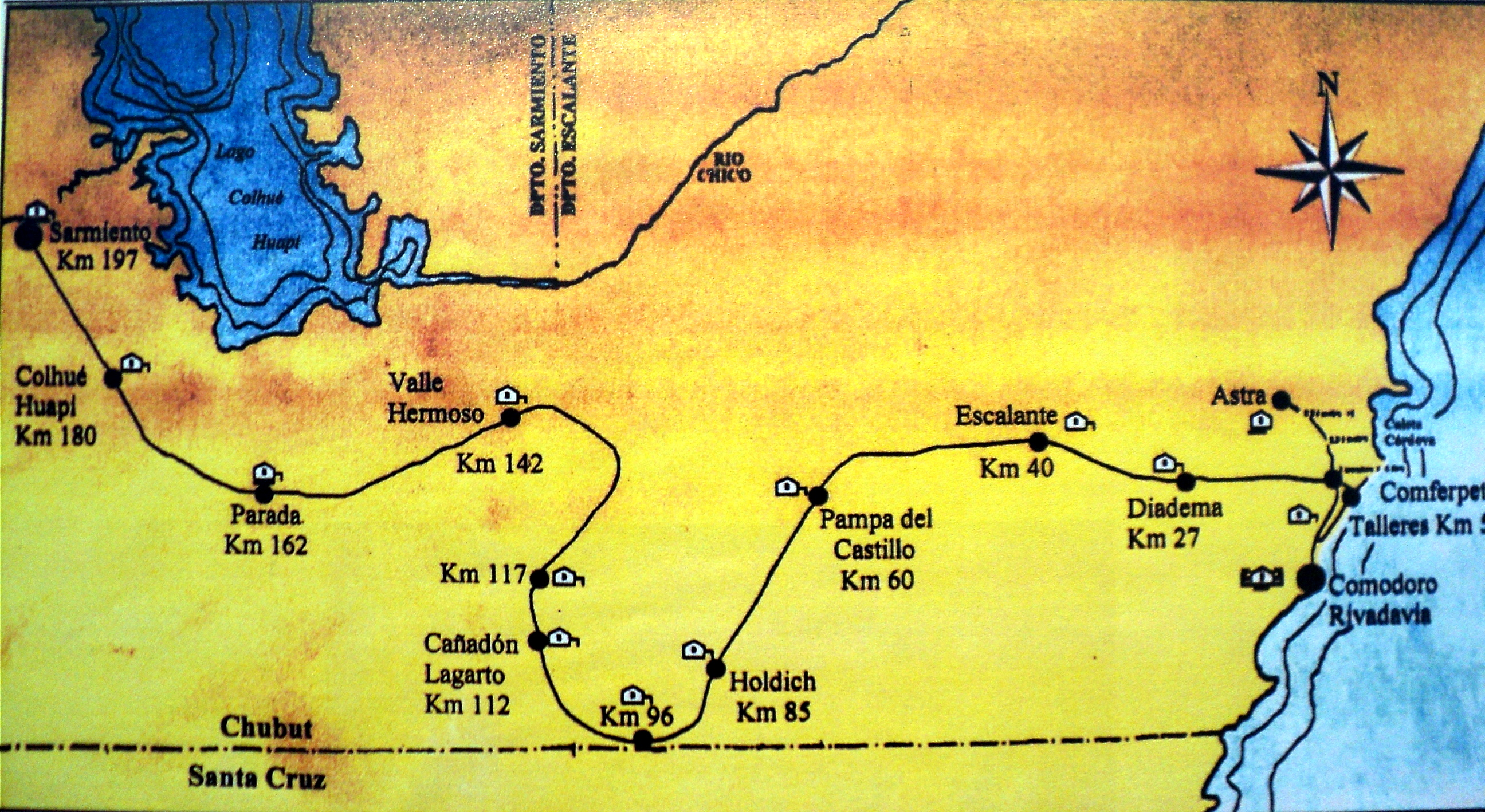
Carta del recorrido de la línea Comodoro Rivadavia a Colonia Sarmiento. Además, se divisan los ramales a COMFERPET y Astra.

El Ferrocarril Comodoro Rivadavia a Colonia Sarmiento, también conocido a nivel nacional como Línea de Comodoro Rivadavia a Colonia Sarmiento es un ex ramal ferroviario que integraba la red ferroviaria argentina. Su objetivo original cuando fue planificado era conectar el puerto de Comodoro Rivadavia con Lago Buenos Aires (Perito Moreno.
El trayecto recorrería el sur de la provincia de Chubut, en el camino hacia el lago empalmaría con el ramal hacia el Lago Nahuel Huapi, previo paso por Colonia 16 de octubre (hoy Trevelin). En algún punto de su ruta se conectaría con el Ferrocarril Central de Chubut. Con el descubrimiento del petróleo la situación de este ferrocarril cobró nuevo significado, pero jamás logró pasar de Sarmiento ante el abandono de la idea original de un ferrocarril Transpatagónico unido con el resto del país.
También, fue llamado por la población local «Autovía» o la "Chanchita". Tuvo su jefatura en la ciudad de Comodoro. Su función fue ser nexo fundamental, al cubrir los servicios de cargas y pasajeros, en las distancias urbanas y semiurbanas de las ciudades que servía y vinculaba los campamentos petroleros privados y estatales. Para esto se valió en un principio de trenes a vapor y luego se complementó su servicio con coches motores diésel, que son recordados como las «chanchitas» por su forma y su característica incomodidad.
Fue uno de los pocos ferrocarriles que además de brindar servicios de pasajeros y carga, tenía una finalidad turística en su ramal subsidiario a Rada Tilly en esta zona.
Hoy no deja de ser memorado como una de las más grandes herramientas de desarrollo de esta región. Sus últimos restos son considerados como patrimonios históricos de las ciudades de Sarmiento y Comodoro, siendo emplazadas sus piezas supervivientes en Museo Ferroportuario, Museo Regional Desiderio Torres y Museo Nacional del Petróleo.
Gran parte de sus vías que perduraban como patrimonio histórico fueron arrasadas en forma corrupta e irregular entre 2005 y 2006 durante el gobierno de Mario Das Neves. Sin embargo, por orden judicial se pudo conservar los últimos 30 kilómetros desde estación Enrique Hermitte hasta casi estación Sarmiento.  
Fue uno de los componentes más importantes del Sistema Ferroviario en la Patagonia Argentina; aunque tuvo carácter público, su funcionamiento se desarrolló en forma aislada sin poder lograr conexión con el resto de los ferrocarriles a pesar de las promesas políticas. En cambio, su funcionamiento fue posibilitado con el transporte marítimo; el cual posibilitó su desempeño para exportar e importar sus cargas.

## Toponimia
El plan inicial era crear un ferrocarril mucho más extenso que permitiera unir la costa del golfo San Jorge con la rica zona del lago Buenos Aires en proximidades de Perito Moreno. Por este motivo, el nombre original cuando se empezó la construcción fue Línea de Comodoro Rivadavia al Lago Buenos Aires. Tras 1914 el nombre y el proyecto son definitivamente abandonados y el ferrocarril que apenas alcanzó el fértil valle sarmientino recibió el nombre con base en su tramo: Ferrocarril de Comodoro Rivadavia a Colonia Sarmiento.

## Historia

### Diferentes proyectos iniciales
El ferrocarril en tierras patagónicas sería pensado por Francisco Perito Moreno en 1896. Esta idea fue adoptada por un conocido de éste, el alemán Juan Plate, que formó junto con otros la sociedad Ferrocarril Sud Argentino. La naciente empresa solicitó al gobierno Nacional una concesión para construir un ferrocarril de Puerto Tilly a Colonia Sarmiento con ramales a Colonia San Martín. El proyecto era una decisión firme e incluso se llegó a limpiar el terreno para la obra.
Sin embargo, esta propuesta no prosperó y el estado terminó tomando con cambios el proyecto original: el ferrocarril culminaría en Lago Buenos Aires, actual Perito Moreno en Santa Cruz. Para este nuevo proyecto el ingeniero Arturo Shaw realizó en el año 1903 el relevamiento de la zona y se agregaron al proyecto original otros ramales, como Colonia San Martín (hoy Gobernador Costa (Chubut)). También, se le adicionó al proyecto un recorrido por General Roca,  desde allí a Chile; y desde Tilly otro ramal hasta Río Gallegos, aunque este último tramo no fue aceptado por el Congreso de la Nación, que dejó en suspendo el tratamiento final de la solicitud del ferrocarril.
En el año 1906 el presidente José F. Alcorta y su ministro Dr. Ezequiel Ramos Mejía elevaron un proyecto de fomento de los territorios nacionales que en el caso de la Patagonia calcaba el proyecto de la empresa Ferro Carril Sud Argentino. Ramos Mejía amplió y re-proyectó esta idea con el fin de llegar a unir varios ramales, como el de San Antonio Oeste y el de Puerto Madryn con el de Comodoro Rivadavia, que llegarían hasta “Colonia 16 de Octubre” (hoy Trevelín), para luego tener un ferrocarril transcontinental que llegaría hasta Valdivia en el país vecino de Chile. Los ramales serían: Puerto Madryn – Valle 16 de Octubre que se uniría con los otros ramales proyectados: Comodoro Rivadavia – Lago Buenos Aires y el de Puerto Deseado– Nahuel Huapi (Bariloche). El enlace para alzar la vía Viedma – Bariloche que conduciría al norte del país sería a través del actual ferrocarril La Trochita que formaba parte de dicho proyecto. La idea fue parcialmente ejecutada y no llegó a concluirse en su totalidad ya que en cierta forma contrariaba los intereses de los capitales ingleses, sumado a la fuerte oposición del Congreso y la prensa que terminó en julio de 1913 con la renuncia de Ramos Mejía.
La ley n.º 5559 dispuso su creación el 11 de septiembre de 1908 y el 16 de ese mismo por decreto se dispuso iniciar los trabajos. En tanto, los estudios de factibilidad iniciaron en 1909. El 27 de enero de 1910 desembarca el ingeniero Alberto Schneider, director general de Ferrocarriles Patagónicos, acompañado por Guido Jacobacci director del área y por Alberto Schawartz director del ferrocarril Comodoro - Lago Bs As para dar inicio a las obras 
La construcción de este ramal comenzó en abril de ese mismo año con la descarga desde el vapor Mendoza de 5000 durmientes y 350 operarios en el muelle de kilómetro 5.
En un principio se pensó trazar 150 kilómetros de vías rectas hasta Sarmiento, pero esto se cambió a más de 200 km en curvatura. La inmensa desviación fue resultado de la intervención de los poderosos capitales privados de la estancia La Nueva Oriental que intervinieron política y monetariamente para formar la curva hacia el sur que permitió que el ferrocarril llevara su elevada producción lanera y ovina. Esta acción además posibilitó fundar una gama de estaciones y pueblos impensados, entre los que nació Holdich. La consecuencia de esta intervención fue la demora extra para completar el recorrido mayor, las complicaciones de la geografía de la zona y superposición de localidades y estaciones.
En 1911 se realizó el primer transporte de ganado de este ferrocarril. En tanto, la inauguración formal del ferrocarril se produjo el 23 marzo de ese mismo año con la visita del presidente Sáez Peña. Aunque el trazado no estaba concluido el presidente viajó por un tramo de 40 kilómetros, que ya estaban concluidos. El viaje duró hora y media y los diarios titularon: “Este ferrocarril arrancará en Comodoro Rivadavia, irá al Lago Buenos Aires, desde allí al Lago Nahuel Huapi y desde este punto a Bahía Blanca y Buenos Aires”.
Finalmente, en 1914 el ferrocarril transpatagónico estaba desechado en su lugar se construyeron 3 ferrocarriles aislados en Puerto Madryn, Comodoro y Deseado. En tanto, se construyó la conexión de la Trochita uniendo Esquel con el ramal a Bariloche. La planificación debía proseguir con la extensión de La Trochita hasta Trevelin para desde ahí empalmar con los otros ramales aislados de más al sur mediante una trocha económica de  0.75. Sin embargo, no pasó de Esquel. Como resultado, todos los ferrocarriles y especialmente los aislados, no tardaron en ser inviables económicamente en los siguientes años.

### Primeros años

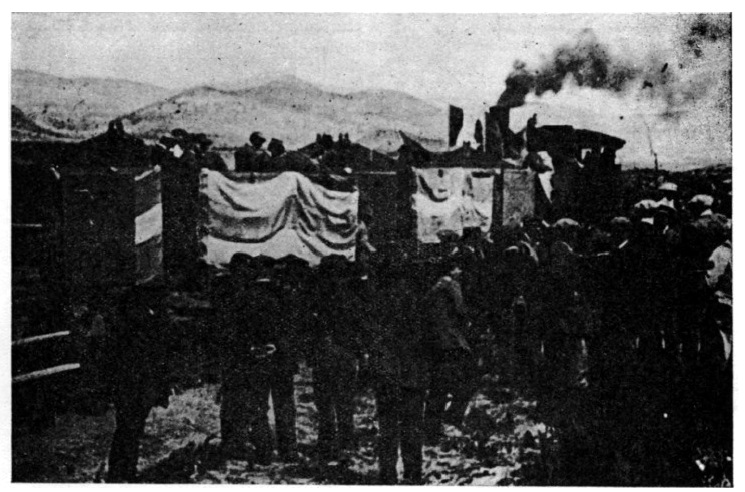
Viaje inaugural de la línea de Comodoro a Sarmiento embanderado por lo especial del evento. El tramo fue recorrido con una locomotora especial en dos horas.

La estación Cañadón Lagarto del ferrocarril fue inaugurada en el año 1911 y a partir de ese momento el pueblo inició su vida en ese momento como punta de riel. Con la llegada del tren el pueblo atrajo un gran movimiento de carreros que enviaban sus cargas hasta Comodoro. Las obras el 29 de marzo de 1912 pasaron Cañadón Lagarto y ya comenzaban a arribar a la zona valletana circundante de Colhué Huapi.
Las obras llegaron a Colonia Sarmiento en el año 1914, zona del interior de Chubut que presentaba un importante crecimiento. La construcción de este ramal se detuvo en esta localidad sin que se continuara posteriormente y su el tramo fue modificado por los costos. Se inauguró el 25 de mayo de 1914 y un tren especial corrió los 200 km en cinco horas.
Años más tarde se construyó una ampliación para conectar con la empresa Astra cuando esta se radicó al norte de la ciudad de Comodoro Rivadavia. La decisión de no continuar el ramal se aduce, a que según Clemente Dumrauf no avanzó porque se oponía a los intereses ingleses, que querían la Patagonia solo para ganado. Otra opinión es la explicación de Eduardo José Miguez en «Las tierras de los ingleses en la Argentina» que afirma que la compañía La Argentina Southern Land Company, empresa ganadera en el sur de Río Negro y en Chubut, truncaron el proyecto ferroviario con el que se habían comprometido cuando descubrieron la baja calidad de la tierra con la que pensaban financiar la construcción. Además, se sumó el factor internacional dado por la Primera Guerra Mundial, más un sector político importante que consideraba que los recursos del Estado debían destinarse a la Región Pampeana. Por último, la muerte de Roque Sáenz Peña y la continuación de Victorino de la Plaza, terminó de sepultar todo proyecto.
Sus trenes se destacaron en sus primeros años por consumir petróleo crudo sin la más mínima refinación o economización, fueron considerados los trenes más caros por su consumo.
El ferrocarril fue utilizado principalmente para el transporte de lana, hacienda y la producción agrícola de la zona de Sarmiento. A su vez, también fue empleado por las compañías de Astra y Diadema para el transporte de petróleo crudo hasta el muelle de "Km 3".
La planta de destilación primaria que poseía Comodoro con su capacidad 340 m3/día, y logró expedir 834.789 L de subproductos, lo que permitió atender el consumo propio del campamento y su zona de influencia, además del consumo del Ferrocarril del Estado en sus dos líneas en el territorio de Chubut.
Desde 1920 se comienza actividades la empresa Ferrocarrilera de Petróleo en kilómetro 8 y la inauguración del embarcadero. La actividad oficial inicia en 1921
La principal función de CONFERPET era el traslado del petróleo que la empresa homónima producida para el ferrocarril y luego para exportación a través del apeadero Muelle YPF.
En la década de 1920 el ferrocarril ve una de sus últimas ampliaciones con el ramal a Astra. El objetivo era poder transportar personas, materiales y la producción de petróleo y ladrillos calcáreos. Ante esta importancia la compañía Astra financió el tendido.
En los primeros años de funcionamiento del ferrocarril hubo buena relación entre los ferroviarios y los trabajadores del yacimiento petrolero. Los problemas laborales que tuvieron los obreros petroleros, que devinieron en huelgas masivas en los años 1917 y 1924, tuvieron el apoyo de los ferroviarios a partir de la Federación Obrera de Ferroviarios. La relación con las autoridades del Yacimiento también fue amena, de hecho muchos trabajadores del ferrocarril se traspasaban algunas veces, a las empresas de petróleo. Además, el yacimiento proveyó por mucho tiempo servicios como el agua y compartió las instalaciones del primer hospital.
En una publicación de Ferrocarriles del Estado de 1920 se analizó la situación de las líneas Patagónicas. La línea de Comodoro Rivadavia a Colonia Sarmiento tenía sus ejes principales en sus dos puntos para cargas y pasajeros. Además, Holdich y Cañadón Lagarto eran reconocidas como las estaciones que también captaban más movimientos por ser receptoras de toda la producción cordillerana y de los valles adyacentes. El informe reconocía la ausencia en toda la línea de una zona de influencia que le brindaran recursos a explotar. Por este motivo, recomendaba la prolongación del ferrocarril hacia la zona cordillerana por ser eje de casi todo el movimiento que el ferrocarril tenía. Por último, el ferrocarril mostraba desde 1918 a 1920 un aumento constante de las cargas pasando de 30.335 toneladas en 1918 a 40.157 para 1920. Sin embargo, la línea ya se había tornado deficitaria en más de 60.000.00 para ese lapso. La ampliación del ferrocarril, según esta publicación, sería a través unión en la extensión de la línea Deseado - Las Heras que debería llegar a Bariloche. La misma aun para 1920 estaba en estudio.
El fuerte crecimiento poblacional de kilómetro 5 llevó a que el 25 de agosto de 1920 la empresa de Ferrocarriles del Estado donara los galpones que habían sido parte de la gamela de solteros para que funcionara una escuela. La misma se denominó N.º 31 y se volvió el cuarto establecimiento educativo histórico de la ciudad. Luego, la institución recibió un nuevo edificio de material y conservó la antigua gamela ferroviaria como patrimonio histórico.
En agosto de 1923 el ferrocarril confirma su papel preponderante en el desarrollo de esta zona con la construcción del Puerto Antonio Morán, transportando las enormes cargas de material para relleno de la restinga Punta Borjas. El puerto contó con una línea especial que buscaba escombros y tierra de relleno en una cantera a Punta Piedras; años más tarde se denominaría línea a Rada Tilly. Luego de paralizarse las obras, el puerto fue parada obligada para las cargas de este ferrocarril hasta su cierre.
Para agosto de 1924, el ferrocarril confirmó su papel desarrollador al colaborar en construcción del faro San Jorge junto a Yacimientos Petrolíferos Fiscales, que donó la suma de $ 25.000 pesos en moneda nacional; la petrolera Astra, que proveyó los ladrillos y la cal necesaria; la Compañía Ferrocarrilera de Petróleo (hoy Petroquímica Comodoro Rivadavia) puso a disposición camiones que transportaron los materiales de construcción al lugar de la obra y Ferrocarriles del Estado a través del Ferrocarril de Comodoro Rivadavia, proporcionó el traslado de los ladrillos desde Colonia Sarmiento hasta la Estación Astra, en Comodoro Rivadavia.
Ante el estanco del proyecto original de llevarlo a la cordillera a este ferrocarril, en 1927 se presenta una de las últimas propuestas para ampliarlo. El diputado Guillermo Fonrouge planteó la unión de la Estación Holdich con la Estación Las Heras, mediante la construcción de un tramo que serviría como nexo con el ferrocarril Patagónico. A pesar de la corta distancia entre ambas no prosperó la iniciativa. Si para ese tiempo se hubiese concretado esto el tráfico de cargas y pasajeros habría sido mayor, lo que pudo haber derivado en la salvación del poblado de Holdich que quedó despoblado años después.
Para el 9 de diciembre de 1929 un hecho histórico aconteció cuando los empleados del ferrocarril fundan al mítico club Ferrocarril del Estado. El mismo fue erigido en kilómetro 5 y hoy es conocido como Ferro. Desde los años siguientes, el club se transformó en una institución de peso al ganar diversos campeonatos locales y ampliar notablemente su infraestructura.

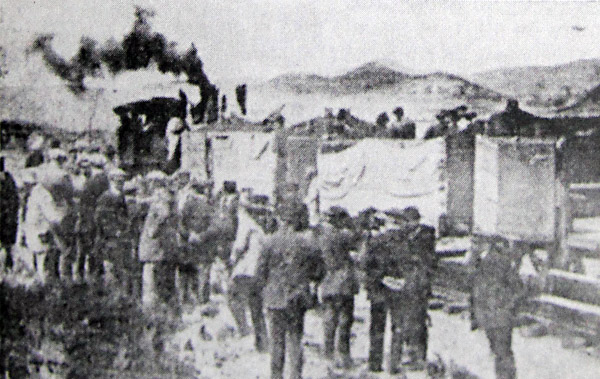
Viaje inaugural en 1912 al inaugurarse el primer tramo.

En 1938 la agudeza del clima invernal tuvo su registro histórico. La gran nevada que azotó toda la zona lindante a Pampa del Castillo y más allá; bloqueó todos los caminos y vías. El evento fue retratado en las primeras páginas de la revista Caras y Caretas. En las imágenes se puede ver como una locomotora y una cuadrilla embiste la nieve para despejar el paso.
Desde la década de 1930 el ferrocarril inauguró un servicio de conexión inter urbano entre Comodoro y los diferentes campamentos petroleros y localidades que hoy conforman los barrios de zona norte de esa ciudad. El servicio, en una primera instancia, fue realizando por coches chicos fabricados en estación Talleres. Los mismos estaban acondicionados y era traccionados por un motor Ford. Estos ferrobuses fueron apodados Cucarachas y aun sobrevive uno actualmente. 
Ya para la década de 1940 el servicio fue ejecutado completamente por los populares ferrobuses Ganz y Drewry apodados Chanchitas que perduraron hasta 1978 en servicio. Fue precisamente la introducción de estos dos vehículos ferroviarios la última gran incorporación de esta línea. Los Ganz, dos ferrobuses que realizaban el vieja de larga distancia a Sarmiento, mejoraron el viaje acortándolo de 8 horas a 4 horas. Alcanzaban una velocidad de 100 km/h en rectas. Su función era el traslado de pasajeros y carga liviana como verdura, leche y carne, que era intensamente demandada por los vecinos. El viaje iniciaba a 6:30 desde Comodoro y traía toda la producción fresca del valle sarmientino. En tanto, el servicio de corta y mediana distancia llamado suburbano fue ejecutado por los Drewry, llamados "chanchitas”. El mismo, realizaba en sus comienzos el trayecto entre la Estación Central y Escalante. Más tarde cambió su recorrido truncándose el viaje en kilómetro 27. Un coche partía desde Comodoro Rivadavia pasando por Estación Talleres, Empalme Astra y kilómetro 27 y el otro, con una diferencia de entre 15 y 20 minutos, salía desde Comodoro a Estación Talleres, Empalme Astra, kilómetro 8. regresando a kilómetro 11 y de allí hacia Astra. Estos coches motores contaban con un motor diésel de 6 cilindros, más chicos que el Ganz. 
La incorporación de estos novedosos vehículos más rápidos y versátiles explotó al máximo la capacidad carguera y  el trasporte de pasajeros; ya que permitieron llevar la carga liviana en forma rápida y constante. Las mercancías que más pedidos tenían eran las verdura, leche y carnes; las mismas eran transportadas junto a los pasajeros en los viajes diarios que salían desde las 6:30 a. m. y traía todo fresco según los propios vecinos.La renovación que recibió el ferrocarril con la llegada de los modernos ferrobuses Ganz permitió que los pasajeros viajaran más cómodos y rápido. Estos vehículos fueron llamados autovías y llevaban 50 personas cómodamente sentadas, tres por asiento, un espacio reservado para la primera clase con 12 asientos y si era necesario llevaba gente parada en la carga.

### Edad de oro
En 1940 la película Petróleo se volvió el único registro fílmico de cine nacional que inmortalizó a este ferrocarril retratando los trabajos de transporte en el puerto de Comodoro Rivadavia.
En 1948, tras la nacionalización de Perón, el decreto N.° 32.574 reorganizó las líneas ferroviarias administradas por Ferrocarriles del Estado. Producto de este ajuste se crearon 8 ferrocarriles General Bartolomé Mitre, General Belgrano, Domingo F. Sarmiento, General Roca, General San Martín, General Urquiza y Patagónico. Por este motivo, los ferrocarriles de Comodoro a Sarmiento, de Puerto Deseado a Las Heras, de General Vintter a San Juan y de Puerto Madryn a Altos de las Plumas integraron el nuevo Ferrocarril Patagónico. Bajo esta administración todos sus ferrocarriles vivieron un periodo dorado en esa época. Sin embargo, a pesar de que se intentó ganar más tráfico y coordinar con los servicios marítimos; la mala gestión administrativa con demasiados empleados, falta de capital y la imposibilidad de competir contra el transporte automotor más eficiente hicieron que los clientes se decantaran por los camiones poco a poco. La gerencia del ferrocarril se ubicó en Puerto Madryn. Los ferrocarriles operaron como empresas autónomas para luego quedar bajo la órbita de la Empresa Nacional de Transportes (ENT). Empresa responsable del transporte tranviario, subterráneo y automotor nacionalizado. 
El balance hasta 1949 el tráfico de cargas y pasajeros es totalmente favorable con datos que van en aumento hasta 1948, cuando supo transportar 434.052 pasajeros y 45.969 toneladas de cargas. No obstante, la gloria duró poco dado que para 1949 los números ya presentaban reducción en las 2 áreas. Estas vacilaciones negativas ya eran interpretadas en 1951 a causa de la competencia fuerte con el transporte automotor de larga distancia que por esos años empezaba a crecer.
Con el pueblo convertido en casi en ciudad en los años 40 la población se concentró en torno a la estación emplazada en el barrio Centro. Muy pronto el reducido espacio de este sector, ubicado entre el cerro y el mar, no tardó en vivir congestionamiento en el tránsito. Es entonces cuando los habitantes empezaron a reclamar las aperturas de las calles desde Máximo Abásolo y 25 de Mayo cortadas por el terraplén del ferrocarril. Además, el municipio alegó que el real aprovechamiento en el barrio Centro se daba en solo 300 metros de ancho por 800 de largo. Es así que se inició un reclamo para la desactivación de las 5 hectáreas afectadas a la actividad ferroviaria en el centro de Comodoro. En contraposición, el ferrocarril reclamaba cerrar la calle Mitre, lo que es denegado rotundamente por la municipalidad que en cambio reclamaba la nivelación de la vía entre Pellegrini y 25 de Mayo para la circulación libre. Finalmente, la municipalidad ganó la puja: el ferrocarril debió permitir el tráfico por esas calles y años después ceder sus tierras y bienes en el centro.

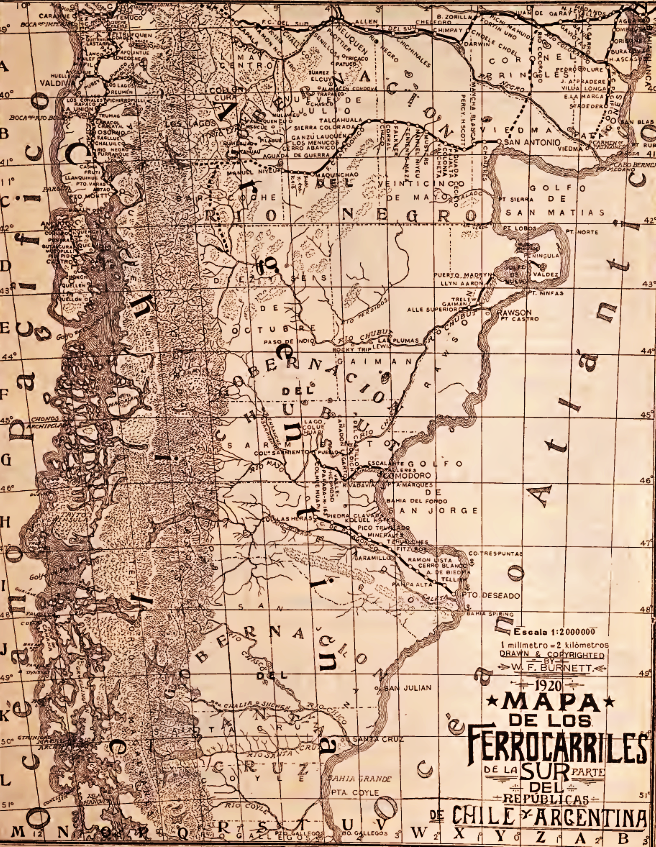
Mapa de las líneas ferroviarias patagónicas creadas hasta 1920. Nótese que es uno de los pocos mapas que registra al ferrocarril de Península Valdés y al Ferrocarril Central del Chubut incompleto hasta Valle Superior. Además, no se observa aun las ampliaciones hacia COMFERPET y Astra.

### Últimas mejoras
El principal cambio en la vida del ferrocarril vino en 1945 con la llegada de la tecnología diésel. El ferrocarril recibió tres Coche Motor Ganz de fabricación húngara, de 1936 (dos de la línea Viedma-Valcheta y uno proveniente del FC Buenos Aires al Pacífico). Y en 1951 cinco coches Drewry de 1936, del FFCC General Roca).
La línea recibió las últimas mejoras gracias a la influencia que la Gobernación Militar de Comodoro Rivadavia ejercía con el poder ejecutivo nacional. Fue durante la visita del ministro de Transportes de la nación que se acordaron distintas mejoras. Las mismas fueron:
- 2 coches motores para reforzar el transporte urbano.
- 1 vagón frigorífico sobra la base de un coche motor.
- 13 vagones jaula de 40 toneladas para ganadería para cargas perecederas del Valle de Sarmiento.
- 12 viviendas habilitadas para obreros y otras 10 para empleados.
- En Sarmiento se construyeron viviendas para el personal en tránsito.
- Se mejoraron estaciones en kilómetro 5.
- Se habilitó galpón para coches motor.
- En la estación kilómetro 162 se construyó un galpón para cargas y se mejoró el estado en general de la estación por ser un convergente de tráfico de pasajeros y cargas desde la cordillera.
- Todas las estaciones recibieron mejoras generales. También, se habilitaron desvíos y embarcaderos para carga y descarga de hacienda que hacían falta.

Con las mejoras a partir de 1950 los viajes a Sarmiento fueron usados para el ocio y recreación. La gente más carenciada hasta los llegó a utilizar como medio para irse de luna de miel.
Aun para 1952 la vida en los pueblos petroleros era la de campamento petrolero con acceso y salida limitados por las empresas explotadoras. El ferrocarril tenía un papel fundamental con sus estaciones como únicos medios de transporte a Comodoro y Sarmiento.
Durante estos años los jefes de estación vendían los billetes de viaje y entregaban el correo también. Las estaciones eran también la vivienda de la familia del jefe. El mástil solo veía la bandera flameando en la estación solamente en un acontecimiento importante tanto para el país como la familia del personal de la estación.
Estas medidas lograron agilizar y abaratar sus servicios a principios de los años cincuenta; hasta estos años el ferrocarril no registró accidentes por mal estado. Por último, la cantidad de kilómetros recorridos en esta línea totalizó para 1949 en 430.828
El ferrocarril participó de la obra hidráulica del dique Florentino Ameghino que comenzó en el año 1950. El ente de Agua y Energía Eléctrica contrata el cemento producido por Petroquímica. Los trenes transportaron todo el material producido en kilómetro 8 al puerto y desde allí a Madryn, para luego ser llevado por el ferrocarril Central del Chubut hasta el dique. La obra finalizó en 1963 y la construcción demandó más de 1500 toneladas de cemento.Para marzo de 1950 empiezan a funcionar los ferrobuses para economizar y agilizar el transporte de pasajeros en la zona de influencia de Comodoro y luego en toda la línea. Estos nuevos vehículos arribaron a mediados de 1949 y fueron puestos en funcionamiento un año después. Llegaron a efectuar 21 salidas suburbanas, 8 a Talleres kilómetro 5, 8 a los ramales COMFERPET y Astra y 5 por la línea principal hasta Escalante. Ya para 1955 se lo modificó a 18 salidas a la zona urbana de Comodoro, 5 a Talleres, 7 para los ramales, 6 a "Km 27" y se eliminaba Escalante.

### Ocaso del ferrocarril

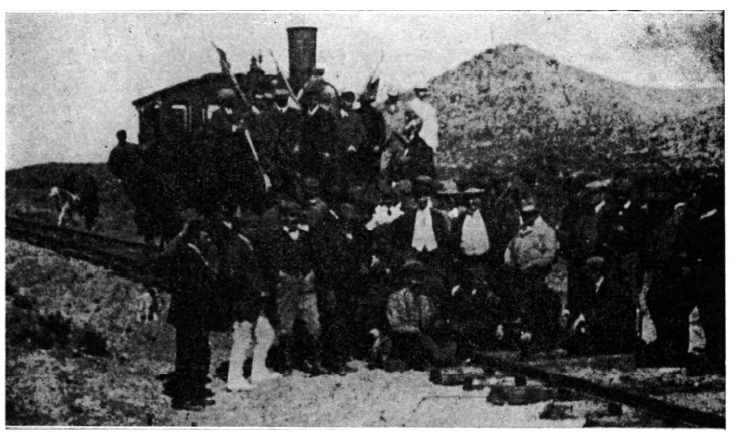
Peones festejando la apertura del ferrocarril.

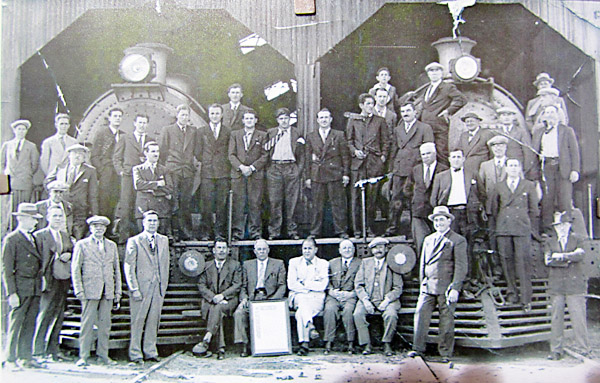
Empleados de la estación Talleres (kilómetro 5).

A partir de los años 1950, con el mejoramiento de los caminos y el auge de la actividad automotriz, el ferrocarril comenzó a perder importancia y a retroceder en cuanto a la utilidad de los servicios que brindaba. El incremento de los camiones que trasladaban cargamentos de lana, y el comienzo de los servicios de colectivo, comenzaron a reducir la utilidad del tren. Las estaciones y pequeños poblados que habían surgido a la vera de los tendidos ferroviarios comenzaron a desaparecer.
Este ferrocarril como todas las líneas al sur de Río Negro sufrieron baja rentabilidad siempre por su aislamiento. Para ser útiles tenían que traer cargas hacia y desde las ciudades del norte. Solo era posible con la ayuda de los vapores de cabotaje que hacían el viaje a hacia los puertos de Bahía Blanca o Bs As. Los camiones no tenían la necesidad de transbordar sus cargas al ferrocarril para la parte final del viaje. Lamentablemente los servicios marineros eran lentos, irregulares y no fiables. Las cargas eran dañadas en tránsito y existía la falta de atención al cliente, con un sistema que era muy complejo. Los informes ferroviarios de los años 1950 y 1960 lamentaron atentamente la imposibilidad de la explotación con los vapores. La otra cara eran los servicios con camioneros que eran vistos como rápidos, regulares y con un servicio puerta a puerta. Para completar la ecuación desfavorable las líneas patagónicas no tenían población significativa ni en la suma total de sus localidades.
Para 1956 logró una mejoría en comparativa con 1955 en cuanto a las carga por el transporte de petróleo en torno a las 16.649 toneladas.
En 1956 se creó la Superintendencia de Ferrocarriles y en 1958, al liquidarse la Empresa Nacional de Transportes, se constituyó la Empresa de Ferrocarriles del Estado Argentino (EFEA) agrupando exclusivamente a las seis líneas ferroviarias. En tanto el Ferrocarril Patagónico fue  incorporado a la órbita del General Roca en forma definitiva para el año 1957. En esta reorganización posterior, bajo el Ferrocarril Roca, la superintendencia de las líneas patagónicas se erigió en Puerto Madryn. Para esos años el tráfico estaba agonizando; la superintendencia realizó un correcto diagnóstico de la situación: la única solución a los inminentes cierres era la construcción del Ferrocarril Transpatagónico que nunca fue hecho. De todas formas, la nueva organización bajo el Roca  terminó de condenar a casi todas las líneas patagónicas. En apenas algunos años siguientes las clausuras comenzaron en parte con el plan Larkin y continuaron luego con Videla y Menem. Una investigación posterior al final de las líneas patagónicas expuso que las razones que llevaron al cierre de estas líneas aisladas fueron que la administración del ferrocarril desconocía el verdadero sistema de explotación de los ramales patagónicos. Además, se determinó en este estudio que el rendimiento era mínimo para la empresa y que existía una falta de renovaciones de las unidades de transportes y una carencia total de respuestas para efectuar las reparaciones necesarias.
Los últimos años del ramal tuvieron una dirigencia a cargo de las autoridades del Ferrocarril Roca desde Buenos Aires. La misma a su vez contaba con una delegación regional de la superintendencia seccional de tráfico en Puerto Madryn que comandaba a los ramales Central del Chubut, de Comodoro Rivadavia y de Puerto Deseado. En tanto, las otras líneas del Ferrocarril Patagónico quedaron bajo la órbita de San Antonio Oeste que agrupaba bajo su control a la Línea Económica a Esquel, la Línea Económica al Valle del Río Negro y el ramal Viedma - Bariloche.
En 1956 logró una mejoría en comparativa con 1955 en cuanto a las carga por el transporte de petróleo en torno a las 16.649 toneladas.
Para 1957 se informó que el ferrocarril en toda su zona de influencia estaba cercado por establecimientos ganaderos. Esto traía el beneficio para cargas constante de ganado y lana. No obstante, el informe advirtió que, como en el caso de la línea de Puerto Madryn a Altos de Las Plumas, era competida fuertemente por el camión. En tanto, el petróleo seguía siendo la carga más frecuente. Su aprovechamiento se había ampliado a lo largo de los rieles del ferrocarril con un yacimiento instalado en Kilómetro 162 desde donde se transporta por ferrocarril. También, estaba en estudio hasta Sarmiento mismo extender dicha explotación. 
Para 1958 un informe de estaciones y nivel de infraestructura de este ferrocarril reveló a que solo 7, de todas las estaciones, brindaban todos los servicios disponibles: pasajeros, encomiendas, cargas y haciendas (P.E.C.H). De este modo, solo Sarmiento (desafectada en 1973), Enrique Hermitte, Escalante (devenida en apeadero para 1965), Comodoro Rivadavia (desafectada para inicio de los años 1970), kilómetro 5, Diadema y Astra. Poseían infraestructura de peso similar que era capaz de brindar todos los servicios del ferrocarril. Además, las cuatro últimas mencionadas eran parte del ejido de Comodoro y solo 3 pertenecían a la línea de larga distancia.
El servicio suburbano, aun para 1959, era ampliamente usado por la población comodorense y sus barrios distantes a tal punto que sus 5 Drewry y 3 Ganz ( un porcentaje estaba con reparaciones) viajaban con su capacidad colmada. La situación fue advertida por Superintendente Sección Tráfico Edgar Calderón que recomendaba el envío de 3 ferrobuses Fiat en reemplazo de los anticuados Ganz. Además, peticionó ante las autoridades 5 locomotoras de mayor poder tractivo. Ningunas de las peticiones fue contestada.
En los años sesenta el ferrocarril entró completamente en crisis con caídas estrepitosas en sus servicios de cargas y pasajeros. Si bien la línea estuvo plagada de rumores de cierres, fue definitivo que antes de 1960 estaban listo los estudios que recomendaban el abandono de este ramal junto con líneas vecinas como Ferrocarril Central del Chubut, Línea Económica al Valle del Río Negro, el ferrocarril de Puerto Deseado y La Trochita entre otros. Tras la implementación del plan Larkin en 1961; la primera ola de cierres alcanzó al ferrocarril al Valle del Río Negro entre varios ramales clausurados. Los gremios de los ferrocarriles locales respondieron con una larga jornada de protesta pacífica; que cuando finalizó logró detener los cierres. Sin embargo, el gobierno nacional respondió clausurando al Ferrocarril del Chubut. La clausura fue sorpresiva y se dio cuando al pretender regresar a sus puestos, los trabajadores se encontraron con la clausura definitiva del ramal 30 de octubre de 1961. Gracias a la férrea resistencia gremial, las demás líneas sobrevivieron un tiempo más. Particularmente, en este ferrocarril hubo una fuerte oposición al cierre que logró postergar el cierre hasta la dictadura de 1976. Aunque el plan se ejecutó parcialmente, el gobierno radical ya había dictaminado la suerte de este y muchos más ferrocarriles. Es por ello que a fines de la década del 1950 el estado argentino dejó de asistir al ferrocarril en cuanto a inversiones, equipamientos, etc. Desde este punto se inició en la línea ferroviaria, y gran parte de la red nacional, un estado de latencia y abandono.

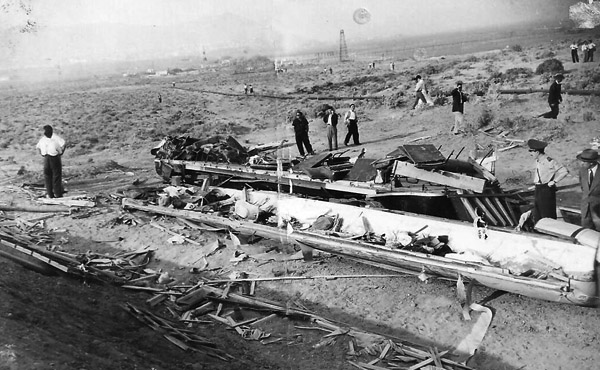
El fatal accidente que habría apresurado el cierre del ramal a Rada Tilly en 1958.

#### Accidente de 1953 y cierre del ramal a Punta Piedras
El ramal de trocha angosta que unía Comodoro con la parada en inmediaciones a la villa Rada Tilly; sufre el siniestro ferroviario en la Playa 99 en 1953 un trágico siniestro ferroviario en el "Barrio Playa 99", hoy "Stella Maris". Fallecieron 26 personas que viajaban desde Rada Tilly a Comodoro Rivadavia.
A fines de los cincuenta arriban las políticas que procuraban reducir el descomunal déficit de los ferrocarriles argentinos con la llegada Frondizi en 1958 y el plan Larkin. En ese mismo año acontece el primer revés para este ferrocarril el 20 de agosto, cuando se decidió la clausura definitiva del ramal a Rada Tilly. La decisión fue motivada en parte por el accidente de 1953, las vías fueron levantadas en su totalidad de forma rauda, dejando poco rastro de su existencia incluso de su registro.En este arrastre también se despide para siempre el ferrocarril Central del Chubut cabecera de los ferrocarriles en la Patagonia 3 años después.

#### Accidente ferroviario de 1960, kilómetro 3-Comodoro Rivadavia

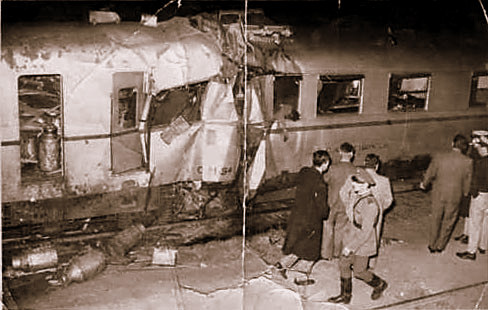
Gran cantidad de productos agrícolas desparramados en el lugar del accidente que eran transportados. Se ve claramente lecheras

Las tragedias se suceden y el 12 de julio de 1960 tras la partida desde el valle de Sarmiento el coche motor 32 marca Ganz (el de mayor tamaño de todo el ferrocarril). El mismo partía con numerosos pasajeros a lo que se sumó carga de lana, leche y otros. El viaje transcurría con normalidad y pasadas las 19:00, sufrió una ruptura de frenos kilómetros antes de estación Diadema Argentina. La falla ocasionó inmediatamente una desenfrenada carrera hacia Comodoro por la pendiente natural del terreno cuesta abajo. Ya a la altura del "Km 25", apeadero El Sindicato, cercano a Diadema Argentina. La velocidad era tanta que las ruedas sacaban chispas a las vías. Pese a los desesperados intentos del motorman fue imposible detener la alocada marcha del rodado, que terminó impactando con el coche motor Drewry de menor dimensión. Este último partía de la estación de Comodoro y se dirigía a la Estación Astra. El resultado sería un inevitable brutal choque con arrastre de casi 200 m. Este impacto destruyó los frentes de ambos ferrobuses. Los asientos se volvieron armas con forma de astillas; la fuerza del impacto dejó los interiores totalmente destrozados y a los pasajeros desparramados por el suelo, en su mayoría heridos de consideración.

#### Cierre de la estación matriz

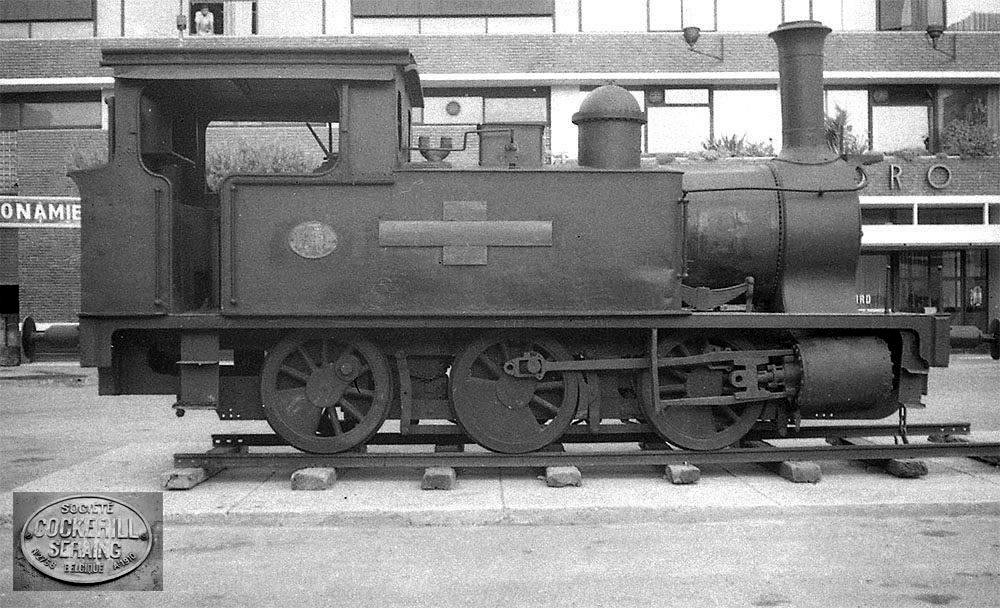
Primer solar histórico colocado en la entrada de la estación tras su desafectación en 1977. Posteriormente, fue quitado y trasladado a la costanera y años más tarde restablecido en su andén.

Desde inicios de la década de los sesenta se incrementó el debate sobre el fin de este ferrocarril. Amén de las tragedias, como el accidente trágico del año 1953 que costó la vida a 36 personas, o el accidente de 1960, el servicio se tornó más molesto para comerciantes y vecinos del barrio Centro que reclamaban que se desactive la estación Comodoro Rivadavia para agilizar todo el tránsito de una ciudad que vivía el boom petrolero y poblacional. Además, el ferrocarril tenía fallas que lo paralizaban en las zonas altas por el congelamiento de las vías en inviernos y un importante déficit que era gigantesco e insalvable. Los reclamos lograron las aperturas de las calles Pellegrini y 25 de Mayo que fueron acondicionadas para el paso mixto de autos y trenes. Finalmente, en 1969 las tierras del ferrocarril fueron transferidas al municipio de Comodoro. No obstante, el traspaso de nación al municipio se demoró hasta principios de los setenta, por lo que las vías que atravesaban gran parte del barrio Centro fueron anuladas recién algunos años más. Para compensar la pérdida de la estación se creó una parada cerca del puerto, aun en el barrio Centro, pero solo en su entrada. La misma se mantuvo hasta la clausura del ferrocarril.
Es así que desde los setenta el ferrocarril sufrió reducción en su recorrido por déficit de ganancias, crecimiento de la ciudad y la obsolescencia de su material rodante. Los registros de 1971 mostraron la clausura de la estación de Comodoro Rivadavia para agilizar el centro urbano. Para suplirla se construye en su lugar una precaria parada en inmediaciones del empalme de la vía cerca del puerto. No obstante, en frente del ingreso de la estación se colocó una locomotora a vapor de trocha ancha a modo de monumento y decorada con una placa de bronce. La estación Talleres asumió desde ese momento la cabecera en Comodoro y la administración de todo el ferrocarril. La clausura de la estación central fue totalmente confirmada en octubre de 1974; con el artículo del senador Ramón Lorenzo "Proyecto de un ferrocarril Patagónico". En esta nota se relata:

"La desasertada política ferroviaria de las anteriores autoridades hizo que se liquidaran terrenos que pertenecían al ferrocarril y hubieran posibilitado su expansión imprescindible para construir un nuevo ferrocarril."
Ramón Lorenzo

Con la pérdida de la estación el ferrocarril se despedía de la estación más amplía y bella de todo el ramal. En ella estaba su jefatura y es por ello que era el símbolo por excelencia de este ramal.

#### Los últimos años

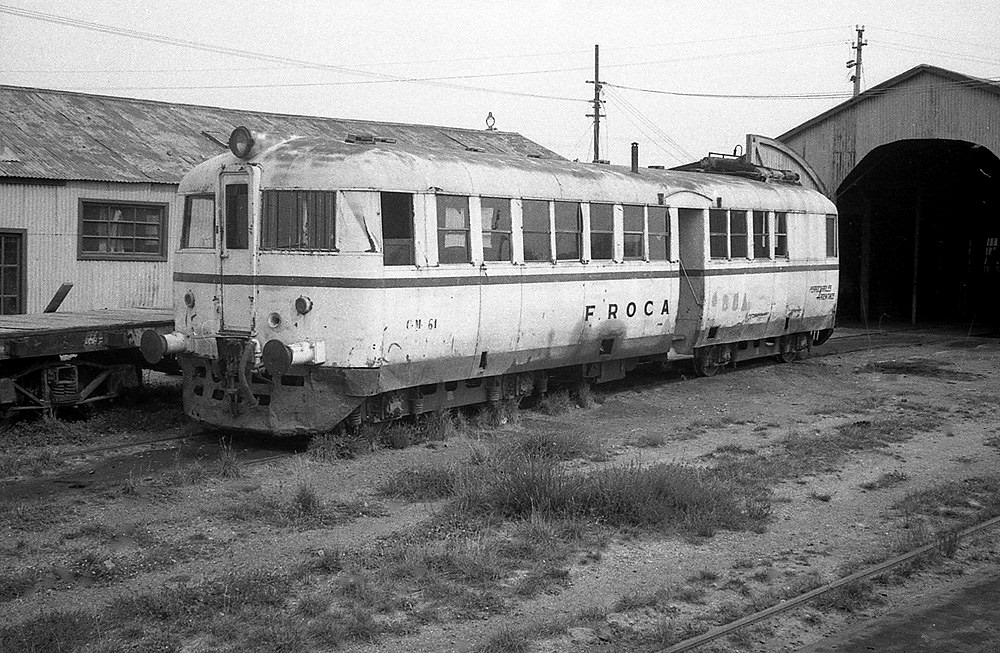
Estado terminal de un Drewry en las últimas operaciones del ramal en 1977.

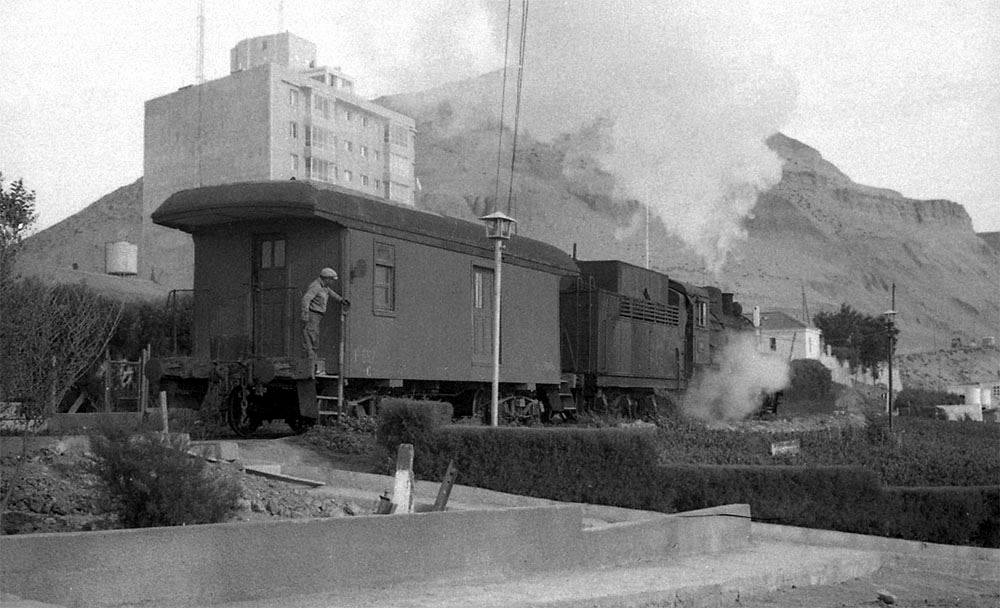
Formación a vapor atravesando el centro de Comodoro, tras pasar por el apeadero del puerto, rumbo kilómetro 5.

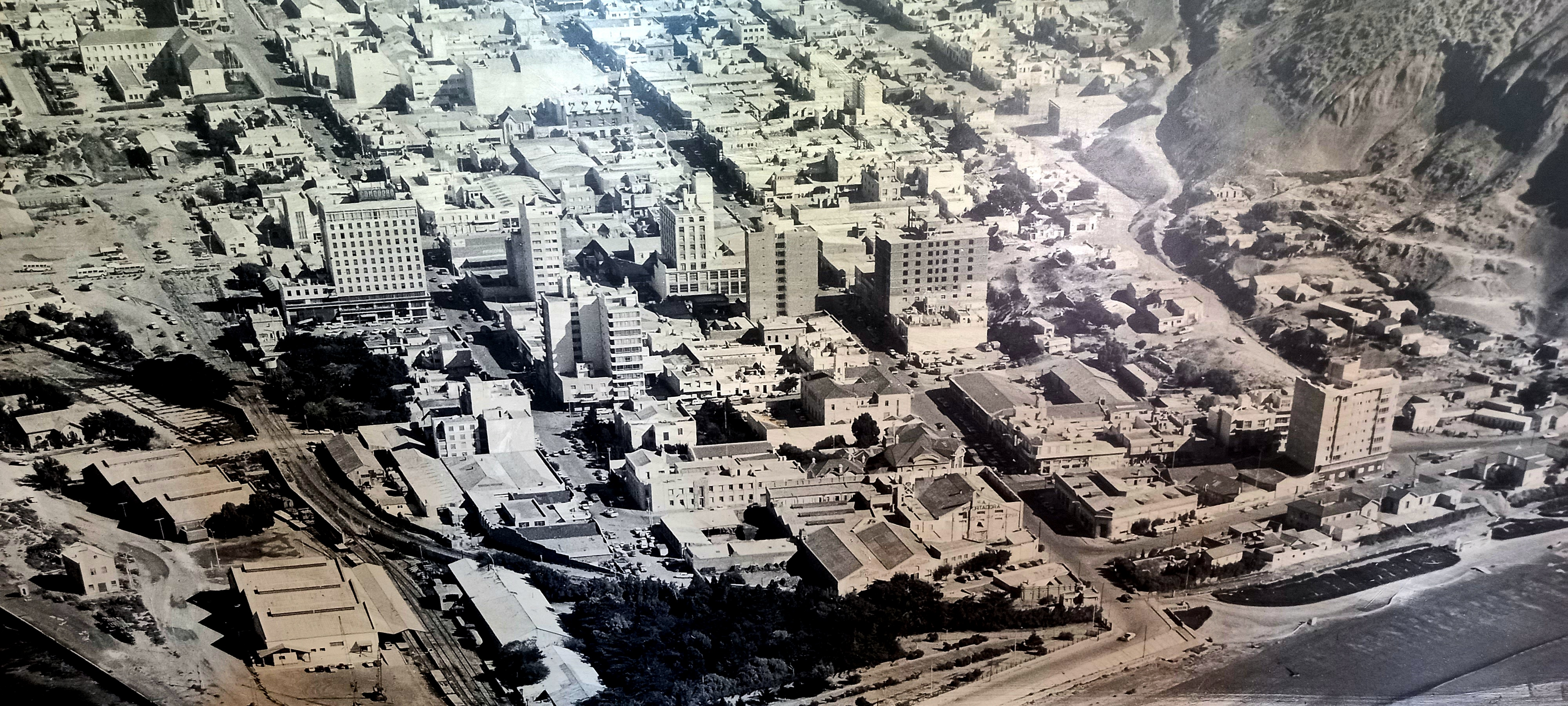
Imagen de la ciudad a inicios de la 1970 aun con vías e infraestructura ferroviaria. Además, se observa el levantamiento de casi toda la playa de maniobras, ausencia de algunos galpones, pasos a nivel en diferentes calles y baja actividad ferroviaria.

Era un hecho que en la década de 1970 el ferrocarril comenzó a ser considerado obsoleto por sus ciudadanos, más allá de todo el mantenimiento que se realizaba en los talleres de Kilómetro 5, las unidades y las vías necesitaban ser modernizadas de modo urgente, pero desde Nación se desestimaron los reclamos. La situación se agravaba aun más porque existía cierto malestar por parte de la sociedad comodorense dado que las vías y la playa de maniobras impedían el libre tránsito por el centro y se pretendía el levantamiento total para la apertura de nuevas calles en el centro.
El itinerante The World of South American Steam (El mundo del vapor en Sudamérica), publicado en 1973, hace el comentario de que todos los servicios de pasajeros fueron operados por coches motores, confirmando el abandono total del vapor para este servicio. El mismo informa que para 1971 el servicio de pasajeros se trunca hasta "Km 27", posiblemente en forma temporal o nombrando el viaje más frecuente del circuito suburbano de Comodoro que culminaba en ese punto. Mientras que los servicios de cargas corrían posiblemente dos veces cada semana.
Para 1973 la municipalidad de Sarmiento confirma que su estación había dejado de funcionar definitivamente. De este modo, el ferrocarril quedaba ya desprovisto de su segunda estación más importante y posiblemente del viaje de larga distancia a este destino. La situación se intensificó con una notoria caída en 1975 los trenes vapor corrían solamente una vez cada semana cuando un barco arribaba al puerto. La máquina N.º 362 era la única que operaba regularmente en esa época. Posiblemente, el ferrocarril mantuviera algún tipo más de servicio de carga o pasajeros esporádico hasta la clausura del tramó a estación Diadema Argentina a estación Sarmiento en 1977. De cualquier modo, el tramo ya no representaba movimientos significativos para los años 1970.
Ya en febrero de 1977 Marcelo Arcas, fotografió y documentó la situación agónica del ferrocarril que de los 197 kilómetros de longitud solo quedaban operativos 35 kilómetros en el ejido de Comodoro Rivadavia. El cierre de la estación matriz ya era un hecho y se habían levantado los rieles totalmente; y a modo de monumento se colocó una locomotora en su entrada. No obstante, el ferrocarril seguía ingresando a la zona céntrica de Comodoro porque en lugar de la estación central ya estaba totalmente consolidada una precaria parada construida en el empalme de la vía a puerto, lugar donde comenzaba la vía.
Por otro lado, el registro de Arcas expuso una flota completamente envejecida y rara ya para esos años. Además, se mostraron talleres que fueron considerados verdaderos museos vivientes con abundante material ferroviario totalmente de antaño. Justamente, entre los vestigios del material rodante aun prevalecía hasta material de trocha angosta en abandono. Sin embargo, tras casi 20 años de cierre ya ningún trabajador sabía explicar la existencia de los vehículos antiguos y mucho menos lo que permanecía del material rodante del ramal de trocha angosta. A esto se sumó la escasez de material constantemente. De este modo, el ferrocarril constaba de do tipos de vehículos diésel: Ganz y Drewry. En cuanto a los Ganz, eran 3 y solo 1 en funcionamiento que obtenía repuestos de los otros 2 fuera de servicio por rupturas. En tanto, quedan  5 coches Drewry, 2 con numeración del Patagónico: 59 y 61, 2 con numeración del Roca: 323 y 500 y uno con número del Sarmiento, el 453 que tenía una curiosa historia: Este coche fue convertido por un jefe de Talleres Escalada en coche oficial, se le hicieron camarotes, cocina, baño y salón de estar, para su uso personal a tal punto que en Escalada lo conocían como el “Caza y Pesca”. Una vez que despidieron a dicho jefe, el coche fue enviado así a Comodoro donde lo reconvirtieron a salón y era en 1977 el que en mejores condiciones estaba. Por último, aun quedaba material a vapor constituido por 4 locomotoras con los números 354, 355, 362, 365 y solamente en servicio.

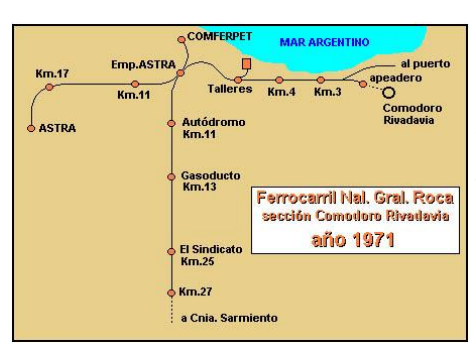
Situación del ferrocarril desde 1971 sin su estación principal, con un nuevo desvío al puerto y posiblemente sin viajes a Colonia Sarmiento.

Los ferroviarios pusieron todo su empeño para sacar adelante los servicios de pasajeros y cargas, ambos agonizantes. Con impensables hechos que lograron mantener el servicio con vida por un tiempo más. Una hazaña recordada fue cuando se llegó al punto de quedarse sin repuestos para los Drewry, varios miembros del personal decidieron viajar en camioneta a Temperley, Tolosa y Haedo donde revolvieron en la basura de los talleres y dieron con pistones, cigüeñales, un block y algunas otras piezas desechadas; que fueron consideradas tesoros por ellos. Los empleados ferroviarios también se las ingeniaron para fabricar ellos mismos aros de pistón que lograron hacer andar los motores Gardner del Drewry un año más hasta la clausura.
La consecuencia del estado terminal del ferrocarril fue la peligrosidad de manejar unidades de transportes en estado obsoleto y que solían averiarse en servicio. Para hacer funcionar el material rodante los ferroviarios obtenían sus repuestos en muchos casos de otras unidades destruidas. Pese a los enormes intentos del personal ferroviario de darle vida el servicio de pasajeros cae exorbitantemente para sus últimos años a una magra cantidad de 5 o 6 pasajeros por viaje, el guarda y el conductor; números magros para una autovía que vio repleta de pasajeros sus unidades de forma constante durante décadas. La visita y el registro de Marcelo Arcas hizo concluir que lo que permanecía del ferrocarril solo funcionaba por inercia, y que en la administración de Ferrocarriles Argentinos ya nadie recordaba la existencia de este ramal. El punto de olvido de este ferrocarril llegó a ser tal que los empleados comentaban que figuraba como ramal clausurado y el personal cobrando haberes, como en tantos otros lugares de la red de FA, sin prestar servicios.Pese a toda la desidia lo que quedaba del ferrocarril mantuvo el servicio de cargas al Puerto de Comodoro Rivadavia y un servicio suburbano que funcionó con éxito con sus cuatro puntos de rieles Ap. Comodoro, COMFERPET, Astra y Diadema hasta enero de 1978. Esto fue posible aun con el cierre de la estación matriz desde 1971, la caída en desuso del tramo a Colonia Sarmiento y sin inversión alguna . 

### Clausuras y levantamiento
Este ferrocarril tuvo la particularidad de que vivió 3 diferentes cierres en dos gobiernos distintos con Videla y Menem. Con el Proceso de Reorganización Nacional a fines de 1977 dejó al ferrocarril sin su servicio de larga distancia a Sarmiento. Mientras para inicios de 1978 se suprimió el último rastro del ferrocarril al anularse el servicio suburbano que enlazaba gran parte del área metropolitana de Comodoro Rivadavia. 
Luego del cierre total, el ferrocarril vivió su última muerte con clausura y definitiva devino en 1992 en la primera presidencia de Carlos Menem. De esta forma, el presidente peronista confirmaba lo ejecutado por el gobierno militar y el ferrocarril era completamente desestimado de una reapertura y todas sus instalaciones abandonadas. Este destino fue compartido junto con otros ferrocarriles a lo largo de diferentes puntos de la red ferroviaria por un plan de achique del estado iniciado por el entonces ministro de Domingo Cavallo.

#### Clausura provisional del recorrido larga distancia en 1977
La primera muerte anunciada llegó con la clausura provisional con la última dictadura cívico militar. Por medio del decreto 3599, del 30 de noviembre de 1977 se concretó la clausura 984 km de la red ferroviaria por ser deficitarios, bajo tráfico, mal estado y escasas posibilidades de recuperación. La medida ordenaba el levantamiento de vías e instalaciones y exceptuaba alguna zonas por estudios que se estaban ejecutando. Como resultado el ferrocarril solo se ordenó clausurar el tramo comprendido entre Diadema y Sarmiento.Por esta razón, sus instalaciones quedaron intactas por estos estudios sobreviviendo las vías, estaciones y demás infraestructura casi intacta. 
No obstante, el resultado inmediato fue que se suspendió en forma definitiva el transporte de pasajeros y el de cargas de larga distancia que unía Comodoro Rivadavia con Sarmiento. Inmediatamente por dicha disposición dejaron de circular las formaciones con las locomotoras y los ferrobuses Ganz, conocidos como autovía grande
El edificio histórico de la Estación de Sarmiento, la segunda más importante devino en Museo Regional Desiderio Torres en años siguientes, cuando el viaje de Comodoro a Sarmiento en 1977 deja de funcionar por la decadencia del ferrocarril que ya no veía redituable visitarla. El ferrocarril perdía los principales símbolos de su identidad en sus últimos años.
Para los meses siguientes a la primera clausura del viaje de larga distancia de 1977, el ferrocarril agonizaba en estado terminal. Las ampliaciones que se le proyectaron jamás se concretaron y no tardó en ser inviable para solo 2 ciudades tanto en sus servicios de cargas y pasajeros. Para complicar más aún la situación el gobierno central no realizó ninguna inversión significativa en su ocaso. Prueba de ello fue que para fines de la década de los setenta aun contaba con locomotoras a vapor y los viejos ferrobuses Ganz y Drewry; todas ya eran considerados leyendas en el sistema ferroviario. Al hecho de que fueran tecnología obsoleta se le adicionaba la carga adicional de poderles efectuar reparaciones, ausencia de repuestos, pequeño presupuesto y una economía nacional en crisis total tras el Rodrigazo que estalla en 1975 con el gobierno peronista de turno y deja sus efectos devastadores por años.

#### Cierre provisorio completo de 1978
Durante unas pocas semanas los servicios ferroviarios continuaron trasladando pasajeros y cargas leves hasta Diadema kilómetro 27 en la punta de riel oeste y kilómetro 20 en la punta de riel norte. Las últimas operaciones “Chanchitas” o sea las Drewry y un Ganz pequeño trasladaron a los últimos pasajeros. En tanto, las locomotoras a vapor trasladaron cargas leves desde el puerto. El trabajo fotográfico y documental de Marcelo Arcas permitió plasmar estos últimos días de operaciones del ferrocarril.
Finalmente, en el mes de enero de 1978, la línea urbana que conectaba los barrios de Comodoro fue desarticulada completamente por la resolución P.N 2101/77 de Ferrocarriles Argentinos ordenaba el cierre definitivo. Esta medida estaba enmarcada en el plan de racionalización impulsada por el ministro de Economía José Alfredo Martínez de Hoz de la Junta Militar que gobernaba la Argentina, aduciendo su inviabilidad económica. En el arrastre de medidas de recorte también cae su hermano ferrocarril Puerto Deseado a Colonia Las Heras que presentaba las mismas características de déficit y aislamiento.
Para el año 1979 sus últimas operaciones habrían sido de cargas petroleras y de materiales diversos. También, se sabe que durante un corto tiempo los coches motores operaron sobre el ramal a Astra siguiendo la clausura de la línea principal. Las órdenes del gobierno fueron que se destroce gran parte del material rodante y sea llevado o vendido como chatarra. Algunos testimonios comentan el cierre:

«No hubo reacción. Hubo Silencio. Pero con muchas herramientas en las manos que no las supieron aprovechar porque en ese momento el intendente les había ofrecido las herramientas, asesorarlos o capacitarlos para que tomen como ejemplo el ramal que estaba en San Antonio Oeste, porque ellos habían hecho una cooperativa, pero no... Y bueno, y así se desmanteló completamente... trajeron soldadores profesionales para desarmar, desmantelar todo el ferrocarril, por eso no quedó nada, lo vendieron prácticamente todo.»
Hugo, empleado ferroviario

El desmesurado desguace del ramal se hizo mediante un vergonzoso negociado: Videla le dio el ferrocarril a su esposa, ésta a los salesianos y ellos lo vendieron a los chatarreros gitanos. Casi Todo fue a desguace. Aproximadamente más de 100 coches, vagones y locomotoras fueron destrozadas a soplete para ir sacando los metales más preciados. Los chatarreros acordaban con quienes debieron hacer los trámites.

«Se llevaban todo: máquinas herramientas, rieles, objetos, todo para la venta, y con muy poco personal. Venían a arrasar con todo el patrimonio, que inventariaban y cargaban en camiones, parecía que estaban saqueando».
Simón Gurín

#### Consecuencias del cierre
El cierre dejó como gran consecuencia sin empleo a los últimos 120 operarios del ramal. Cuando el ferrocarril fue cerrado en 1978 se dejó de contar con un medio barato y eficiente para comunicar a la gran área urbana de la ciudad. A su vez, el sistema ferroviario con su servicio suburbano era el más accesible y posibilitaba la integración económica/social; permitiendo también movilidad social al posibilitar estudiar muy bajo coste. Por otro lado, la desaparición del ferrocarril despojó a Comodoro de una arteria de funcionamiento interno en toda esta zona. De este modo, se pulverizó el papel integrador que ferrocarril desempeñó por más de 50 años; en una ciudad entendida como un territorio disperso: el pueblo (zona Sur actual), el campamento ferroviario (kilómetro 5), los campamentos petroleros (resto de zona Norte) y era el ferrocarril el que le daba estructura e integraba todas estas localizaciones. Es que el ferrocarril se constituyó también como vehículo movilizador de pobladores urbanos y suburbanos generando una dinámica social particular que se manifestó en las estaciones de ferrocarril como importantes centros cívicos y de actos locales
Otro efecto adverso de la eliminación del medio de transporte fue que e no solo afectó a Comodoro; sino que en conjunto al resto de las poblaciones de la zona sur de Chubut al cesar el transporte de lana y las verduras que se producían en Sarmiento, y el transporte de petróleo en vagones cisternas en Astra y Diadema.
Sin embargo, el punto más afectado por el cierre del ferrocarril fue el barrio-localidad ferroviario por excelencia del ramal: Presidente Ortiz. Esto se debió a que la clausura trajo el se desplome del barrio, como si hubiera caído una bomba. La mitad de los vecinos tuvieron que irse a otro lugar a terminar sus años de servicio para jubilarse y optar por futuro..
Años más tarde la municipalidad, en su registro histórico, advierte que la debilitada comunidad ferroviaria no tuvo la posibilidad alguna de defender un patrimonio que había logrado construir una identidad. El orgullo de los ferroviarios se basaba en sentirse parte de una comunidad que sobrepasaba los límites del barrio ferroviario y alcanzaba a toda estación de la línea. Todos los miembros de esta familia sentían que ayudaban a la supervivencia de muchos poblados.

### Años posteriores a la clausura total

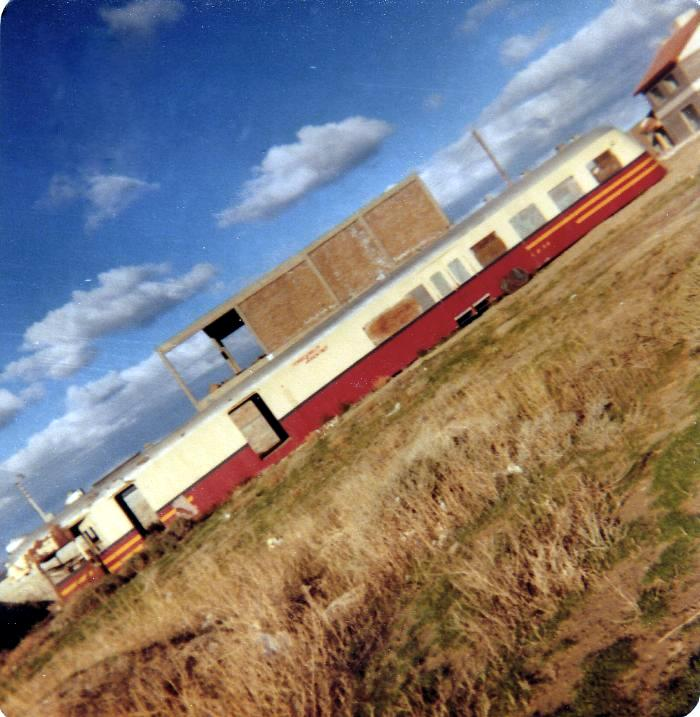
Material rodante de la línea vendido como chatarra a particulares tras el cierre. Detrás se ve otro tipo de ferrobús.

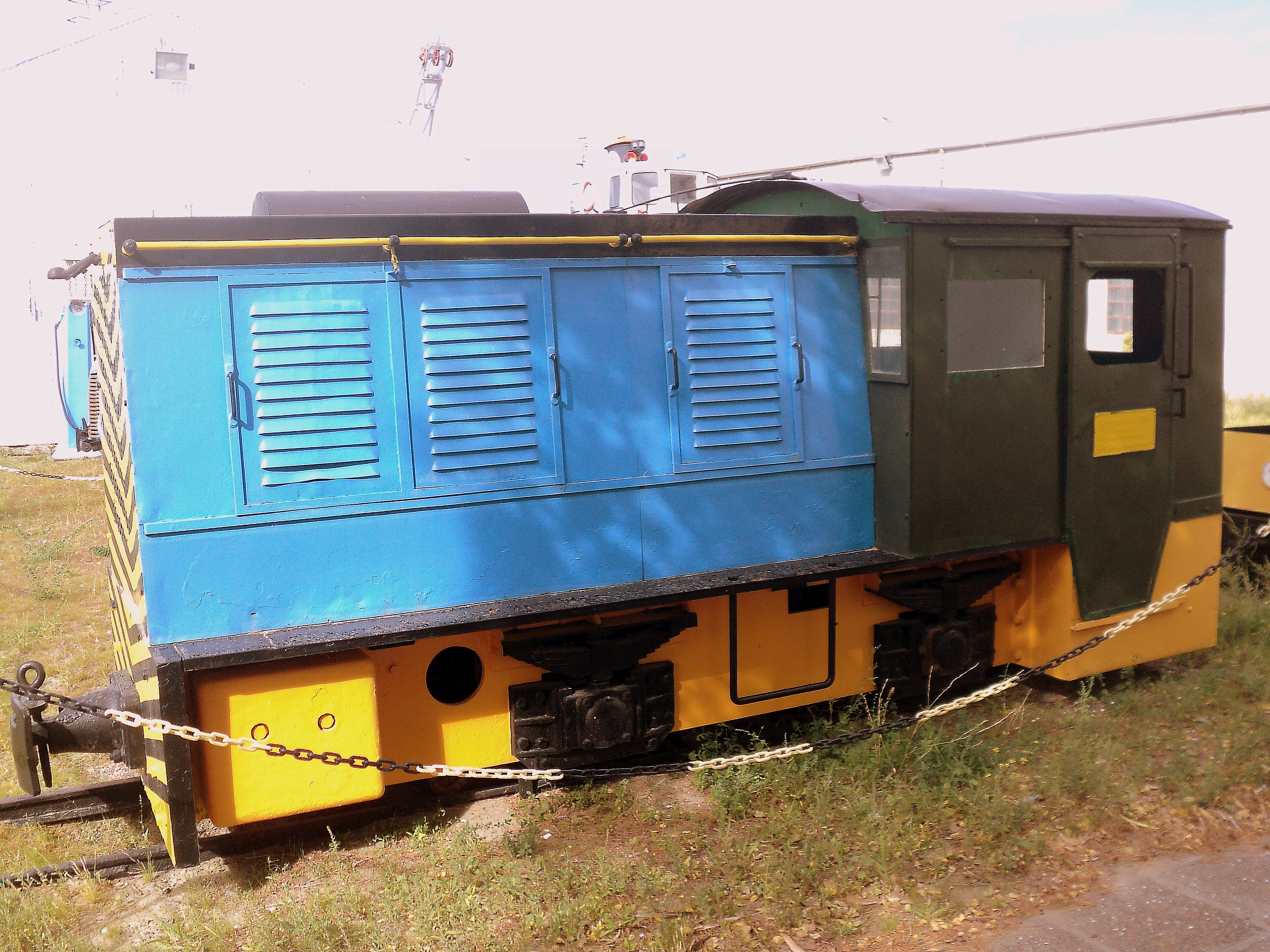
Tren carguero del Decauville usado en la explotación de YPF en kilómetro 3. También en el transporte de pasajeros. Este ramal pequeño de trenes fue subsidiario de este ferrocarril.

La exestación central del ferrocarril fue declarada en 1979 patrimonio de interés histórico nacional. Años más tarde se constituyó como Museo Ferroportuario, y su entorno también, con criterio histórico compuesto de la ex usina, la estación de ferrocarril, la locomotora y su vagón, la torre y tanque de agua, los galpones que hoy son el actual Centro Cultural, los talleres que conforman la Ex Enet N.º 2, el Puerto y las plazoletas Scalabrini Ortiz y San Martín, recientemente inaugurada en 2012 con la restauración total de todo el edificio.
Ya sin actividad el ferrocarril obtuvo su último registro histórico a nivel nacional de la mano de la película del Rey. La misma muestra imágenes de año 1985. En ella se inmortalizó lo que fuera el paraje Holdich. Se observa imágenes del boliche los vascos antes de desaparecer. También, se puede apreciar que las instalaciones ferroviarias de Holdich estaban conservadas, aunque ya para ese año la estación había desaparecido con sus carteles nomencladores. En el mismo rodaje se ven además las instalaciones ferroviarias de Pampa del Castillo con sus vías y elementos de señalización ferroviarias en perfecto estado. Esto indicaría que las instalaciones del ferrocarril fueron resguardadas por lo menos hasta la clausura definitiva de 1992 a manos de Menem. 
Para los años 1990 las estaciones y apeaderos del ferrocarril tenían sus instalaciones aun conservadas. Cada punto del ferrocarril tenía caminos y eran de fácil acceso. A pesar de estar en tierras privadas eran accesibles. Todos estos puntos se constituían como museos a cielo abierto; que gracias a sus basureros históricos daban muestras de como era la vida cotidiana en los pueblos del ramal. De todos los pueblos que tuvo este ferrocarril, Cañadón Lagarto era el que más basura histórica tenía. Gracias a su tamaño y población que tuvo el pueblo, se podía encontrar diversas antigüedades. Lamentablemente, la industria petrolera alteró las condiciones y el más grande de los basurales histórico se fue perdiendo. El golpe de gracia de este y la mayoría de estos lugares histórico vino con el levantamiento ordenada por Das Neves en 2006.
Gracias a esto, la investigación que estaba desarrollando Alejandro Aguado del ferrocarril, se pudo completar en 1995. De este modo, se concretó la primera edición del libro “Aventuras sobre rieles patagónicos”. Dicha investigación también fue posible por los dueños de las tierras que atravesaba el ferrocarril que autorizaron dicha investigación. Hoy, según el mismo, investigador, dicha investigación sería muy difícil por estar los accesos dificultosos y vedados. 
La situación de conservación aceptable se retrató en un mapa que recogió gran parte del trazado ferroviario y los principales puntos. Sin embargo, ya mostraba un trazado incompleto solo conservado bien desde un sector Ciudadela hacia Diadema; mientas que había tramos parciales desde Ciudadela  hacia Comodoro y Astra. Por último, el mapa informó que Pampa del Castillo, Escalante y Diadema fueron los únicos puntos poblacionales relevantes entre Sarmiento y Comodoro, confirmando la caída de importancia y población de los demás puntos.
En 1991 la municipalidad pudo adquirir las tierras en torno del Empalme Astra y con ello empezó una urbanización que terminaría en una escombrera que hoy se volvió un basural a cielo abierto que atormenta a los vecinos.
Para diciembre de 1992 el tramo, que hoy está desaparecido por la acción del mar, desde la estación central al muelle YPF; ya presentaba gran daño y el mar lo terminó erosionando junto con la vasta parte del talud del Cerro Chenque y del Cerro Viteau por donde corría el ferrocarril.

#### Clausura definitiva nacional

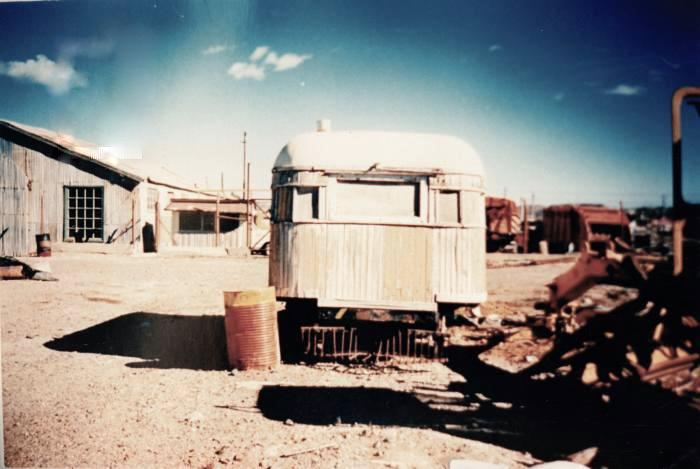
Zorra en los galpones de kilómetro 5 rodeada de restos ferroviarios unos años después del cierre de 1978. La imagen muestra muchos elementos ferroviarios que aún quedaban en el predio tras la clausura.

Para el 30 de noviembre de 1992, a tan solo 13 años después del cierre, las vías se encontraban aun en su lugar casi en buen estado en el tendido desde el barrio Ciudadela a Sarmiento. A pesar de esto el 29 de diciembre decretó la tercera clausura del ramal a cargo del gobierno menemista. Esta sería definitiva y sepultó toda rehabilitación con decreto N.º 2.642. El gobierno peronista de los 90 decidió no incluirlo en el decreto N.º 532 que autorizaba reaperturas de ferrocarriles. Solo ratificó el decreto de 1977 que dictaba la clausura provisoria y dictaminó el cambio de titularidad de dominio de diversos inmuebles que se mantienen afectados al servicio ferroviario. 
Menem con este decreto autorizó al desguace del ramal. Ante esto su sociopolítico, el entonces gobernador de Santa Cruz Néstor Kirchner  compró el ferrocarril, en una maniobra poco clara al gobierno nacional. A pesar de levantar el tramo ferroviario de Ciudadela a Diadema y llevarse infraestructura a su provincia, los rieles y durmientes con destino al ramal minero de Río Turbio, fueron declarados inservibles. Esto salvó al ramal del desguace completo por algunos años más. Sin embargo, la consecuencia fue que se terminó despojando de vías a tramos históricos como la ruta 39 a Diadema y se sustrajo un puente ferroviario de hierro, que actualmente está en uso en la vecina provincia.

#### La reconstrucción de su historia
Otro punto importante para este extinto transporte se da desde 1993 cuando el Licenciado Alejandro Aguado despierta su apasionado interés por el ferrocarril y se interna en el duro campo patagónico donde descubre estaciones perdidas en muchos casos destruidas o conservadas. Su labor se vio reflejada en dos importantes libros como lo son Aventuras Sobres Rieles publicado en 1997 donde relata todo el recorrido de la línea. El otro libro de importancia en este tema es sobre el desaparecido pueblo Cañadón Lagarto. En estos libros se rescata como funcionó el ferrocarril y la vida que se llevaba a cabo en estos lugares. Ilustraciones, testimonios y fotografías trasladan a una época perdida. Ambos libros son una bibliografía de este ferrocarril que por aquellos años no tenía casi alusión historia.
Su labor también vino dada para tratar el patrimonio que aún estaba en pie y consiguió tronarse en una voz de peso con respecto la historia del ferrocarril y el conocimiento del mismo. Desafortunadamente, su voz no fue escuchada por los políticos de entonces. No tardaron los pueblos ferroviarios, que aún estaban en pie, como Holdich y Cañadón Lagarto y muchas construcciones ferroviarias en caer desguazados como chatarra por los particulares que se llevaron sus chapas y vías. Los vecinos de Sarmiento y Comodoro trataron de frenar la acción vandálica, pero la inacción política permitió que se robara el patrimonio histórico y cultural de la región. Los pueblos y estaciones pudieron haber constituido un circuito histórico con guardas para su conservación y un aporte evidente al turismo.

#### Falsa ilusión provincial

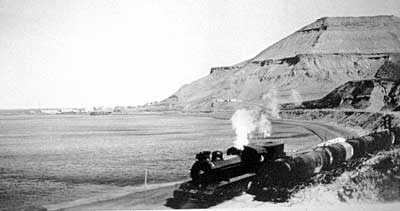
Locomotora entre "Muelle YPF" y "km 3". Este tramo está desaparecido casi por completo por acción del mar.

La última esperanza de reapertura vino en el 27 de agosto de 1995, cuando el secretario general de la gobernación, Carlos Lorenzo, confirmó el inicio de las gestiones para el traspaso a la Provincia de esta línea ferroviaria. La intención era aprovechar la estructura férrea para un ramal bioceánico que proyectaba vincular Comodoro Rivadavia con Puerto Chacabuco, en Chile. La provincia aseguró que intentaba el traspaso de la línea ante la Comisión Nacional de Transporte Ferroviario en forma de concesión. Por esta razón el gobierno provincial decidió verificar la cantidad de kilómetros de vía disponibles, dado que años antes el gobierno de Santa Cruz, con previa compra, había levantado parte de las vías para aprovecharlas. Para verificar la situación Lorenzo y el arquitecto Maximiliano Lafose, director general de seguimiento de la gestión, recorrieron en helicóptero la totalidad del ramal para comprobar su estado y verificar la posibilidad de un real interés para la provincia. Esta investigación aseveró que el terraplén existía por esos años al 100%, lo que fue clave dada su incidencia en el costo de construcción y rehabilitación. Por otro lado, se pudo comprobar que en un 75% del ramal las vías existían aun. Más aún, los funcionarios se arriesgaron a decir que estaban en buenas condiciones.
Mediante el decreto 309/98, del Poder Ejecutivo Nacional, aprobó los términos de referencia que presentó la empresa Canarail Consultants Inc. de Canadá la que realiza un proyecto de factibilidad del complejo ferroportuario patagónico que comprendiera el estudio de los costos de diseño, construcción, operación y mantenimiento e ingreso por fletes de carga, partiendo de la localidad de Choele-Choel vinculándola con los puertos de San Antonio Oeste, San Antonio Este, Puerto Madryn, Comodoro Rivadavia y Río Gallegos en Santa Cruz y Río Grande. Sin embargo, el proyecto cayó en el olvido ante la grave crisis política y económica sufrida desde 1998 y la posterior devaluación.
Varios vecinos de Comodoro intentaron armar un ferro club a finales del año 1999. El propósito de preservar y restaurar lo que quedaba del tren, sus estaciones y depósitos con el fin de formar un museo y armar un tramo del tren como paseo turístico. Lamentablemente ese proyecto se topó con la oposición de la municipalidad de Comodoro Rivadavia.

#### El desguace político del ramal

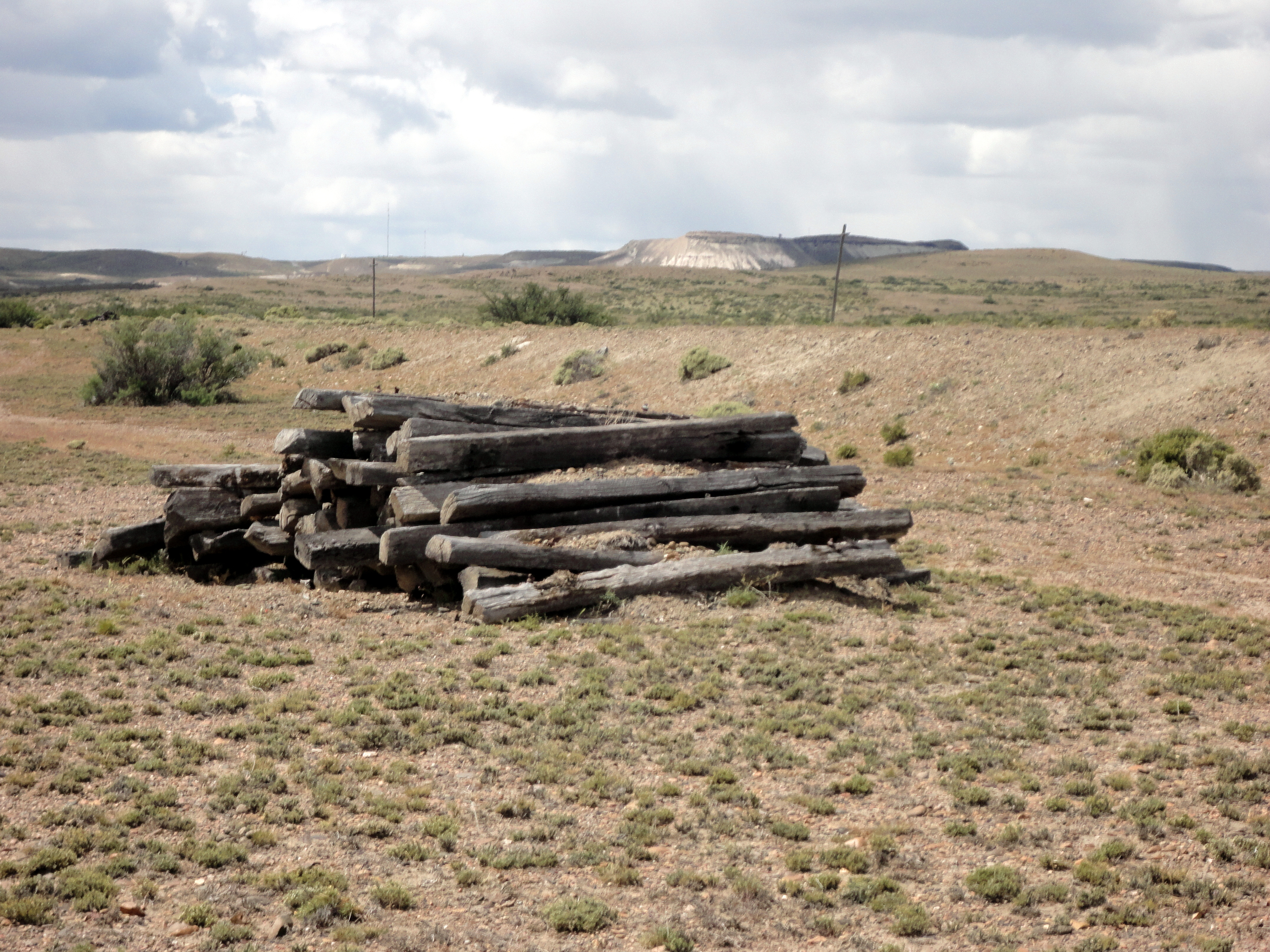
Durmientes abandonados y apilados al costado del terraplén tras el desmantelamiento de 2005. Se observan desde Ruta 26.

La gran expectativa que el suceso levantó no duró más de una década, dado que el levantamiento del ramal Comodoro Rivadavia – Sarmiento fue solicitado en julio de 2004 por el Gobierno provincial de Mario Das Neves al Organismo Nacional de Administración de Bienes del Estado. El levantamiento se efectuó aun sabiendo que gran parte del ramal aun perduraba como se registra en un mapa de los ferrocarriles que registra el año 2003 dentro de un artículo del Ministerio de Educación y otras universidades . Pese a esto, la autorización se obtuvo a comienzos del año 2005 por medio del subsecretario de Transporte Ferroviario de la Nación, Julio Tito Montaña.
Los restos que perduraban de la línea comenzaron a ser desmontados desde 2005 hasta 2006 por la firma Natura Ecology, en el marco de un convenio con la Secretaría de Turismo, por el cual la empresa se comprometía a desmontar el ramal y trasladar 46 mil durmientes a la localidad de El Maitén para rehabilitar La Trochita. El costo de ese trabajo era de 700 mil pesos y sería pagado con rezagos del desguace. El convenio mencionado no fue tratado por la Legislatura Provincial. La tramoya política produjo la pérdida de tramos históricos que perdieron los rieles y durmientes; dicha maniobra se ejecutó sin dar aviso a los pobladores que nada sabían sobre la compra de rieles, y que consideraban al mismo como patrimonio histórico de la región. Además, el convenio no fue respetado y 46 mil durmientes y vías nunca llegaron a El Maitén. El funcionario encargado de la Secretaría Juan Carlos Tolosa fue desvinculado de su cargo.
En el año 2006 levantamiento había arrasado casi toda la línea ferroviaria, y la reacción tardía de la ciudadanía llegó. Una medida solicitada a la justicia intervino para detener el saqueo justo en estación Enrique Hermitte. Gracias a esto el levantamiento de vías y durmientes del ferrocarril se detuvo, ya que no se cumplieron con los requisitos estipulados por ley. De este modo, se pudo conservar, casi en su totalidad, los últimos 30 kilómetros de vías históricas desde kilómetro 162 hasta inmediaciones de Sarmiento; mientras que otras áreas históricas fueron despojadas de su alma ferroviaria.Se efectuaron allanamientos el 28 de octubre en las localidades de Comodoro Rivadavia, Trelew, Sarmiento y El Maitén.
El resultado es que se vulneró una ley nacional que prohíbe el levantamiento de instalaciones ferroviarias sino es para el uso de otro ferrocarril. El principal culpable, según distintas fuentes fue el exgobernador Mario Das Neves que contrató la empresa sin licitación alguna o tratamiento en la legislatura. Además, que se le pagó la abundante de suma $780.000 la empresa se robó sospechosamente el material ferroviario.
El destino del material fue el norte del país y una parte del material desguazado fue interceptado en Trelew por el puesto de control policial donde fue incautado al no poseer permiso alguno para su traslado. Totalizaron 4 camiones con 46.000 durmientes. Los mismos cargaban 100 toneladas de material ferroviario, con un valor de $1.000.000 en esos años. Asimismo, no se pudo determinar fehacientemente el destino de los rieles de acero. Una investigación años posteriores reveló que el material yacía en diversos lugares, chatarrerías o fundiciones, dentro y fuera de la provincia del Chubut, el Gran Buenos Aires, provincia de Córdoba o la Capital Federal.
Funcionarios del Gobierno admitieron el conflicto, pero simplemente consideraron que no estaba afectado el patrimonio provincial porque se trataba de bienes del Estado nacional. Para el 12 de diciembre de 2010 todavía permanecían tirados los durmientes en Trelew y aún no se había determinado ningún culpable del crimen.

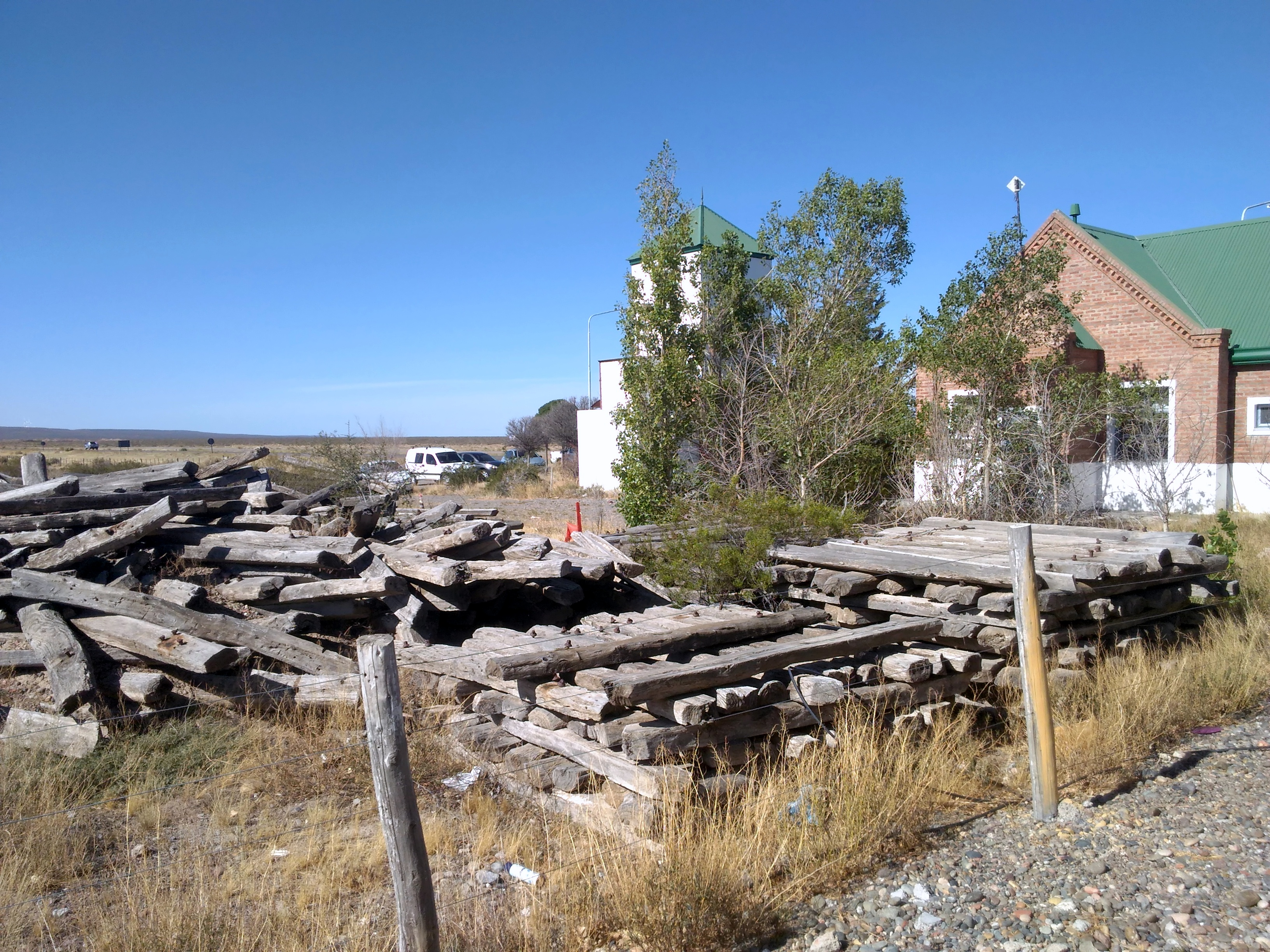
Algunos de los durmientes siniestrados por la justicia aun en Trelew en el año 2017.

Ante el gran desmantelamiento de los restos del ferrocarril nació en 2006 la Asociación de Rescate Histórico “Detrás del Puente”, una ONG conformada por originarios de kilómetro 5 abocada a la recopilación de la memoria y la protección del patrimonio histórico de la ciudad. Para el 7 de mayo obtuvo su personería jurídica. Sus objetivos inmediatos fueron la recuperación de la exestación kilómetro 5, la ex Gamela de técnicos de YPF, el Lanchón del Muelle y el Mástil Histórico.
En agosto de 2007, luego de la demonización de la Justicia Federal del material rodante se labró la causa caratulada «Director General de Investigaciones Judiciales s/presentación (Trelew –año 2006- presunto fraude levantamiento de rieles y durmientes)». La misma llevaba el número de legajo 14.063/06 del Ministerio Público Fiscal de la ciudad de Trelew. Actualmente se encuentra en la Justicia Federal luego de un planteo de jurisdicción.
El robo de los rieles y durmientes volvió a la escena política en 2011 cuando Lorenzo, en su rol de diputado, denunció que el tema no tuvo tratamiento alguno por el exgobernador Mario Das Neves en su discurso de apertura de la cámara de diputados provinciales.
Para 2017 los durmientes que habían sido arrancados del terraplén ferroviarios, en inmediaciones a la RN 26, pero no habían sido robados aun empezaron a ser hurtados de a poco. En mayo, la policía atrapó a dos vecinos de Comodoro intentando cargar el materia ferroviario para uso personal.
Para 2018 el Juzgado Federal de Comodoro Rivadavia archivó la causa en la que se investigaba el destino de los durmientes secuestrados en el acceso norte de Trelew en octubre de 2006. No hubo procesamientos ni detenciones. Nunca nadie se presentó a reclamarlos en carácter de propietario. La investigación judicial arrojó que no había ninguna irregularidad relacionada con el origen y el destino de estos durmientes. Al permanecer más de una década, los durmientes que serían de la sección cercana a Diadema Argentina que conectaba Comodoro Rivadavia y Sarmiento. A 2021 permanecían aun acumulados en el puesto de control policial del acceso norte de Trelew. Al no haberlos reclamado nunca ningún propietario, la provincia estaría en condiciones de reclamarlos para darles un uso de bien público.
La justicia llegó a la conclusión que el levantamiento del ramal ferroviario se concretó a partir de un convenio que firmó el gobierno de Mario Das Neves con un organismo nacional encargado de custodiar el patrimonio de los bienes. El acuerdo establecía que 46 mil durmientes debían ser destinados a La Trochita. Aparentemente, el convenio le permitía a la empresa contratada quedarse con los restos del ramal ferroviario, a modo de compensación por los trabajos.
Actualmente, solo algunos tramos y estaciones perduran gracias a particulares que no permitieron que fueran levantadas por encontrarse dentro de sus propiedades privadas y que hoy todavía conservan como patrimonio histórico de la región.

#### Reconocimientos después del centenario
El 25 de mayo de 2014 se cumplieron 100 años de la concreción de este ferrocarril y en Colonia Sarmiento se realizó un acto conmemorativo. Se contó con la presencia de autoridades políticas, ex ferroviarios e intelectuales que inmortalizaron a este transporte en sus obras.
En enero de 2017 se conoció la intención iniciada por la fundación local "Detrás del Puente" para recuperar el coche motor Drewry que yace abandonado en una quinta del barrio Cordón Forestal. La iniciativa fue presentada hace un par de años y solo restaría una decisión política para poner en valor cultural e histórico al ferrobús. La ubicación sería en la ex "Estación de Km 5".
En abril de 2019 la municipalidad dictaminó la apreciación como bien histórico de la exestación Diadema. La declaración prohíbe cualquier intervención en el bien sin previa consulta a la autoridad municipal de bienes históricos. Para ese mismo año aún se observaban pequeños tramos de vías en ciertos sectores aledaños al barrio y la ciudad.

## Explicación de su clausura

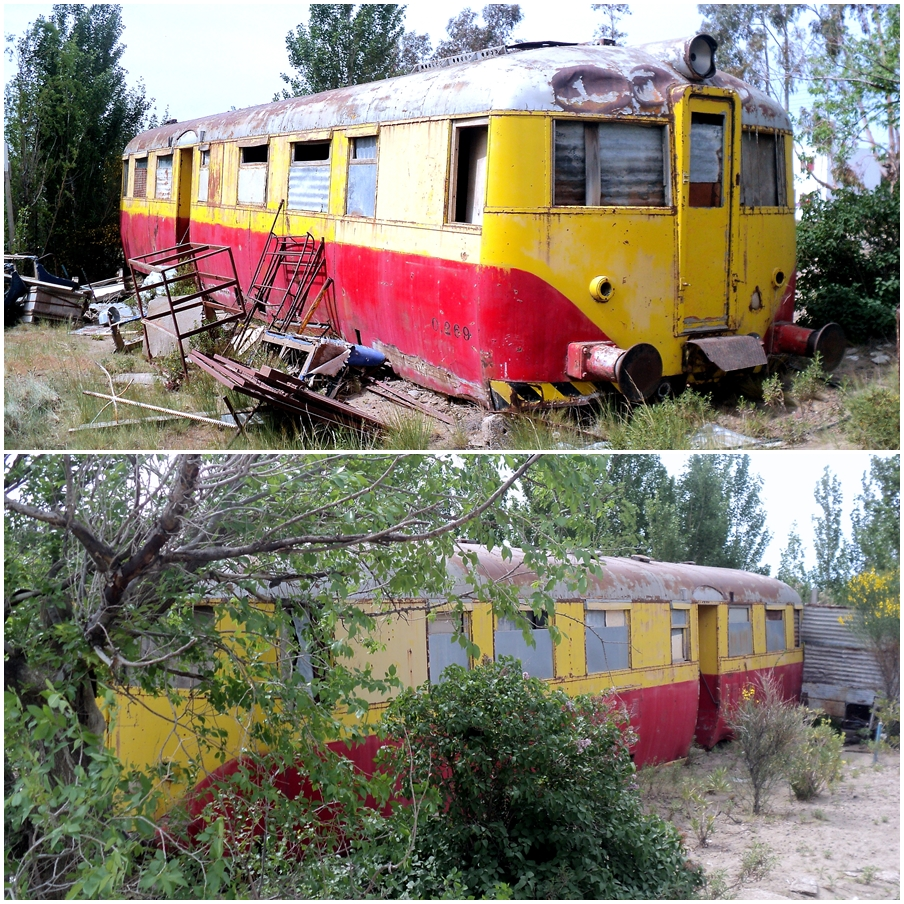
Coche motor Drewry usado como casilla en el barrio Los Tres Pinos. Vista de sus dos laterales.

Este cierre y los demás del país se explican por años los intereses empresarios y políticos que empiezan presionar y a competir con el ferrocarril desde los 30 y 40. Detrás de las premisas de situación antieconómica que generaba según los militares estaban escondidos intereses internacionales que procuraban evitar la descentralización de la economía en el país habida conocimiento que el proyecto del Ferrocarril Patagónico preveía avanzar hacia Bariloche y también hacia Chile.
Otro factor fundamental para comprender fue el mismo estado nacional que colaboró a que la clausura fuera inevitable. Inicialmente la clausura se habría producido mediante el decreto n.º 3599 el 30 de noviembre de 1977 y terminaría clausurando el tramo Diadema Argento - Sarmiento. No obstante, el servicio urbano que unía al barrio Centro con los barrios "Km 27" y "Km 20" continuó hasta el 22 de enero de 1978.
El Estado como propietario no encontró medidas para los resultados deficitarios de los servicios de carga y pasajeros que eran imposibles de remontar por lo obsoleto de todo el material del ferrocarril. Para los década de los setenta el servicio general estaba prácticamente reducido al ejido urbano y el viaje más largo era hasta "Km 27". Esto se debió a la precariedad y obsolencia del material rodante, además de la poca ganancia que generaba ir a Sarmiento. El ferrocarril que supo internarse en la Meseta patagónica era ya una leyenda para los setenta, y se volvió un tren casi fantasma que solo era capaz de atender el servicio de autovía de Comodoro y cargas al puerto con magros resultados. El estado no supo dar soluciones y con la llegada de políticas que procuraron achicar el intenso déficit del estado, no se apuntó a ninguna inversión; sino que se esperó que el mítico ferrocarril languideciera para rematarle. La impresión general era que el gobierno nacional se hubiera olvidado de su existencia por descuido de la burocracia del régimen militar. Una investigación referida al transporte ferroviario concluyó que la administración nacional del ferrocarril desconocía el verdadero sistema de explotación de este ramal.
El ferrocarril, a pesar de su extinción, hizo más dinámica la economía y la vida de la comunidad. El crecimiento acelerado de Comodoro Rivadavia debido al auge del petróleo demandó productos que le brindaba Colonia Sarmiento y por el ferrocarril fluían las mercaderías de uno a otro punto, mejorando la calidad de vida y asegurando el rédito al trabajo y esfuerzo de los pobladores de la colonia y Comodoro. Las estaciones intermedias posibilitaron la aparición de pequeños pobladores y comerciantes que se establecieron en los alrededores de ellas que generaron en cierto periodo una intensa actividad comercial y social.

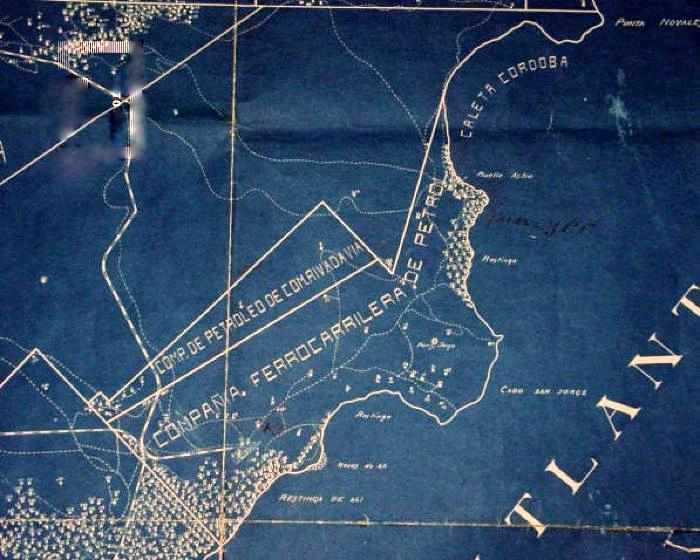
Detalle del Yacimiento de COMFERPET atravesado por diferentes caminos y las vías del ferrocarril. Se muestra la vía principal con su empalme hacia Astra y el desvío a kilómetro 8 que esta empresa construyó. Ambos desvíos fueron entregados al ferrocarril y sirvieron para transporte de pasajeros. Además fueron encarados por empresas privadas y resultaron en las dos única ampliaciones del ferrocarril en la zona de Comodoro.

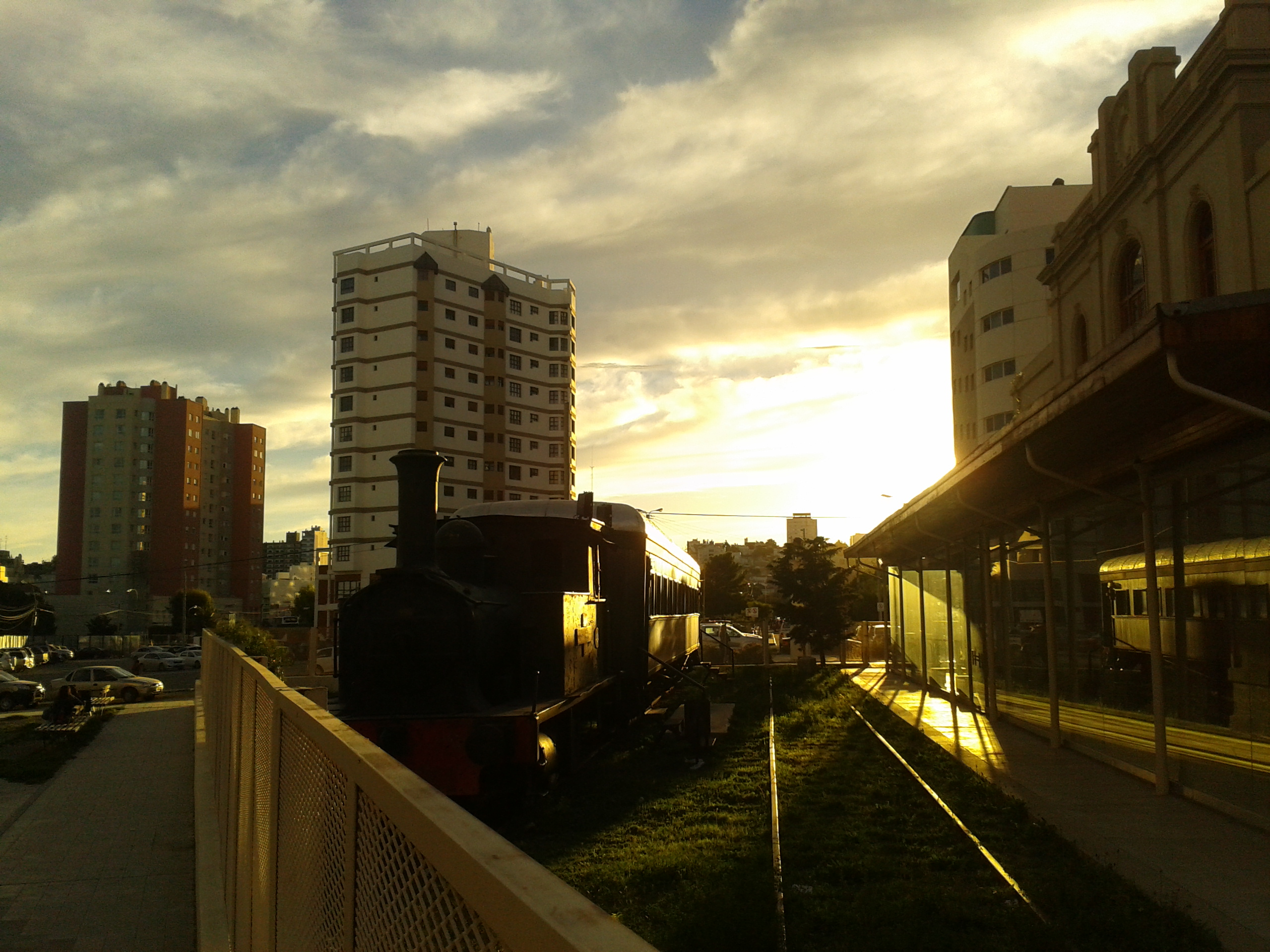
Último tren que se desempeñaba en trabajos en el puerto. Se lo pudo preservar en el museo Ferroportuario junto con un coche de pasajeros. Hoy un entorno altamente urbano lo hace sobresalir.

## Funcionamiento

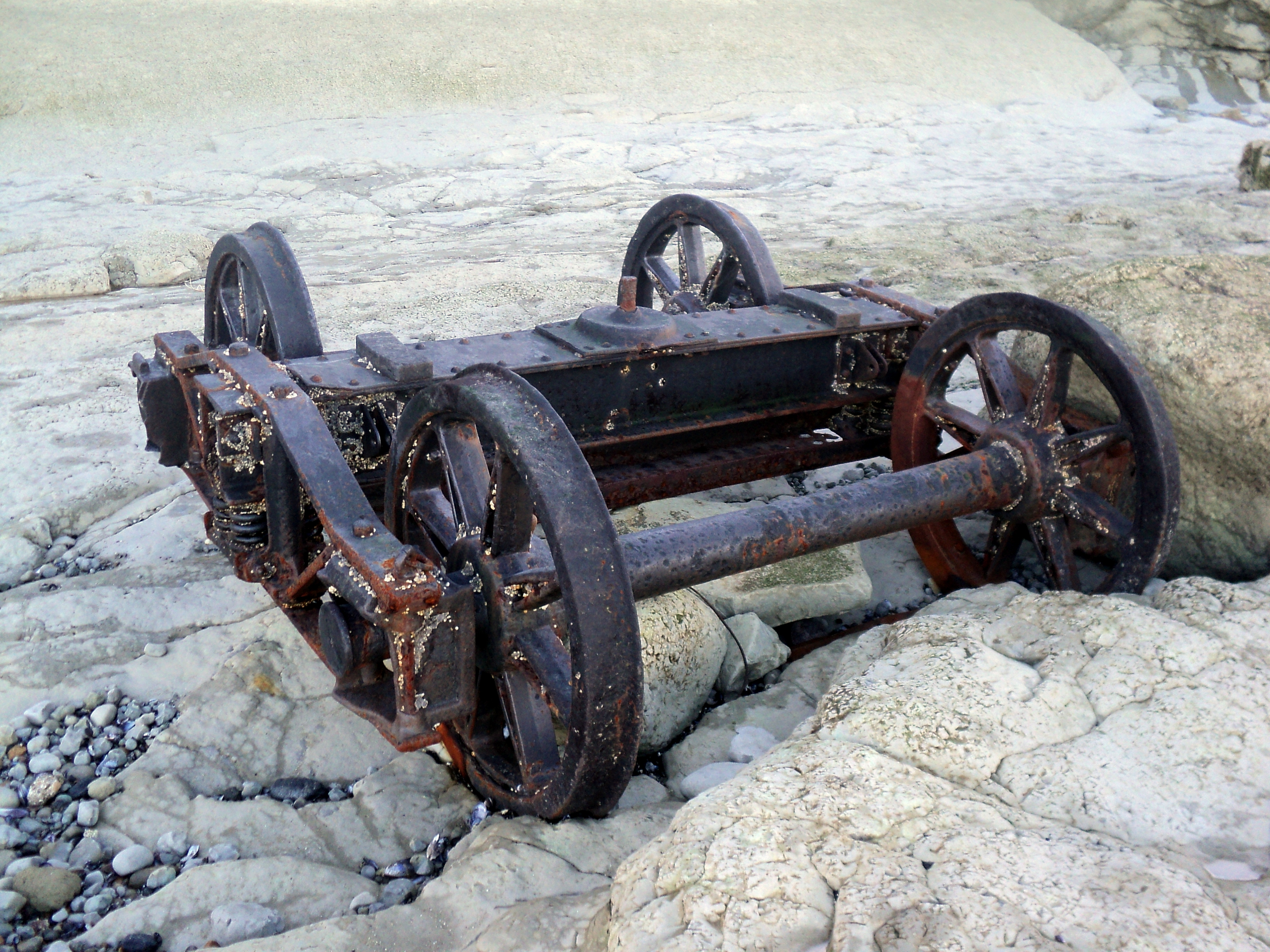
Boguie abandonado en la playa costanera del centro de Comodoro. Víctima de algún descarrilamiento.

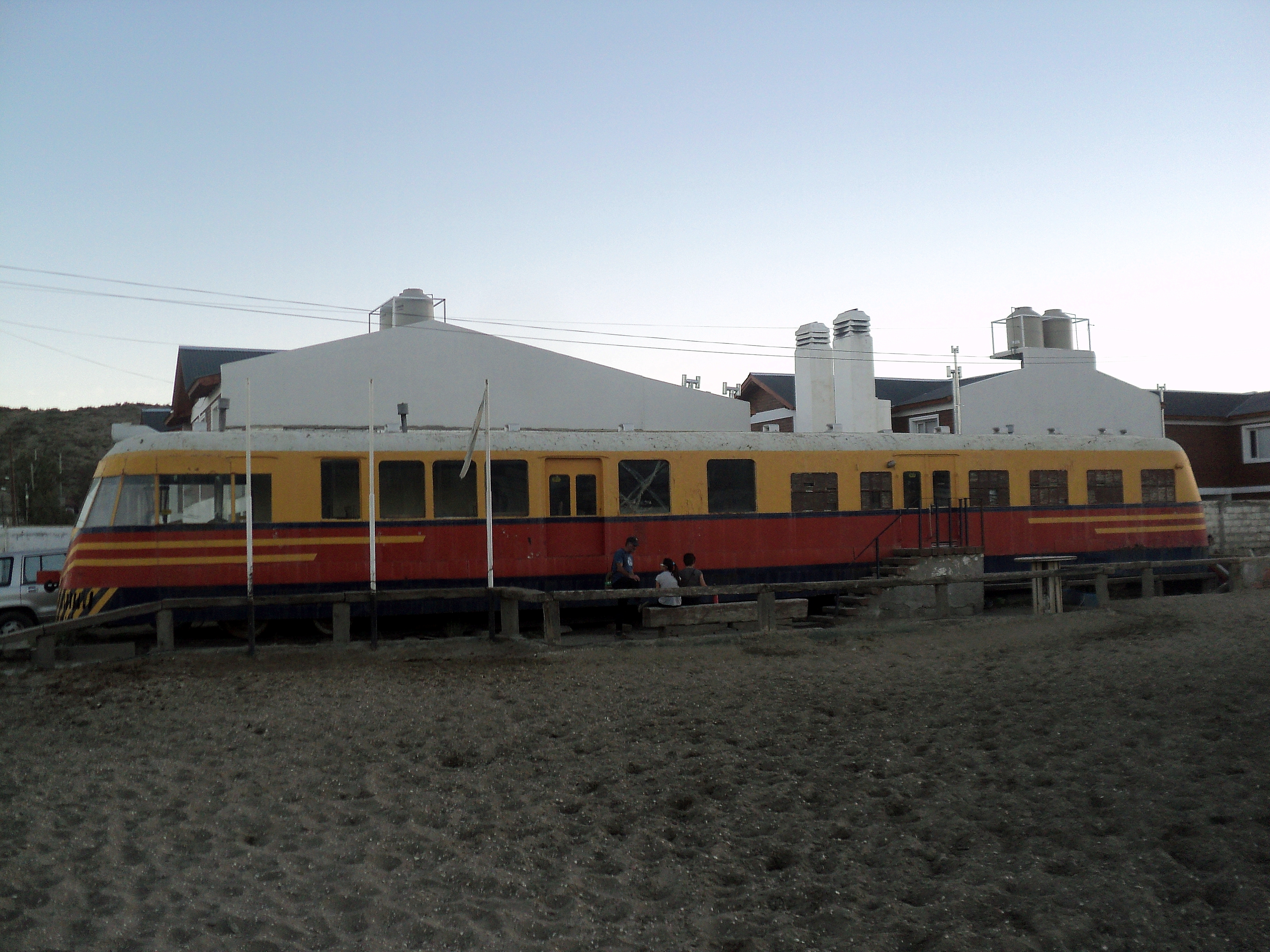
Coche motor Ganz en Rada Tilly, más precisamente en la escuela de equitación. Era conocido como Autovía Grande. Nótese su acceso modificado que con una escalera hecha de durmientes. También, es evidente su largo lo que permitía llevar gran cantidad de pasajeros y hasta cargas en el viaje de larga distancia del ramal.

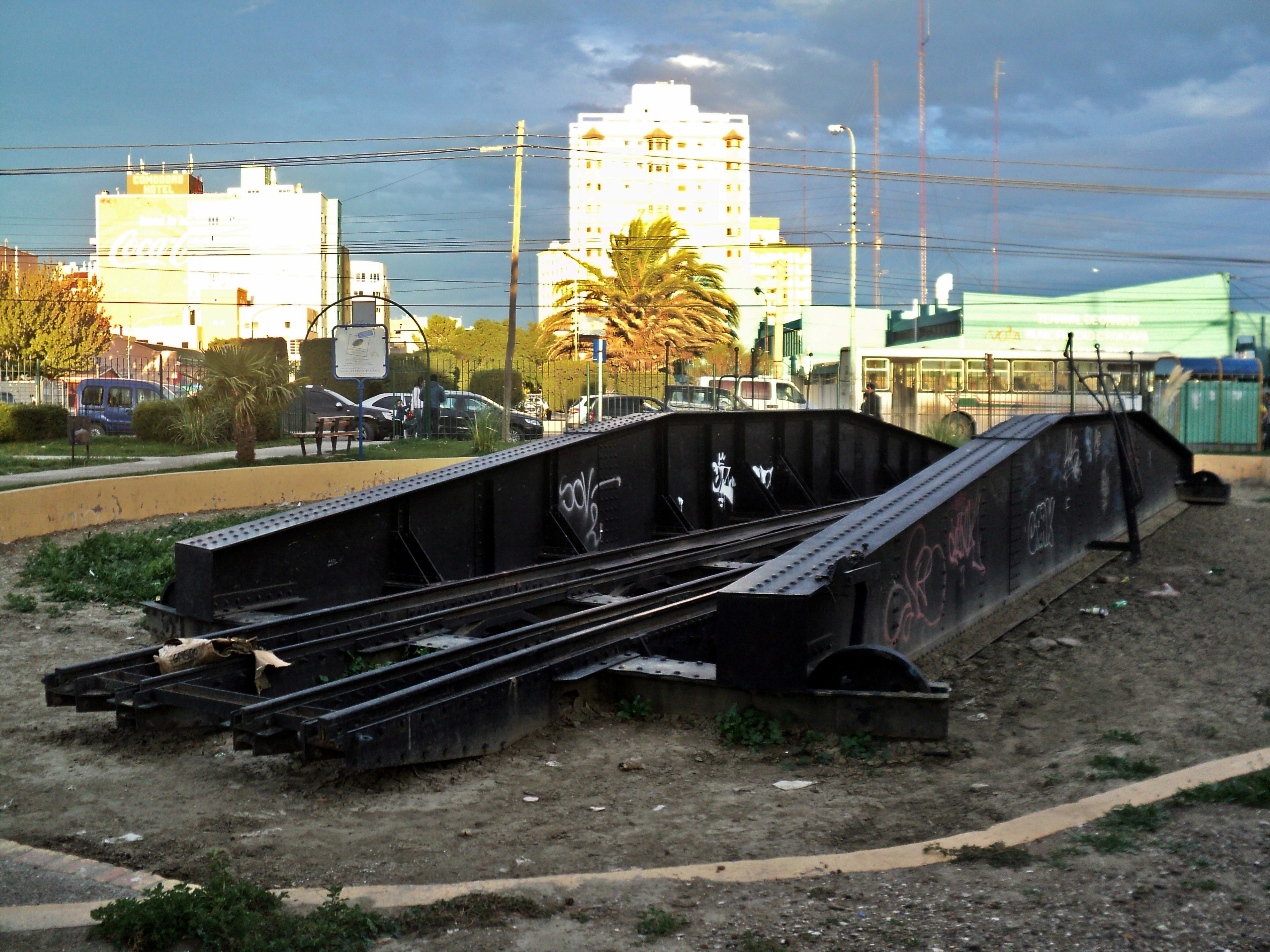
La mesa giratoria, también conocida como puente giratorio. Es el último vestigio de que la estación Comodoro Rivadavia operaba con dos trochas y se constituye como una de las pocas pruebas de la existencia del ramal a Punta Piedras. Permanece en la plaza España como monumento histórico

Imágenes de Escalante siendo usada como punto recreativo por colegios y familias

### Itinerarios, guías e informes históricos
El análisis de itinerarios de horarios lo largo del tiempo muestra como fue variando la situación del ramal y sus estaciones en un amplio periodo de tiempo. En un principio todo el viaje de larga distancia a Sarmiento y a Astra se hacía con trenes de cargas o mixtos a vapor. De este análisis surge entre 1928 y 1930  los trenes siempre visitaban la mayoría de las estaciones. Mientras que las paradas y apeaderos, en esos mismos años, no eran obligatorios. 

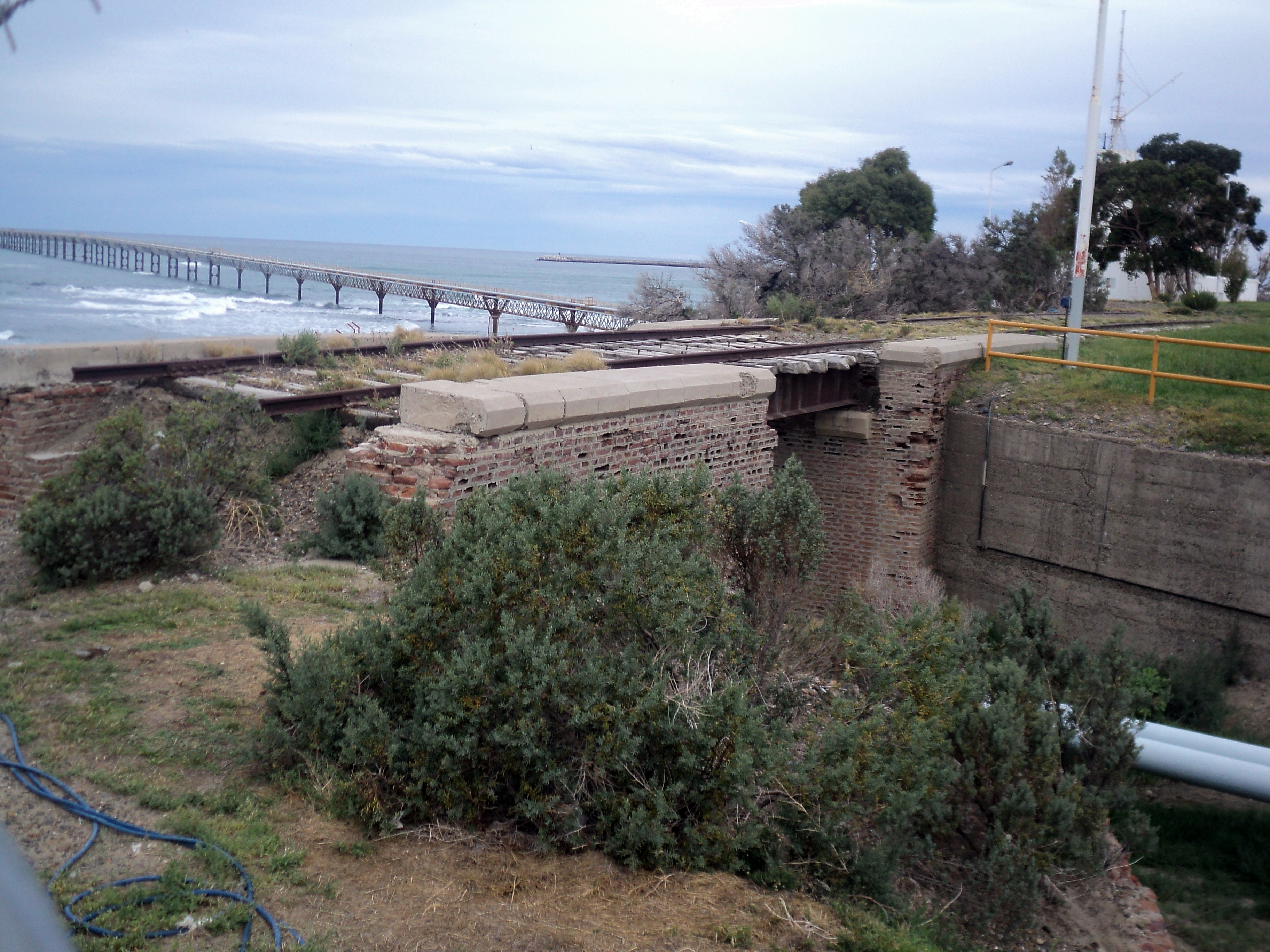
Restos supervivientes del puente alcantarilla en el Muelle YPF.

El primer informe de horario fue publicado en 1920 con datos vigentes desde enero de 1918. El documento expuso que los trenes mixtos partían los lunes y jueves desde Comodoro a las 8:00 horas y arribaban 16:30 a Sarmiento. Mientras que el regreso era los martes y viernes desde Sarmiento a las 8:00 horas con arribo a Comodoro a las 15:50. La carrera pendiente abajo desde Sarmiento era de 40 minutos menos. En cuanto al estado de las estaciones todas las estaciones se mantuvieron operativas en este lapso de tiempo. Sin embargo, kilómetro 4 y kilómetro 96 y kilómetro 191 fueron consideradas paradas optativas. Por otra parte, fue presentada la línea a Astra la cual corría los miércoles y sábado. El viaje de la línea iniciaba desde Comodoro a las 7 y arribaba 25 minutos más tarde al desvío kilómetro 8 (después sería renombrado Empalme Astra). La secuencia se repetía por la tarde desde 14:30 con arribo a las 14:55. En cambio, la vuelta se hacía los mismos días. En ninguno de los viajes se informó el horario de arribo a la estación Astra; ni como estaba constituido el reciente ramal a Astra. Por último, el itinerario informó cargas totales durante enero - julio de 1918 por 20.392 toneladas de los cuales se correspondieron a 76 toneladas de ganado ( 653 fueron ovejas), cereales 372 toneladas (43 tonelada de avena, 327 de maíz, 1 tonelada trigo y cebada.), productos forestales (32 de maderas varias, 11 toneladas de carbón, 551 de leña, postes y varillas 109) y 19.241 de artículos varios (3705 toneladas de lana, 4478 toneladas de maquinarias, 1444 toneladas de artículos de almacén, 5459 de toneladas y gran variedad de cosas).
El segundo fue confeccionado el 1 de noviembre de 1928. Describió un ferrocarril con viajes que se ejecutaban con trenes mixtos a vapor.  La línea principal era la que se unía con Sarmiento. Iniciaba los lunes y jueves desde las 9:00 horas y culminaba en Colonia Sarmiento a las 16:50.  Unía en 10 minutos el tramo entre esta estación con el apeadero kilómetro 3 y en 20 la distancia con estación Talleres. Mientras que el regreso se producía los martes y viernes desde Sarmiento a las 9:00 con arribo a Comodoro a las 16:35 horas. 
Otra de las líneas que se describe es la de Comodoro - Astra que se ejecutaba martes y sábados desde las 9:00 con arribo a estación Astra a las 9:55. En tanto, los jueves partía a las 15:00 horas de Comodoro para llegar a Astra a las 15:55 horas. La última línea descripta en este informe fue la de Comodoro - Pampa del Castillo. Solo fue mencionada en este informe, posiblemente por ser una línea de verano, cambiándose posteriormente de punta de riel a Escalante. El viaje se realizaba los domingos con salida de Comodoro a las 9:00 y arribo a la punta de riel a las 12:05 horas. La vuelta se efectuaba, posiblemente, tras girar con algún mecanismo al tren o en marcha atrás desde las 12:30, luego el tren arribaba a Escalante a las 18:00. Este viaje posibilitaba que las familias disfrutaran el día en esta estación hasta la tarde, luego volvían a Comodoro a las 19:15 el mismo domingo.
El tercer informe de noviembre 1930 repitió todos los puntos descriptos en 1928, pero suprimió la línea a Pampa del Castillo.
El cuarto itinerario del 10 de diciembre de 1934 describió la sección del servicio suburbano que era ejecutado por trenes mixtos los días lunes y jueves junto con el viaje a Sarmiento. El viaje a vapor partía a las 9 de Comodoro para arribar a Sarmiento 16:50. En tanto, la vuelta se producía los días miércoles y sábados desde las 9 con arribo a estación Comodoro a las 16:35.
En este documento empezaron a figurar buena cantidad de apeaderos y paradas entre Comodoro Rivadavia y Escalante, hecho que daría lugar a un servicio suburbano que recorrería esta zona de Comodoro Rivadavia. En este documento empezó a figurar el vecino desvío kilómetro 2, lugar que después fue llamado parada Muelle YPF. y demoraba 6 minutos en conectarse con km 2. 
También, se describió un viaje dedicado a las cargas que tenía de ejes a Comodoro y Talleres los días miércoles y sábados. Su partida se ejecutaba desde 18:00 y arribo a a Talleres 18:15. Mientras que el regreso se producía los lunes y jueves desde 8:00 con llegada a Comodoro 8:15. 
Por último, la línea a Astra sería ejecutada desde Talleres sin horarios de salida especificados.
Desde este informe se empezó a evidenciar la decadencia de varias estaciones y apeaderos, Valle Hermoso, kilómetro 96, Parada kilómetro 191 y Colhué Huapi aparecieron como clausuradas o reducidas a apeaderos.

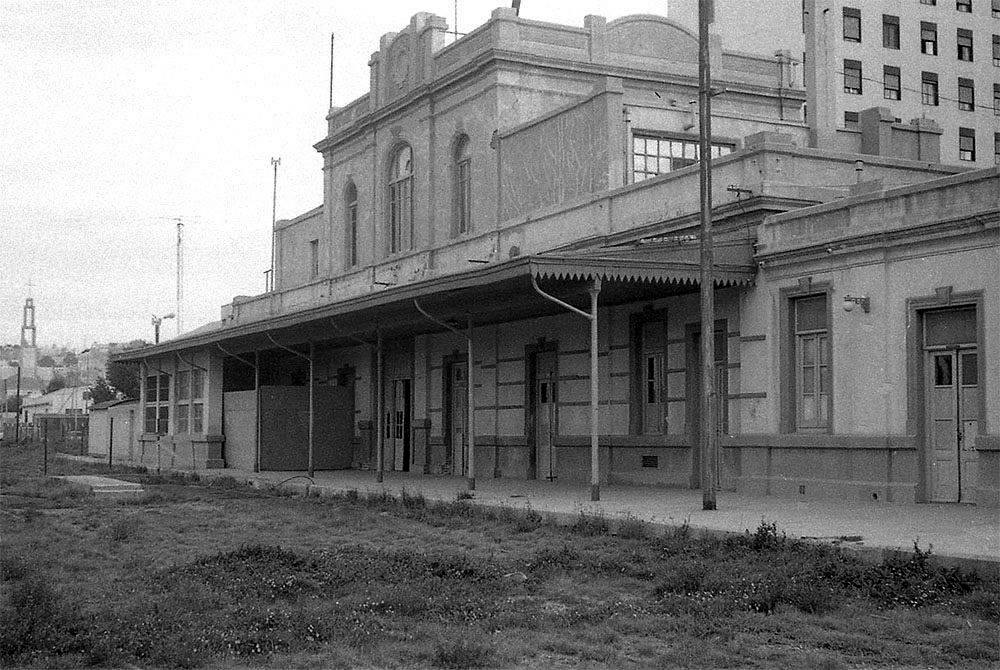
La estación en 1977 luego de ser desafectada. Para esos años la municipalidad ya había despojado de vías y durmientes el sector céntrico que ocupa.

El quinto de 1936 informó que el viaje a Sarmiento se ejecutaba desde Comodoro los lunes desde las 9:00 horas con arribo a Sarmiento a las 16:50. En tanto, la vuelta se realizaba los miércoles desde las 9:00 horas con arribo a Comodoro a las 16:35. La situación de Valle Hermoso, kilómetro 96, Parada kilómetro 191 y Colhué Huapi se mantuvo sin cambios. 
El sexto de 1938  brindó información sobre la mayor mejoría de los servicios de este ferrocarril. De este modo, se pasó de un viaje a vapor de 7:50 a uno más reducido por la introducción de ferrobuses diésel que lo hacían en 4:07 minutos. Valle Hermoso, kilómetro 96, Parada kilómetro 191 y Colhué Huapi volvieron a aparecer como clausuradas o reducidas a apeaderos. 
Otro de los aspectos en que se mostró innovador fue la descripción del extenso servicio suburbano que conectaba a Comodoro con los campamentos y barrios de su periferia. Además, en este itinerario fue reemplazada Pampa del Castillo por Escalante. El viaje de los domingos a Escalante fue llamado de recreo, partía desde Comodoro y Talleres con precio promocional ida y vuelta para el mismo día. Además, el coche motor podía parar en cualquier punto que los pasajeros pidieran. De este modo el ferrocarril quedó conformado por las líneas:
- De Comodoro Rivadavia a Talleres
- De Comodoro Rivadavia a Astra
- De Comodoro Rivadavia a CONFERPET
- De Comodoro Rivadavia a Escalante

También, en este itinerario se pudo ver un cuadro tarifario dividido en diferentes secciones de la línea que tenían sus valores tomando de referencia la distancia con estación Comodoro Rivadavia. Siendo Talleres y Astra las únicas estaciones dentro del ejido urbano incluidas en el tarifario del viaje de larga distancia:
| Estaciones         | 1° clase | 2° clase |
| ------------------ | -------- | -------- |
| Talleres           | 0.50     | 0.30     |
| Astra              | 1.55     | 0.85     |
| Escalante          | 3.75     | 1.75     |
| Pampa del Castillo | 5.10     | 2.90     |
| Holdich            | 6.95     | 3.95     |
| Cañadón Lagarto    | 9.35     | 5.30     |
| Parada Km 162      | 13.75    | 7.80     |
| Colhué Huapi       | 15.30    | 8.65     |
| Sarmiento          | 16.75    | 9.45     |

El itinerario de Ferrocarriles del Estado del 15 de diciembre de 1940. Todos los viajes de todas las líneas pasaron a operarse con ferrobuses. El viaje principal partía los domingos desde Comodoro a las 7:08 horas para arribar a las 10:45 horas; mientras que había otro viaje que partía todos los días menos domingos desde las 16:30 con llegada a Sarmiento a las 16:25. En tanto, el viaje desde Sarmiento se producía los domingos desde las 17:45 con arribo a Comodoro a las 20:58; mientras que el viaje que corría todos los días menos domingos lo hacía desde las 7:45 con llegada a las 11:11 a Comodoro. Por otra parte, el itinerario informaba gran variedad de servicios que ejecutaron el viaje de media distancia a Escalante. Los mismos partían desde Comodoro a las 1:00, 6:35, 11:35, 16:40 y 18:49 y la vuelta desde Escalante se ejecutaba 2:15, 8:00, 13:00, 17:55 y 20:35. En cuanto a las demás líneas, se mantuvo sin cambios la línea a Talleres ya que arribaba a Astra. Sin embargo, la que iba a COMFERPET se fusionó con la de Astra. En cuanto a los diferentes puntos del ferrocarril, las estaciones, paradas y apeaderos fueron descriptas en forma extensa: Ningún apeadero o parada entre Comodoro y Escalante presentó edificaciones para pasajeros; mientras que de los demás puntos solo kilómetro 96 y kilómetro 117 no presentaban estructura alguna. Además, las estaciones Valle Hermoso, Colhué Huapi y kilómetro 1914 continuaron clausuradas.
El itinerario de 1946 fue uno de los más completos. Este informe de las líneas patagónicas mostró con amplio detalle el funcionamiento de este ferrocarril. Por un lado, se evidenció que todos los servicios de pasajeros de corta y larga distancia operados por ferrobuses en forma completa. Mostrando una gran aceleración en todos los tiempos. Estación Comodoro se unía con kilómetro 2 en 4 minutos y con kilómetro 3 en 6 minutos. En tanto, el viaje de larga distancia pasó a 4 horas de duración. Sin embargo, las cargas continuaron siendo llevadas en tren a vapor a Sarmiento. De este modo, así se siguió visitando todos los puntos del ferrocarril sin paradas opcionales, pero con un gran tiempo de tardanza. El gran cambió surgió del hecho que las cargas ya no partían desde la estación matriz, sino desde estación Talleres. También, se informaron diferentes líneas, según este informe, estaban constituidas por muchas frecuencias a las 5 puntas de rieles de las líneas. Las mismas tenían a Comodoro como cabecera en los viajes de pasajeros. En cuanto a los diferentes puntos del ferrocarril: La parada Gasoducto no figuró, y en su lugar estuvo la parada Bomba Diadema o kilómetro 15 y no se especificó ninguna clausurada o reducida a apeadero. En los servicios de pasajeros diarios del ferrocarril las estaciones Holdich, Cañadón Lagarto y los apeaderos kilómetro 117 y kilómetro 191 fueron puestos como opcionales de ser visitados por los ferrobuses. En tanto, los días domingo todas las estaciones y apeaderos desde Pampa del Castillo hasta kilómetro 191 se encontraban con visitas reducidas de los servicios de pasajeros, parando los ferrobuses en estos puntos solo si había interesados.
Por otro lado, el servicio de cargas siguió visitando todos los puntos del ferrocarril sin paradas opcionales, pero con un gran tiempo de tardanza. Las líneas, según este informe, estaban constituidas por muchas frecuencias a las 5 puntas de rieles de las líneas. Las mismas tenían a Comodoro como cabecera en los viajes de pasajeros. Mientras que Talleres era cabecera del viaje de cargas a Sarmiento:
- «De Comodoro a Escalante» (luego reemplazada por Diadema): operaba con frecuencias de 1 a. m. a 2:06 a. m., de 6:35 a. m. a 7:41 a. m., de 11:40 a. m. a 12:46 p. m., de 16:46 a 17:51 y de 19:05 con llegada 20:11. No se especificó que días, pero lo más probable es que fuera diaria. Todos los viajes duraban 1:06 minutos en completar los 36 kilómetros de distancia.
- «De Comodoro a COMFERPET (kilómetro 8) y Astra": Todos los días de 1:10 a 1:23, 7:40, 7:53, de 11:30 a 11:43, de 13:55 a 14:08, 16:10 a 16:23, 17:40 a 17:53, 19:50 a 20:03. El itinerario aclaró que estos tiempos correspondían hasta el empalme a COMFERPET. En cambio, para arribar a COMFERPET se requerían 4 minutos más y para que el vieja finalice en Astra se sumaban 25 minutos a cada viaje.
- «De Comodoro a Astra»: Todos los días. Contaba con 1 frecuencias con partida de Comodoro a las 6:25 y arribo al Empalme Astra a las 6:38. Luego para llegar a Astra se sumaban 25 minutos más.
- «De Comodoro a Talleres (Km5)»: Todos los días. Partía desde Comodoro para llegar a Astra en 6 frecuencias de 3 09 a 3:19, 9:10 a 9: 20,14:05 a 14:15,15:25 a15:35, 21:30 a 21:40 y de 21:40 a 21:50. Por último había un servicio que volvía vacío de Comodoro a 22:00 y arribaba a Talleres 22:08.
- «De Comodoro a Sarmiento»: todos los días, menos domingos partía, a las 9 para arribar a Sarmiento a las 12:55. Mientras que los domingos partía a las 7:30 para arribar a las 11:10. El servicio que brindaban los ferrobuses de larga distancia no podía parar a gusto de los pasajeros, mientras que las demás líneas si podían parar en cualquier punto que designara el pasajero.
- «Cargas a Sarmiento»: partían en trenes a vapor. Los viajes destinados a llevar exclusivamente cargas pesadas partían desde Talleres a Sarmiento. El horario iniciaba a las 9:00 horas y culminaba en Sarmiento a las 17:40. Los trenes partían los días lunes, miércoles y viernes.[100]

El mismo itinerario de 1946 fue presentado por otra editorial y en el se hace mención menos detallada de los servicios de pasajeros de este ferrocarril. En el documento se aclaró que la mayoría de los ferrobuses pararían en puntos adicionales que los pasajeros solicitaran para ascender o descender. Las tarifas se cobraban desde o hasta la estación más próxima anterior o posterior. La diferencia principal es que gran parte de los puntos que el servicio suburbano no fueron tenidos en cuenta para el viaje de larga distancia a Sarmiento y que se aludió a varios puntos, estaciones y apeaderos con otros nombres. Por último, se continuó con el mismo tarifario de 1938.
El 10 de diciembre de 1948 fue presentado un itinerario que no representó grandes variaciones respecto del presentado en 1946. Sin embargo, la gran diferencia estuvo en el viaje de cargas que recorría la línea completa desde Comodoro a Sarmiento; y no partía desde Talleres como en el itinerario anterior. De este modo, el viaje de cargas partía sin un día estipulado, en forma condicional desde Comodoro a las 9:30 y arribo a Sarmiento a las 18:05. En tanto, la vuelta vuelta desde Sarmiento se producía desde las 10:20 con arribo a estación Comodoro a las 20:25. Llamativamente, el tren carguero paraba en todos los puntos del ferrocarril; siendo 5 minutos la permanencia en los andenes de las estaciones y 10 al cargar agua. Por otro lado, el viaje de pasajeros operado por los ferrobuses a Sarmiento mostró una sería retracción desde Estación Pampa del Castillo hasta Sarmiento todos los puntos se mostraron como paradas optativas. Sin embargo, en el otro viaje que partía desde las 9 hs la cantidad de elementos optativos era sensiblemente menor y Pampa del Castillo Holdich, Enrique Hermitte, Colhué Huapi y Valle Hermoso fueron obligatorias. Por último, el itinerario informó por última vez la existencia del apeadero kilómetro 15.
El último informe de horarios de noviembre de 1955 no fue tan específico como el anterior. En este itinerario solo se atendió al servicio de pasajeros; quedando fuera las cargas. De este modo, se mostró que el servicio de pasajero y cargas ligeras continuaron con la mejora en el tiempo del trayecto. No obstante, los tiempos de los viajes se vieron levemente acrecentados. El viaje a Sarmiento pasa a ser de 4:07 minutos. Por otro lado, la decadencia en cuanto a las demás estaciones de la línea ferroviaria, continuó su avance. Así las estaciones: Valle Hermoso, kilómetro 96 y Pampa del Castillo ya estaban clausuradas o reducidas a apeaderos. En tanto, otros 6 puntos del ferrocarril dejaron de ser obligatorios y perdieron la frecuencia de visitas de los servicios ferroviarios, siendo que solo se detenían si habían cargas o pasajeros dispuestos: Enrique Hermitte, Escalante, Holdich, kilómetro 67, kilómetro 117 y Colhué Huapi 
. De todas las estaciones en 1955 solo Comodoro Rivadavia, kilómetro 5, kilómetro 27, Cañadón Lagarto y Sarmiento continuaron siendo paradas obligatorias de los servicios ferroviarios. En cuanto a la línea de larga distancia poseía varios viajes: el domingo salía desde Comodoro a las 6:00 con arribo a las 10:07 a Sarmiento. Mientras que el retorno se producía desde las 17:30 de Sarmiento con llegada a Comodoro a las 21:21. Posiblemente, por la hora de regreso, este fue el reemplazo más viable para el viaje de recreo que se hacía a Escalante. Por otro lado, los lunes y viernes el recorrido se volvía a ejecutar desde las 9:00 con arribo a las 14:22. El regreso se producía los martes y sábados desde las 5:50 con arribo a Comodoro 10:19. Un último viaje de esta línea no tuvo días especificados. Partía desde estación matriz desde las 16:30 con arribo a Sarmiento a las 20:37.
El informe de 1955 tuvo una segunda parte para este ferrocarril. El documento informa que todos los servicios suburbanos dentro del ejido de Comodoro Rivadavia pasaron a llamarse Servicios locales. De las líneas descriptas en 1946 todas continuaron, con la única excepción de que el viaje a Escalante se truncó en km 27. Además, se anuló la parada Bomba Diadema.

### Registro de boletos
Una extensa colección de boletos arroja testimonio de los cambios y funcionamiento de este ferrocarril. De este modo, en algunos boletos se puede ver al ramal incluido bajo la administración del Ferrocarril Patagónico que nucleó las líneas sureñas vecinas. Luego, aparecen en la última etapa del ferrocarril, boletos que muestran el paso al Ferrocarril Roca bajo la leyenda Líneas Patagónicas. En tanto, los pasajes que figuran eran diversos los había mensuales, diarios y de distintos tipos: gratuitos para funcionarios del gobierno; para estudiantiles, gratuitos, clase única, emitidos por el guarda, emitidos por estaciones y pasajes de empleados ferroviarios con descuentos.
Además, en el área urbana de Comodoro se operaba con una tarifa reducida, para dar competencia con los servicios de autobús.

### Estructura de los oficios
Una gran cantidad de empleados se desempeñó en el ferrocarril lo que explica su déficit insalvable. Al cierre de 1978 300 los últimos empelados fueron despedidos.
- Tripulación ferroviaria:
  - maquinista
  - foguista
  - guarda
- Personal de estaciones:
  - jefe de estación
  - dependientes
  - cambistas
  - revisadores

La cantidad de personal de las estaciones dependía del tamaño y el tráfico que tuvieran. Las estaciones con poco movimiento, generalmente, contaban únicamente con un jefe de estación, el que a su vez podía oficiar de jefe de estafeta de correos. 
- Personal de talleres:
  - caldereros
  - ajustadores
  - torneros
  - matriceros
  - electricistas
  - carpinteros
- Cuadrillas de vías y obras:
  - capataces
  - peones
  - guardahilos
- Mantenimiento varios:
  - albañiles
  - plomeros
  - administrativos

### Parque Automotriz
El ferrocarril contó con un importante número de elementos motrices: locomotoras, coches motor, vagones y zorras.

#### Locomotoras
Fueron llamadas por el personal ferroviario “las morochas”. Su trabajo principal era el transporte de grandes cargamentos como minerales, petróleo, ganado, productos agropecuarios, etc. Durante los primeros 27 años de existencia de ramal también se las utilizó para transporte de pasajeros dentro del ejido urbano de Comodoro Rivadavia y hacia Sarmiento. Luego con la incorporación de coches motor fueron desafectada del servicio de transporte de pasajeros. Sin embargo, en invierno recurrían a ellas para rescatar a los coches motor que quedaban varados en la nieve, en lo alto de las mesetas. Para 1.911 operaban 3 locomotoras que originariamente habían prestado servicios en el Ferrocarril Andino: una locomotora de maniobras marca Baldwin Loc. Works y dos locomotoras de carga, marca Societe Batignoles. Las tres locomotoras fueron armadas y arregladas para funcionar con petróleo, combustible que daba excelentes resultados. El total de vagones existentes era de 89 ya para ese año. Para 1.945 el ramal Comodoro Rivadavia Sarmiento contaba con: dos “Haine Saint Pierre” fabricadas en 1.910 , cuatro locomotoras de maniobras “John Cockerill”, otra locomotora de maniobras Baldwin Loc. Works, una locomotora de maniobras “Ernst Gonin y Cía” de 1.889 y la locomotora más conocida de todas, usada para maniobras, marca “Schneider y Cía”; conocida como la “Patria”.
Al cierre del ferrocarril los ferroviarios fueron obligados a desguazarlas y se las vendió como chatarra. Solo la Patria se salvó y se encuentra en perfecto estado de conservación en el Museo Nacional Ferroviario, ubicado en el barrio porteño de Retiro.

#### Ferrobuses
En un primer momento se fabricaron localmente los coches motores de madera apodados Cucarachas. Luego fueron traídos los ferrobuses Drewry y Ganz que eran capaces de efectuar largas distancias y mayores velocidad. Los mismos estuvieron operativos hasta el cierre y posteriormente fueron vendidos como chatarra.

### Líneas
El ferrocarril poseía dos tipos de viajes uno larga distancia a Sarmiento de casi 200 kilómetros y otro interurbano de corta y media distancia. Con este último el ferrocarril logró unir las alejadas y diferentes localidades - campamentos petroleros de zona norte de Comodoro Rivadavia con cuatro recorridos:
- Línea a CONFERPET (Km8) y Astra.
- Línea a Astra (Km20).
- Línea a Diadema (Km27).
- Línea a Escalante (remplazada por Línea a Diadema).
- Línea a Punta Piedras (trocha 0.75).
- Línea a Talleres (Km5).

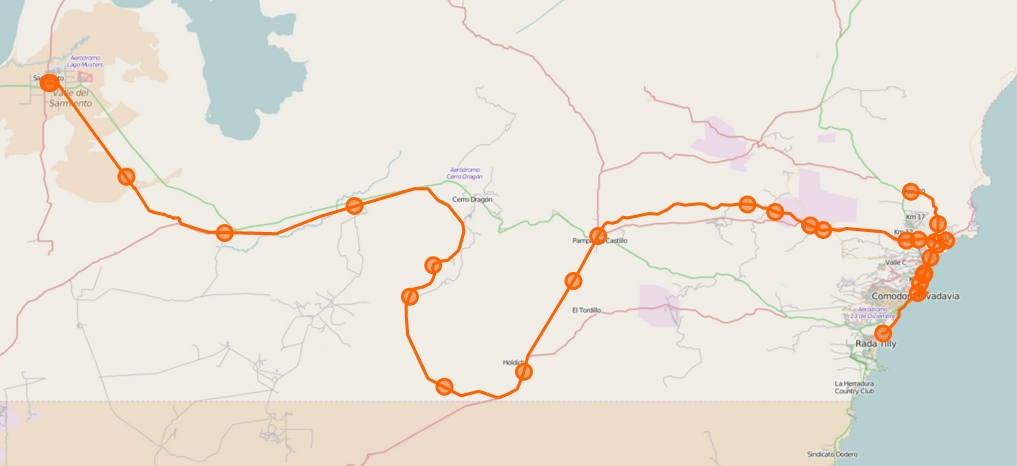
Vista de todas las vías del ferrocarril.
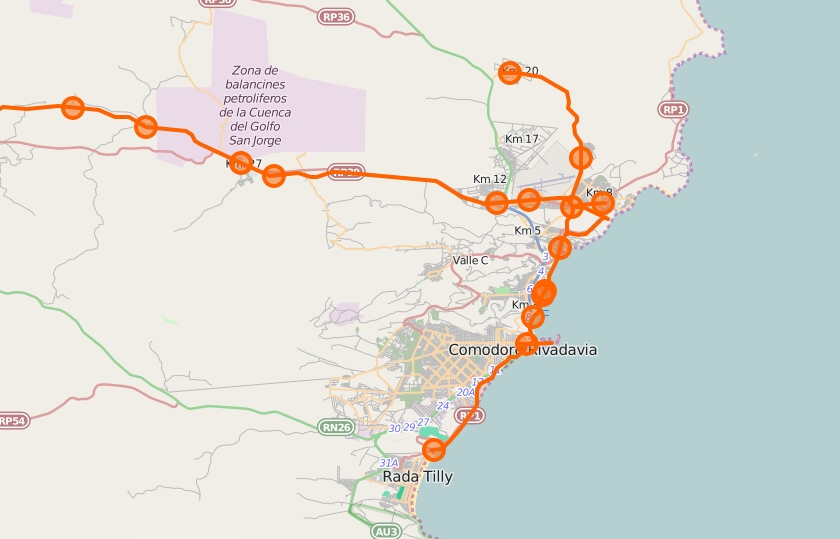
Vista en el sector Comodoro Rivadavia con el agregado a Punta Piedras en el sur.
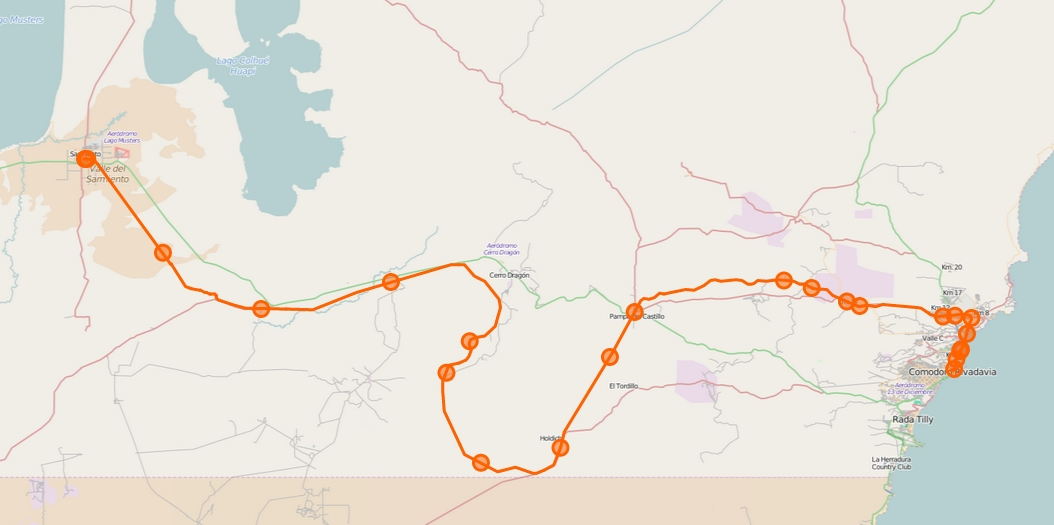
Línea a Sarmiento.
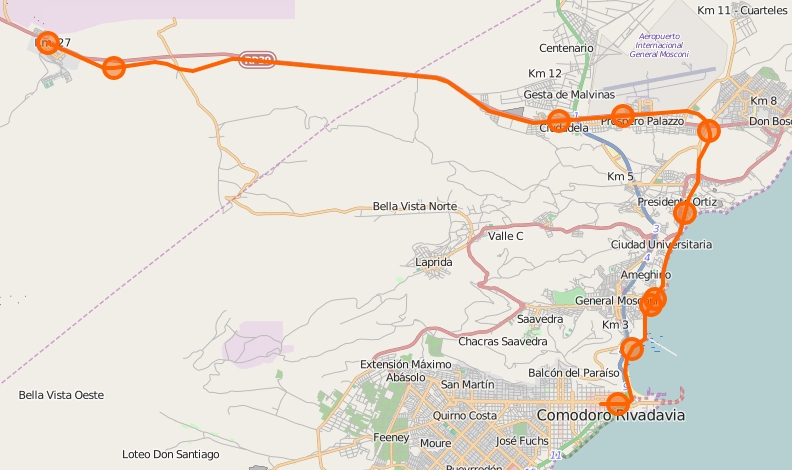
Línea a Diadema Argentina.
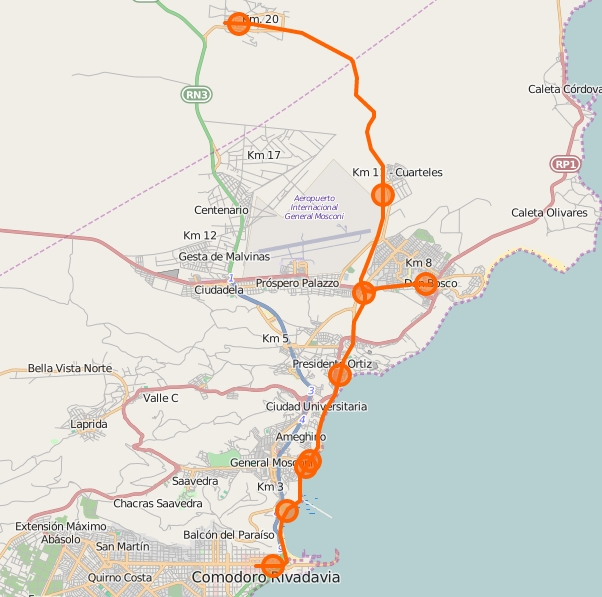
Línea a Astra Y Km 8.
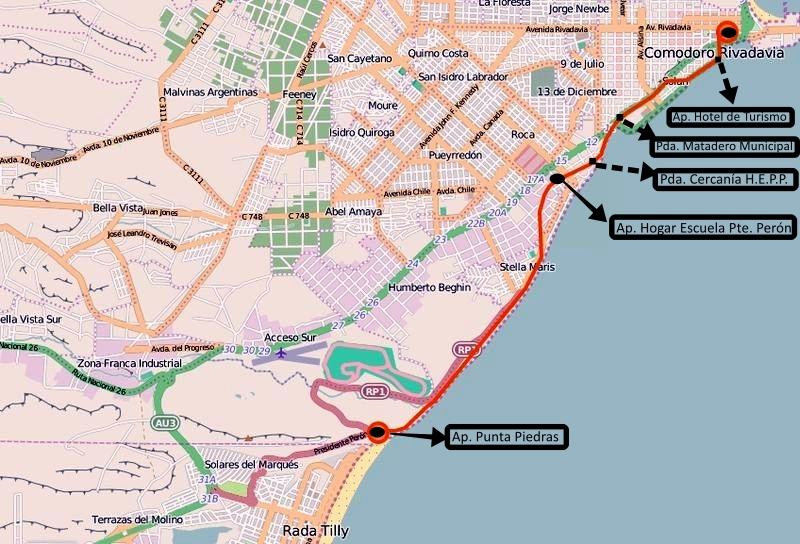
El ramal a Punta Piedras y todos sus puntos.

### Localidades en su recorrido

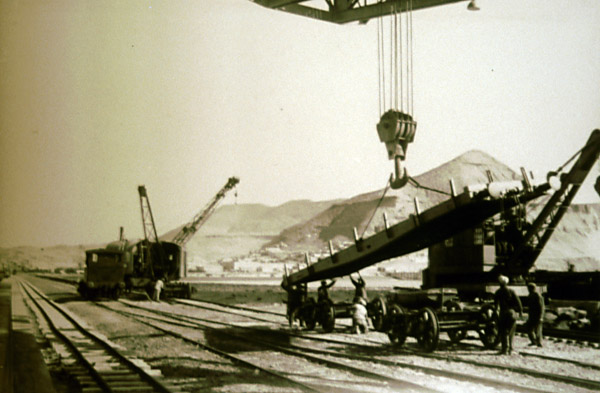
Descarga de vagones en el actual Puerto Antonio Morán.

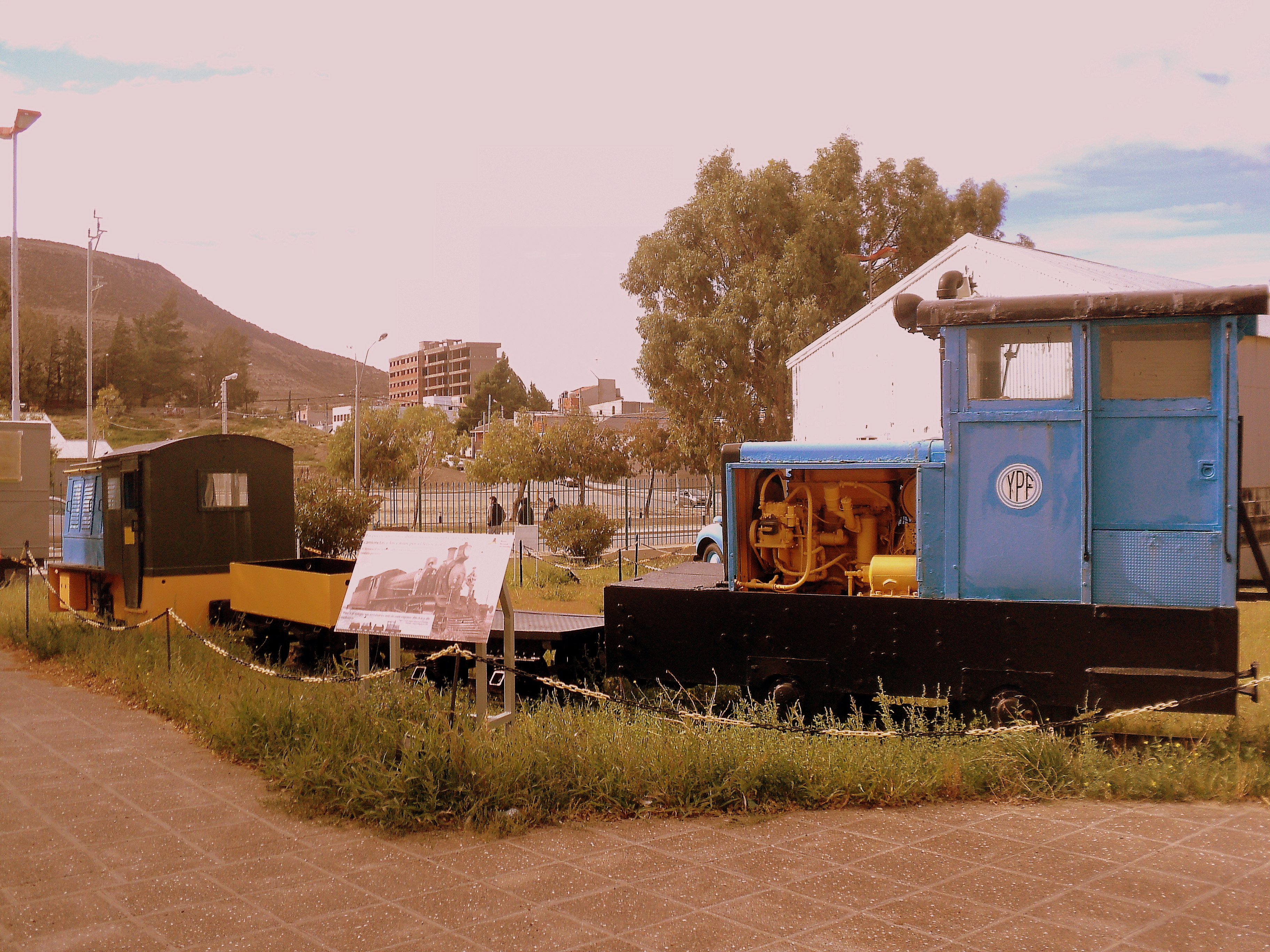
Antiguo tren Decauville carguero de trocha de 50 cm que utilizó YPF en su explotación. También llevó pasajeros. Hoy el tren está exhibido en el Museo Nacional del Petróleo.

Las localidades que el tren recorría hoy son ciudades y pueblos. Otras se volvieron barrios y hasta parajes deshabitados. Un informe de 1951 confeccionado por la ex Gobernación Militar de Comodoro Rivadavia detalla las siguientes localidades:
| Nombre                      | Tipo                                  | Referencia y estado actual | Ubicación |
| --------------------------- | ------------------------------------- | --- | --- |
| Comodoro Rivadavia          | Municipio                             | El tren recorría dos barrios de la Zona sur de Comodoro Rivadavia. Antiguamente eran conocidos como Comodoro Rivadavia y Playa 99. El barrio Centro es el más poblado del aglomerado Comodoro Rivadavia - Rada Tilly. El ferrocarril tenía su presencia aquí con la estación Comodoro, el embarcadero Puerto de comodoro Rivadavia y el apeadero Comodoro Rivadavia.                             | Barrios Centro y Stella Maris. |
| General Mosconi             | Localidad - barrio                    | Antiguamente era llamada "YPF" o "Km 3" en los tiempos del ferrocarril. Es el barrio más poblado de la Zona norte de la ciudad. El ferrocarril tenía su presencia aquí con las paradas apeadero Muelle YPF, Parada Gamela y el desvío Almacén YPF. | Zona norte de Comodoro Rivadavia, integra el municipio y aglomerado de Comodoro Rivadavia - Rada Tilly, del cual está separada en 3 km.                                               |
| Veinticinco de Mayo         | Localidad - barrio                    | Conocida como "Km 4" en los tiempos del ferrocarril. Está unida con General Mosconi tras su expansión. | Zona norte de Comodoro Rivadavia, integra el municipio y aglomerado de Comodoro Rivadavia - Rada Tilly, del cual está separada en 4 km.                                               |
| Presidente Ortiz            | Localidad - barrio                    | Conocida como "Talleres" o "Km 5" en los tiempos del ferrocarril. Fue el barrio ferroviario de la ciudad por excelencia. El ferrocarril tenía su presencia aquí con la Estación Talleres y el muelle ferrocarrilero. | Zona norte de Comodoro Rivadavia, integra el municipio y aglomerado de Comodoro Rivadavia - Rada Tilly, del cual está separada por 5 km.                                              |
| Don Bosco                   | Localidad - barrio                    | Conocida como "Km 8" "COMFERPET" o "Santa Juana" en los tiempos del ferrocarril. Era recorrida por el Ramal a Astra. Hoy es el segundo barrio más poblado de Zona norte. El ferrocarril tenía su presencia aquí con el embarcadero COMFERPET | Zona norte de Comodoro Rivadavia, integra el municipio y aglomerado de Comodoro Rivadavia - Rada Tilly, del cual está separada en 8 km.                                               |
| Próspero Palazzo            | Localidad - barrio                    | Conocida como Aeródromo en los tiempos del ferrocarril. Próxima al antiguo aeródromo, que es el Aeropuerto General Mosconi. El ferrocarril tenía su presencia aquí con las paradas Empalme Astra y el apeadero Aeródromo | Zona norte de Comodoro Rivadavia, integra el municipio y aglomerado de Comodoro Rivadavia - Rada Tilly, del cual está separada en 11 km.                                              |
| Barrio Militar - Aeropuerto | Localidad - barrio                    | Conocida como Aeródromo en los tiempos del ferrocarril. Próxima al antiguo aeródromo, que es el Aeropuerto General Mosconi. El ferrocarril tenía su presencia aquí con la cercana parada Aeródromo. | Zona norte de Comodoro Rivadavia, integra el municipio y aglomerado de Comodoro Rivadavia - Rada Tilly, del cual está separada en 11 km.                                              |
| Cuarteles Chacabuco         | Localidad - barrio                    | Conocida como "Km 11" en los tiempos del ferrocarril y actualmente de modo informal. Era recorrida por el Ramal a Astra. El ferrocarril tenía su punto aquí llamado Apeadero Kilómetro 11. | Zona norte de Comodoro Rivadavia, integra el municipio y aglomerado de Comodoro Rivadavia - Rada Tilly, del cual está separada en 11 km.                                              |
| Ciudadela                   | Localidad - barrio                    | Conocida como "Km 13" o "Gasoducto" en los tiempos del ferrocarril. El ferrocarril tenía su punto aquí con la Parada Gasoducto y con el Apeadero Bombas Diadema. | Zona norte de Comodoro Rivadavia, integra el municipio y aglomerado de Comodoro Rivadavia - Rada Tilly, del cual está separada en 12 km.                                              |
| Gas del Estado              | Localidad - barrio                    | Conocida como "Km 13" o "Gasoducto" en los tiempos del ferrocarril. El ferrocarril tenía su punto aquí con la cercana Parada Gasoducto. | Zona norte de Comodoro Rivadavia, integra el municipio y aglomerado de Comodoro Rivadavia - Rada Tilly, del cual está separada en 12 km.                                              |
| Rada Tilly                  | Municipio                             | No fue alcanzada por el ferrocarril. No obstante, al norte de su ejido municipal funcionó el punto ferroviario apeadero Punta Piedras. El apeadero parte del ramal de trocha angosta, que arribaba a inmediaciones del ejido urbano de la villa, en playa 99, pero no donde hoy esta su parte central. Hoy es la segunda localidad del Aglomerado al que pertenece.                              | Ubicada a 14 km al sur de Comodoro Rivadavia, integra el aglomerado de Comodoro Rivadavia - Rada Tilly.                                                                               |
| Astra                       | Localidad - barrio                    | Conocida como "Km 20" en los tiempos del ferrocarril. Era recorrida por el Ramal a Astra. Hoy es el barrio más boreal de Comodoro Rivadavia. El ferrocarril tenía su punto aquí con el desvío kilómetro 17 y con la estación Astra. | Zona norte de Comodoro Rivadavia, integra el municipio Comodoro Rivadavia, del cual está separada en 20 km.                                                                           |
| Diadema Argentina           | Localidad - barrio                    | Conocida como "Km 27" en los tiempos del ferrocarril. Es el barrio más alejado de Comodoro Rivadavia. El ferrocarril tenía su punto aquí con el apeadero El Sindicato y con la estación Diadema Argentina. | Zona norte de Comodoro Rivadavia, integra el municipio de Comodoro Rivadavia, del cual está separada en 27 km.                                                                        |
| Escalante                   | Localidad de población rural dispersa | Ex campamento petrolero deshabitado a fines de los sesenta. Localidad de tipo rural dispersa. No conformó pueblo. Mantiene escasa población y no es censada como unidad. El ferrocarril tenía su punto aquí con el apeadero Campamento Escalante y con la estación Escalante. | Ubicada en cercanía a Diadema Argentina. |
| Pampa del Castillo          | Localidad                             | Fue un campamento petrolero, deshabitado a fines de los sesenta. Hoy es un yacimiento petrolero. El ferrocarril tenía su punto aquí con la estación Pampa del Castillo. | En inmediaciones a la Ruta Nacional 26. |
| Holdich                     | Ex localidad                          | Pequeño caserío. Deshabitada en tiempos recientes. El ferrocarril tenía su punto aquí con la estación Holdich. | Ruta Provincial 37. Meseta patagónica a 755 m s. n. m. La más alta a nivel del mar.                                                                                                   |
| Cañadón Lagarto             | Ex localidad                          | Llegó a ser la segunda más importante de las localidades recorridas por el ferrocarril por su economía. Actualmente Deshabitada y sus campos son utilizados por petroleras. El ferrocarril tenía su punto aquí con la estación Cañadón Lagarto. | Ubicada en un camino que comunica la Ruta Provincial 37 con la Ruta Nacional 26; sobre la Meseta patagónica 725 m s. n. m.                                                            |
| Kilómetro 117               | Localidad de población rural dispersa | Localidad de tipo rural dispersa. No conformó pueblo. Mantiene escasa población y no es censada como unidad. El ferrocarril tenía su punto aquí con el apeadero kilómetro 117. | Ubicada en la Meseta patagónica a 575,69 snm. |
| Valle Hermoso (Chubut)      | Localidad de población rural dispersa | Localidad de tipo rural dispersa. No conformó pueblo. Mantiene escasa población y no es censada como unidad. El ferrocarril tenía su punto aquí con la estación Valle Hermoso. | En inmediaciones a la Ruta Nacional 26. |
| Enrique Hermitte Km 162     | Localidad de población rural dispersa | Conocida como Enrique Hermitte también. Llegó a concentrar gran cantidad e movimientos cargueros por su ubicación estratégica. Deshabitada en su núcleo que se formó en torno a la estación, pero con población rural circundante. El ferrocarril tenía su punto aquí con la estación Enrique Hermitte.                                                                                          | En inmediaciones a la RN 26. |
| Colhué Huapi                | Localidad - barrio                    | Localidad de tipo rural dispersa integrante del ejido municipal de Sarmiento. No conformó pueblo tradicional y vivía de la agricultura. Hoy solo es un paraje-barrio de Sarmiento. En lo últimos años del ramal se llegó a colocar como la tercera población de importancia sin tener en cuenta a las localidades comodorenses. El ferrocarril tenía su punto aquí con la estación Colhué Huapi. | Zona de Chacras de Sarmiento (Chubut), integra este municipio del cual está separada por 15 km y se emplaza en el Valle de Sarmiento poseyendo su economía en torno a la agricultura. |
| Colonia Sarmiento           | Municipio                             | Fue la segunda localidad más importante del ferrocarril en cuanto a población y movimientos económicos. El ferrocarril tenía su punto aquí con el apeadero kilómetro 191 y con la estación Colonia Sarmiento. | Se halla en el Valle de Sarmiento, una zona productiva a 156 km de Comodoro Rivadavia.                                                                                                |

## Propuestas de reaperturas

### El ferrocarril Transpatagónico (1992-2001)

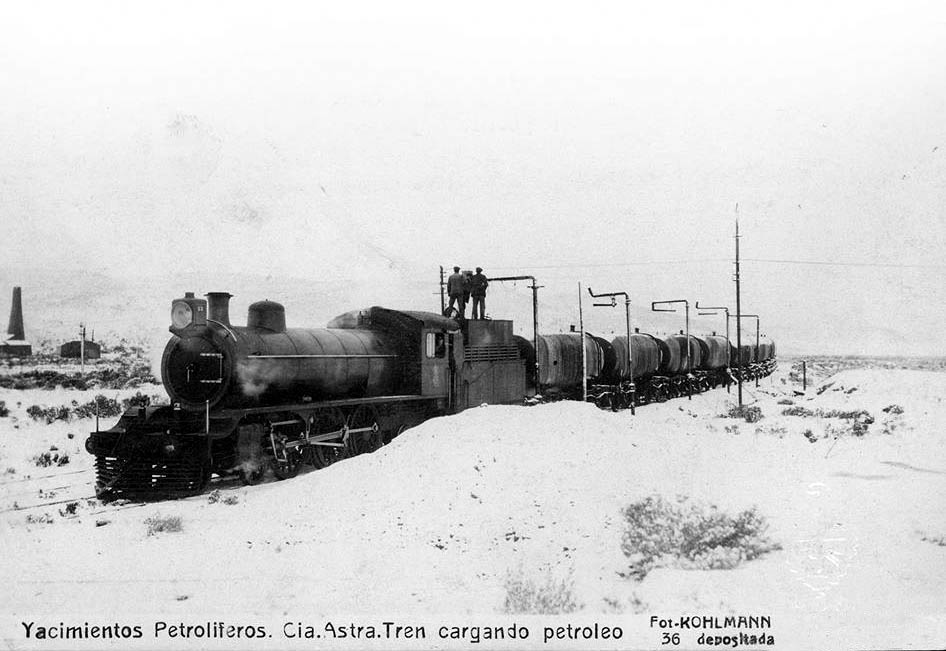
Tren con vagones para carga de petróleo en Astra. Esta fue una de las tareas más intensas representativas de este ferrocarril.

La iniciativa de crear un ferrocarril con destino al Pacífico tuvo la proposición evitar el puerto de Comodoro y crear un puerto nuevo al sur de Rada Tilly hasta Puerto Aysén. La iniciativa fue discutida ferozmente en Comodoro Rivadavia entre 1992 y 1993. Los promotores tenían la intención evitar el tránsito por Cabo de Hornos, particularmente para contenedores. Se llegaron a mostrar del puerto incluyendo las facilidades ferroviarias. Su ubicación sería en las bellas playas naturales como Playa Bonita, Playa La Herradura o Playa los Límites. Esta idea encontró la férrea oposición de los ambientalistas, ya que el puerto era ser muy cerca a la lobería al sur de Rada Tilly. Actualmente el tema está sin discusión alguna. La propuesta encontró la rápida y férrea oposición de los ambientalistas, ya que el puerto era ser muy cerca a la lobería al sur de Rada Tilly. Actualmente, el tema está sin discusión alguna
En los últimos años del siglo XX se planteó un gran proyecto. La presentación del proyecto y aprobación en el senado del proyecto de legisladores del Chubut inició en 1996. Para 1997 una visita de Menen prometió iniciar la licitación del proyecto antes de que su mandato finalizara. Se estableció un tratado el 20 de marzo de 1998, entre el Estado Nacional y las provincias de La Pampa, Río Negro, Neuquén, Chubut, Santa Cruz y Tierra del Fuego para el desarrollo del Ferrocarril Transpatagónico. Esta iniciativa fue desarrollada por las entonces Subsecretarías Nacionales de Puertos y Vías Navegables y de Transporte. Los estudios de prefactibilidad para la preparación técnica de los pliegos y el llamado a licitación estuvieron a cargo de la empresa canadiense Canarail Consultants Inc. mediante el Decreto 309/98 del poder ejecutivo. El trayecto sería extenso y uniría las localidades de San Antonio Oeste (Río Negro) con Río Gallegos (Santa Cruz), con un Puente Marítimo entre Punta Loyola (Río Gallegos) y Puerto Caleta La Misión (Tierra del Fuego). Las etapas serían las siguientes:
- Primera: sería desde Choele-Choel hasta San Antonio Oeste/San Antonio Este y de San Antonio Oeste a Puerto Madryn. También incluiría la reconstrucción de la línea Puerto Deseado-Colonia Las Heras y la del ferrocarril Central del Chubut.
- Segunda: comprendería las localidades de Puerto Madryn (re)a Comodoro Rivadavia-Caleta Paula. El proyecto aseguraba que el tramo hasta Comodoro estaría listo en el lapso 1999-2001.[108] Esta etapa también incluía la prolongación de los ramales Comodoro Rivadavia - Sarmiento hasta Río Mayo y el ramal Puerto Deseado-Colonia Las Heras, hasta la localidad de Perito Moreno
- Tercera: construcción desde Fitz Roy hasta Río Gallegos
- Cuarta: construcción del sistema Roll on-Roll off entre Punta Loyola y Caleta La Misión.

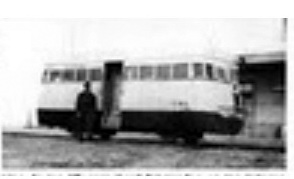
Autovía primitivo de madera contribuidor en los talleres de kilómetro 5. Fueron llamados cucarachas por su incomodidad. Se pudo conservar uno que fue restaurado en 2016.

Pese a haber sido publicado en el Boletín Oficial de la República Argentina el 30 de septiembre de 1994 y con Acuerdo del Senado de la Nación, nunca se concretó nada. Carlos Menem el 18 de marzo de 1998 desde Puerto Rawson incluso llegó a anunciar la ejecución de la obra.
Lo único concreto que se logró fue un convenio de la Secretaría de Transportes de la Nación que autoriza a las Provincias de la Pampa, Río Negro, Neuquén, Chubut, Santa Cruz y Tierra del Fuego a gestionar ante organismos internacionales, nacionales y locales acuerdos que efectivicen la realización de los ferrocarriles Trasandino y Transpatagónico. Los últimos hechos que dieron falsas esperanzas y solo promesas fueron que el 6 de septiembre de 1999 el presidente Menem y los gobernadores patagónicos firmaron el “Acta para construir el ferrocarril Transpatagónico” y el 20 de febrero de 2001 el Jefe de Gabinete del gobierno de la Alianza Chrystian Colombo informa al gobernador del Chubut José Luis Lizurume, que el proyecto del ferrocarril Transpatagónico estaba incluido en el Plan Federal de Infraestructura.Finalmente, con el cambio de gobierno el proyecto fue desestimado, aunque además de complicar todo la crisis económica argentina.
Hoy su rehabilitación es casi un sueño, ya que sus condiciones son deplorables, producto de la intemperie y de la constante inclemencia del tiempo en esta zona tan hostil. Solo una verdadera decisión política al respecto podría cambiar la situación, por ello esta zona de la Patagonia mira con fe el futuro ferrocarril del corredor bioceánico que se construirá a futuro. Un estudio de la consultora Canarail consideró mejor el futuro tramo ferroviario del corredor bioceánico que poder recomponer las vías de este ferrocarril.

#### Nuevo Transpatagónico (2015-)
En 2015 el proyecto fue retomado.

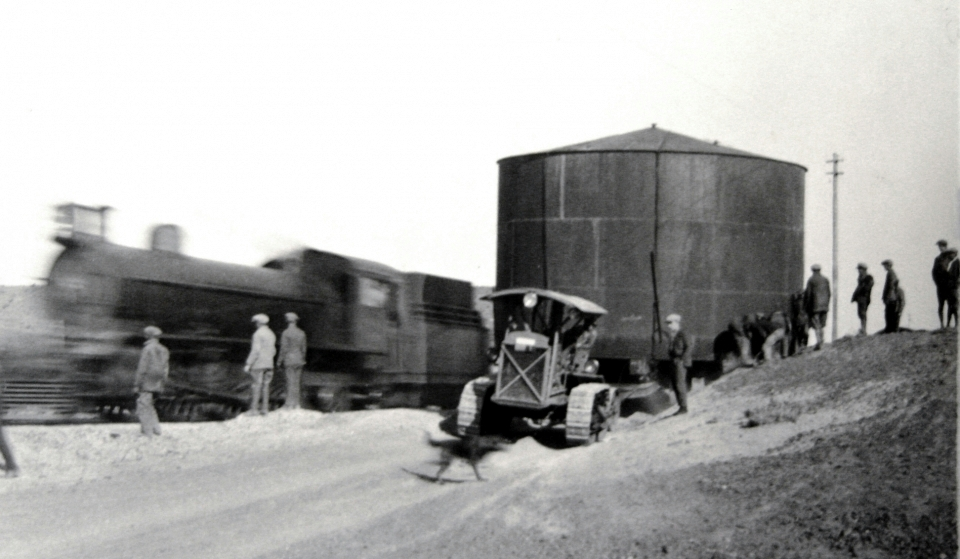
Transporte de tanque junto a las vías del ferrocarril de Comodoro.

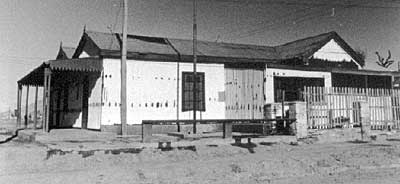
"Estación Km 5", ya sin vías en 1979.

A fines de 2015 con el gobierno saliente este tema volvió a reflotarse esta vez una comitiva viajó a China y mantuvo un encuentro con la empresa CMEC. Se firmó un acta de entendimiento para que la compañía realice un proyecto de ingeniería y el presupuesto de la mega obra que uniría Neuquén, Río Negro, Chubut y Santa Cruz. El Transpatagónico estaría pensado en una primera etapa como ferrocarril de cargas. Su costo superaría los 2.000 millones de dólares. Se llegó a firmar un convenio con la empresa estatal china Machinery Enginoering Corporation firmado por la presidenta Cristina Kirchner. Los trabajos previstos para la primera etapa del proyecto, incluyeron las áreas de ingeniería; adquisición de equipos y materiales; construcción de obras civiles y estudio de demanda y potencialidad comercial. El anuncio generó expectativa en el sector minero que vieron la obra como una oportunidad de desarrollo en el sector de la minería por bajos costos del transporte ferroviario.
Solo se puede concretar un convenio de la Secretaría de Transportes de la Nación que autoriza a las provincias de la Pampa, Río Negro, Neuquén, Chubut, Santa Cruz y Tierra del Fuego a gestionar ante organismos internacionales, nacionales y locales acuerdos que hagan posible la realización de los Ferrocarriles Trasandino y Transpatagónico. 
Además, se pudo confeccionar un memorándum de entendimiento para el proyecto del Tren Transpatagónico. El mismo fue firmado en septiembre de 2015 en Pekín con la empresa estatal China Machinery Engineering Corporation, mediante el entonces Secretario de Transporte de la Nación, Alejandro Ramos.
Para 2016 se conoció el proyecto que fue tratado en la Comisión de Transporte de la Cámara de Diputados el proyecto de resolución sobre la construcción de este ferrocarril. Hasta fue conocido como sería el trazado a través de las provincias patagónicas.
En 2017 se anunció el Plan Patagonia a cargo del ejecutivo nacional. El mismo contenía obras fundamentales para la región. Sin embargo, no se incluyó el tan esperado ferrocarril o el corredor bioceánico, lo que motivó el reclamo de los gobernadores. En mayo el entonces gobernador de Chubut reclamó al ejecutivo por el Transpatagónico. Según afirmó es obra de infraestructura fuerte y un proyecto que data desde 1995
También, se llegó a peticionar la obra ante el exministro del interior Rogelio Frigerio que gestione la obra para que sea ejecutada por China. La obra no prosperó y durante le gobierno del Frente de Todos no fue mencionada.
Actualmente, este ferrocarril es visto como prioridad para el incentivo de las economías regionales.

### Tren turístico al Bosque petrificado Sarmiento (1991-2007)

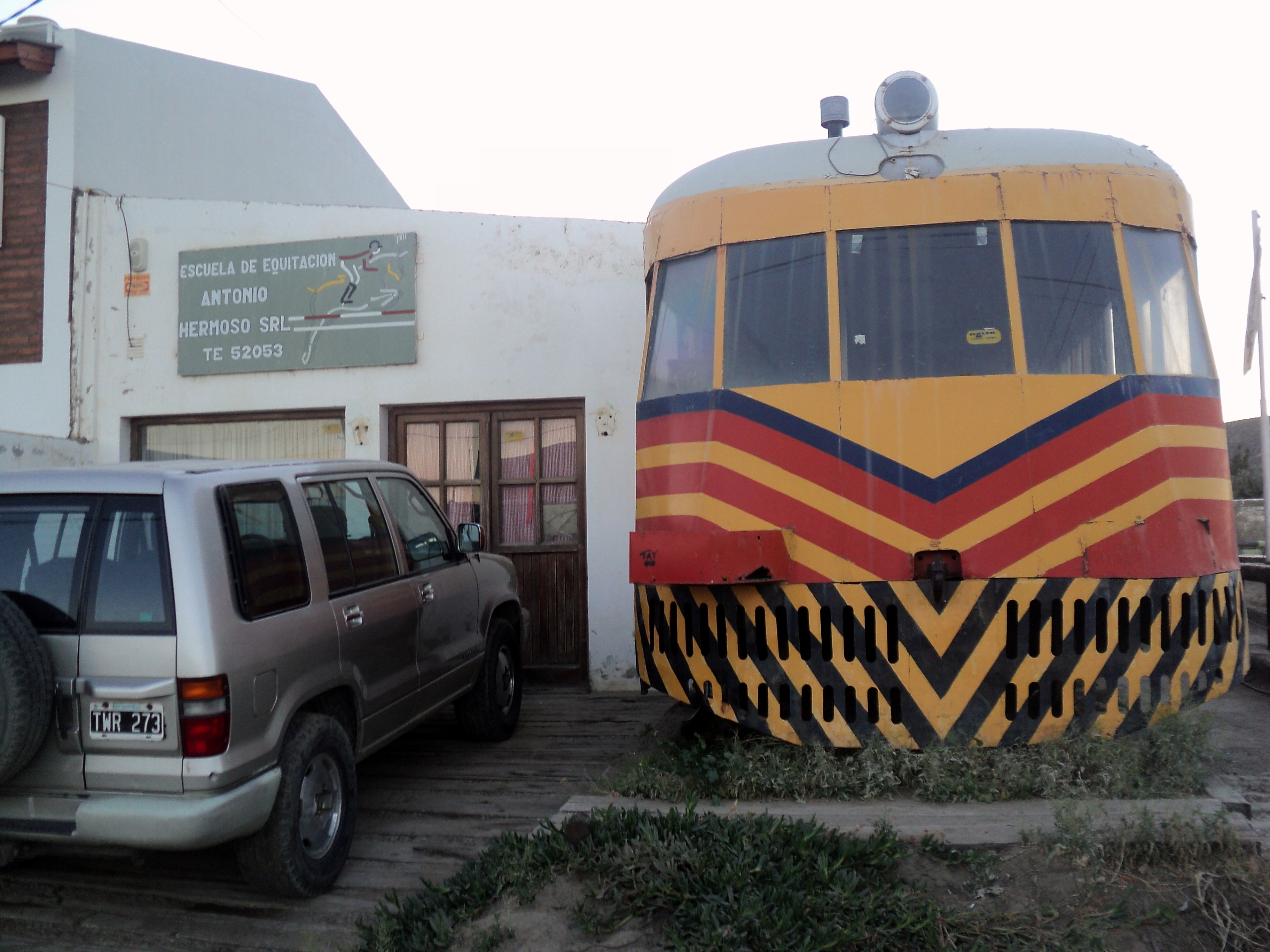
Ganz de 1936 de frente, cuando estaba al lado de la escuela de equitación a la que pertenece en Rada Tilly. Coches motores como este arribaban a Sarmiento en busca de pasajeros.

Para 1991, un grupo de gente propone desarrollar el turismo con un tren desde Sarmiento hasta el Bosque Petrificado a unos 38 km al sur de Sarmiento. Es posible que fueran inspirados por el éxito de La Trochita y también supieran de las intenciones de instalar en Ushuaia el Tren del Fin del Mundo. Reflexionaban usar los rieles antiguos de trocha ancha, que aun para ese año estaban intactos y explotación de material rodante sobrante en El Maitén.
Para inicios del los años 2000 el intendente Britapaja de Sarmiento apoyó la iniciativa y expuso el proyecto ante congresos. A pesar de que se volvió a insistir, esta vez de manera oficial, no tuvo ecos. Para abril de 2007 el tema reapareció en un estudio de impacto ambiental del presa Los Monos. Se afirmaba en el mismo que el proyecto estaba en etapa de definición. También, se expusieron datos como su velocidad que sería de 12 km por hora y que aprovecharía gran parte de las vías que todavía sobrevivían.
La construcción de este tren turístico uniría a la ciudad de los lagos con los Bosque petrificado Sarmiento. Además, del valor que agregaría sería un intento por homenajear al desaparecido ferrocarril de Comodoro Rivadavia a Sarmiento.

### Tren turístico desde "Km 5" a "Km 20" (2006)
Una reapertura más tangible tomó fuerza cuando el barrio Presidente Ortiz y su patrimonio histórico conservado fueron ejes de un intento de impulso ante la Cámara de Diputados, en 2006, de un proyecto de creación de un nuevo museo ferroviario. El objetivo fue reforzar la identidad ferroviaria que aún mantiene hasta el presente, hecho que lo constituye como lugar óptimo para el trazado urbano del tren turístico en Comodoro Rivadavia, que partiría de este barrio pasando por Don Bosco, y Astra, agregándose al mismo un ramal hacia Caleta Córdoba, en el cual se podrá apreciar el Faro San Jorge y la belleza del paisaje patagónico.
Las esperanzas de un tren turísticos terminaron, dado que desde abril de 2013 la municipalidad de Comodoro avanzó sobre antiguas locaciones del ferrocarril. En primer término, llegó a un convenio con nación para el traspaso de los galpones que fueron talleres y depósitos del ferrocarril. Lamentablemente, la nueva propiedad del municipio no se materializó en una revalorización, sino que se procedió a desmantelar los galpones históricos para una urbanización de 25 lotes. Este hecho penoso es causado por la gran demanda de tierras que vive la ciudad.

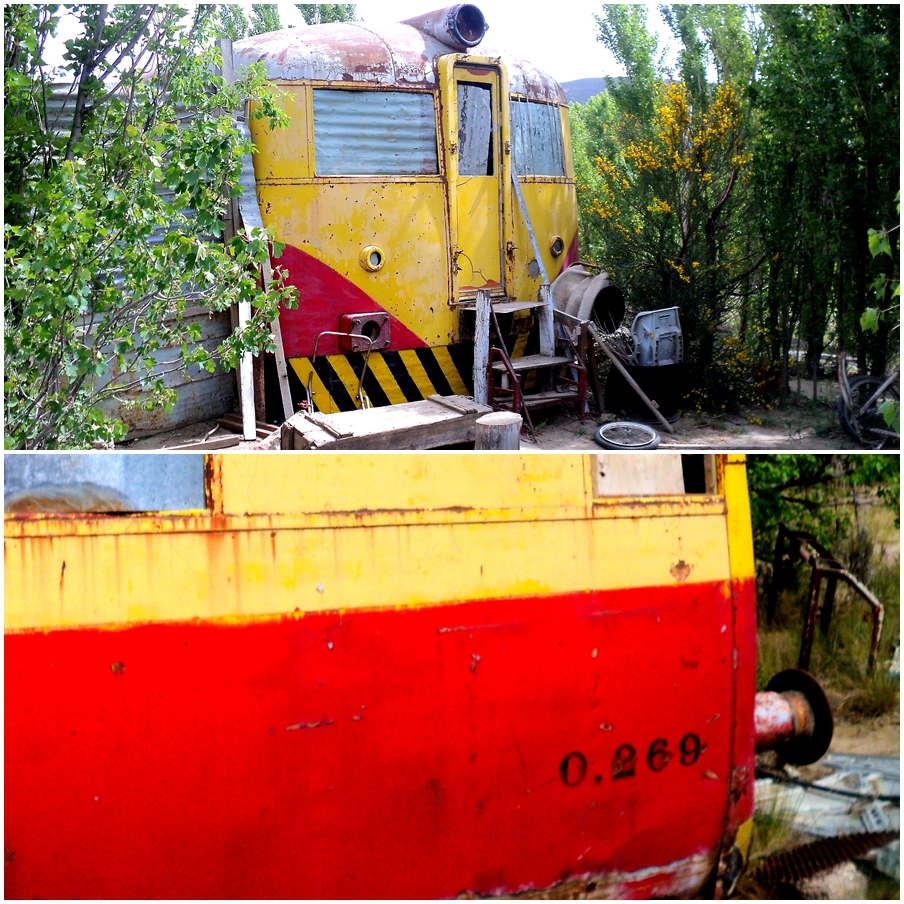
Drewry frontal y con su número de serie en el barrio Malvinas Argentinas de Comodoro.

Por último, llegó a un acuerdo con la nueva YPF para la permuta de los almacenes YPF, y otras tierras de la empresa, a cambio de los terrenos de la planta deshidratadora. Los cuales aún no tiene destino claro, pero se expresó que su destino va a ser de oficinas, viviendas y una nueva terminal; es decir no se pretende la revalorización del patrimonio histórico.

### Ferrocarril Chino (2014-2015)
A fines de marzo de 2014 un grupo de inversores de la República Popular de China calificaron a la provincia de Chubut como un ambiente propicio para la construcción de un ferrocarril. Sus estudios de factibilidad exploraron los puertos de Comodoro y Madryn en busca de trazados que los unan con la región chilena de Aysén. El gobernador Martín Buzzi especificó que el proyecto se hallaba en etapa del diseño de la traza del ferrocarril y de la definición de los volúmenes de carga. Con el proyecto se busca garantizar niveles importantes de conectividad con el país y con el resto del mundo, gracias a un corredor bioceánico. A pesar de ser muy ambicioso, crearía la infraestructura para una provincia y región más competitivas. El exgobernador también aludió que de todas las iniciativas esta sería la más factible. 
El proyecto uniría los dos océanos con un ferrocarril entre Chubut y Chile, con el objetivo de unir Puerto Madryn, Trelew, Comodoro Rivadavia y Puerto Chacabuco. El nuevo ferrocarril cruzaría la cordillera de los Andes por el paso Huemules. De este modo se aprovecharía la baja altura que allí tiene la cordillera. Gracias a la relativa baja altura y la poca distancia de poco más de 400 km hacía la cordillera el recorrido por el lado argentino no presenta ninguna complicación. No obstante, del lado chileno sería más complejo el recorrido por el descenso hacia los fiordos. 
Por último, se usaría importantes trazos originales existentes de este ferrocarril y del desaparecido ferrocarril Central del Chubut. Los mismos son totalmente aprovechables, ya que existen todas las curvas de nivel, y las necesidades de pasos, lo que simplifica fuertemente el desarrollo de ingeniería.
La última mención de ferrocarril fue a fines de 2015 por un diputado.

## Reliquias
Luego del cierre de actividades la acción de los particulares y en menor medida de los gobiernos municipales, se pudo salvar algunas reliquias. La mayor dificultad para dar con las reliquias es el hecho de que gran parte del material fue destrozado, vendido como chatarra, trasladado para otros ferrocarriles o usos y elementos valiosos fueron a parar a otros museos.
- Puente ferroviario intacto, a pocos kilómetros al sur de la estación Colhué Huapi. La vista es rumbo a Sarmiento. Hoy está abandonado e invadido de sauces. Atraviesa un brazo del Senguer conocido como Zanjón del Cerro Negro. Rada Tilly:

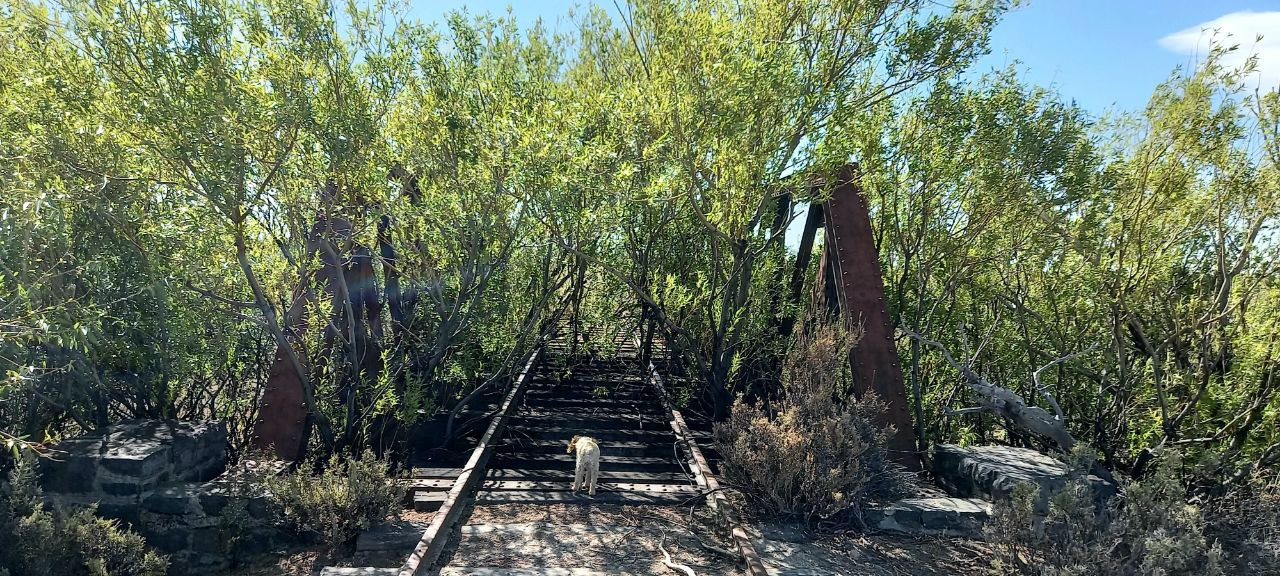
Puente ferroviario intacto, a pocos kilómetros al sur de la estación Colhué Huapi. La vista es rumbo a Sarmiento. Hoy está abandonado e invadido de sauces. Atraviesa un brazo del Senguer conocido como Zanjón del Cerro Negro.

  - Coche motor Ganz: a pesar de que nunca corrió por las vías «a Rada Tilly» por tener trocha ancha; sobrevivió atrás del hipódromo de la villa, en la escuela de equitación. El ferrobús fue adquirido como chatarra por un particular y fue modificado en sus accesos y en su frente con más ventanas.[126] Inicialmente fue colocado sobre la playa de la villa y preparado como puesto gastronómico en los 90. Era operado por un concesionario. En los inicios del nuevo milenio y hasta mediados de 2014 cumplió la función de quincho, sala de estar y baños para la escuela de equitación.[127] Hoy en día, fue llevado a una estancia cercana por su dueño para ser reacondicionado.
  - Área privada protegida Los Vagones: a 5 minutos de Rada Tilly, dentro de la reserva privada “El Arbolado” se halla una extensa y variada colección de vagones de este ferrocarril. El sitio esta resguardado por ser parte de un campo privado que un vecino de la zona decidió compartir con el resto de la comunidad. El mismo es visitado por los vecinos y preservado por estos. Las reliquias ferroviarias se presentan en un recorrido de más de 2 kilómetros que culmina en los vagones, un lugar ideal para desconectarse de la ciudad entre el paisaje patagónico. Las estructuras de estas viejas cabinas que en algún momento llevaron gente, un vagón cerrado y otro vagón completo que da la bienvenida a la gente con una bandera argentina. El interior se vuelve un tesoro cultural con libros, fotos y recuerdos.[128]

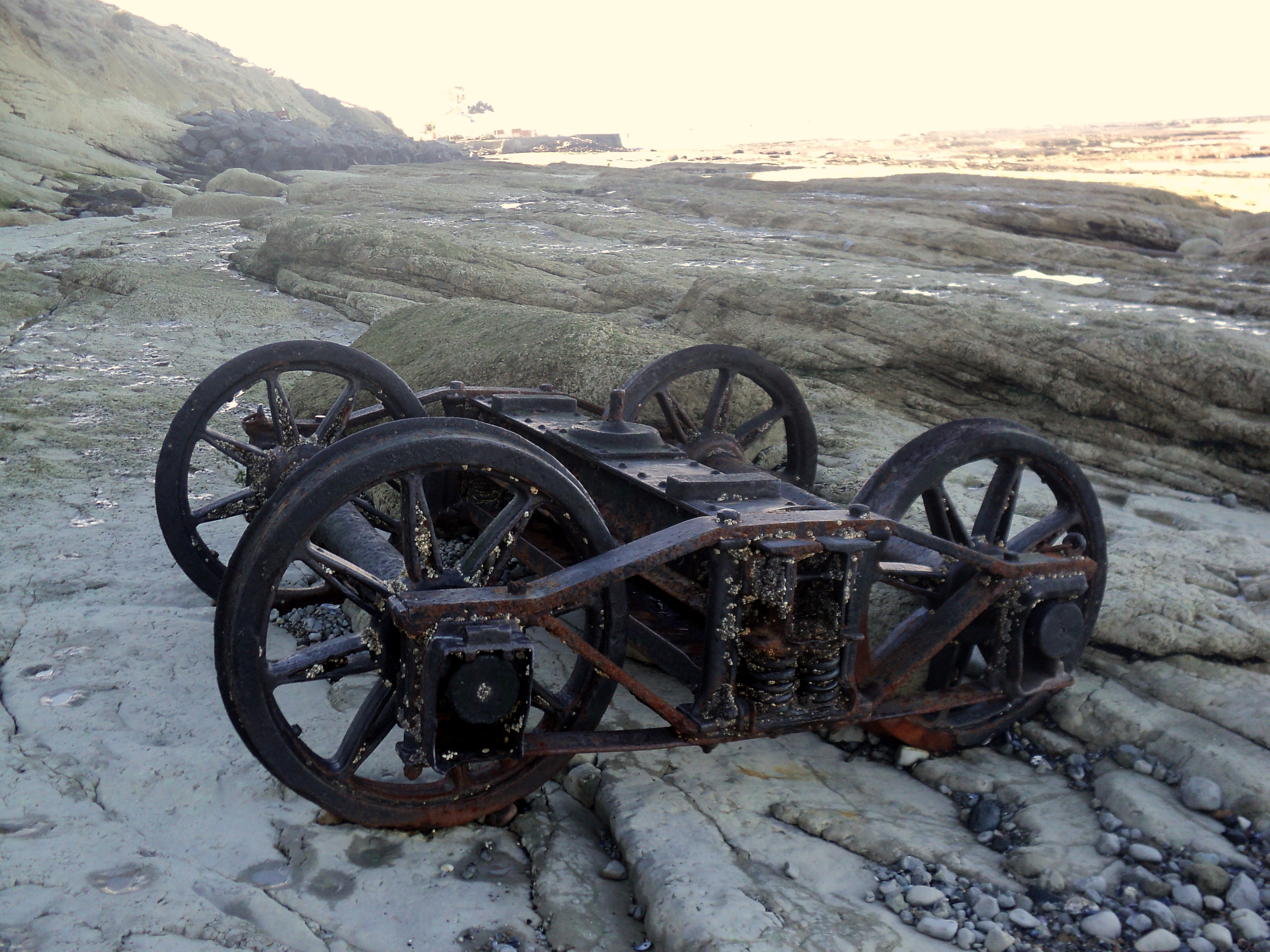
otros de los boguies abandonados en la playa costanera, tramo del ferrocarril previo a "Km 2". Pese a estar sumergido en marea alta se halla en buen estado

- Comodoro se logró conservar o lograron sobrevivir al gran desguace:
  - Locomotora de Societé Cockenll Seanng: de origen belga del año 1910 que pertenecía a la administración de puertos y vías navegables.
  - Coche de pasajeros marca Bluseister: de capacidad para 60 personas, de origen inglés del año 1890.[129][130]
  - Coches motor: sus carcasas están dispersadas por el ejido urbano de la ciudad como el barrio Cordón Forestal. Son usadas como viviendas, depósitos y quinchos.
  - Bugis y zorras: sobrevivió al desguace material antiguo rodante por abandono previo o por no ser de metal algunos de sus componentes. Dos de los bugis yacen hoy en la playa costanera del centro sin ningún tipo de cuidado.
  - Cucaracha: el primer ferrobús de madera construido en los Talleres de "Km 5". De estructura antigua fue utilizado para transporte de pasajeros y como zorra en los últimos días del ferrocarril. Perduró en ruinas en los ex galpones ferroviario. También estuvo en un club del "Barrio Km 5", donde fue casi destruida. Hoy en día hay un proyecto para emplazarla en la Estación de Trenes de kilómetro 5.[131] En 2016 fue completamente restaurado y desde entonces está a resguardo en los ex talleres ferroviarios. Es usado en exposiciones.[132]
  - Muelle de la ferrocarrilera: para 1982 aun sobrevivía atrás de los talleres, pero la falta de mantenimiento hizo que cediera ante el mar. Hoy solo quedan pocos restos visibles.[132]
  - Puente: se emplaza un puente ferroviario en el predio del muelle YPF, construido en ladrillos aún conserva vías.
  - Mesa giratoria: ubicada en la plaza España, pleno centro, se encuentra protegida con pintura especial y completamente intacta.
  - Estaciones: sobreviven y están a la vista las estaciones: Comodoro Rivadavia, Presidente Ortiz, Astra y Diadema Argentina.
  - Vías y terraplenes: dispersos por toda zona norte se hallan restos de vías, destrozadas, expuestas o sepultadas. También, se encuentras terraplenes enteros con vías intactas o destrozadas.

- Sarmiento:
  - Mesa giratoria a metros de la estación. Su conservación es normal.
  - Estación Sarmiento: restaurada tras ser destruida, hoy es un museo y es parte del parque paleontológico.
  - Depósito: junto a la estación. Hoy se lo está reciclando como un laboratorio paleontológico y sala de exposición.
  - Galpón para locomotoras: albergó tres locomotoras y hoy está restaurado como centro cultural
  - Sobrevive la última trama de vías casi completa desde kilómetro 162 hasta casi la entrada a Sarmiento con algunos faltantes y en un notorio abandono.
  - También sobreviven las instalaciones casi intactas de Colhué Huapi, que hoy es la zona de chacras de Sarmiento.
  - Puente ferroviario Colhué Huapi el último gran puente intacto a pocos kilómetros de estación Colhué Huapi.

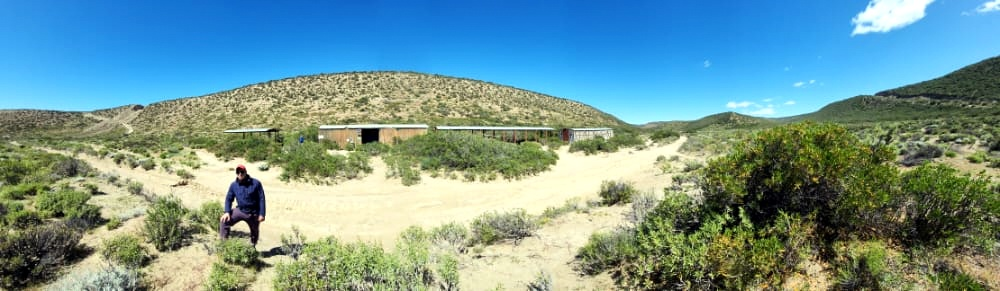
Numerosos vagones de carga comprados como chatarra por un privado. Actualmente, se hallan con diferentes grados de conservación en una estancia privada conocida como La Arboleda. La misma ofrece un paseo llamado Los vagones abierto al público